# Иван III Васильевич
Ива́н III Васи́льевич (в историографии также Ива́н Вели́кий; 22 января 1440 — 27 октября 1505) — великий князь владимирский и московский с 1462 по 1505 год, государь всея Руси, в некоторых документах титуловался царём, в ряде иноземных источников он именовался кайзером и императором.
Результатом правления Ивана III стало объединение значительной части русских земель вокруг Москвы и её превращение в центр единого Русского государства, за что он получил прозвище «собиратель земли русской». Было достигнуто окончательное освобождение страны от ордынской зависимости; принят Судебник — свод законов государства; проведён ряд реформ, заложивших основы поместной системы землевладения; построен нынешний Московский Кремль и главный кафедральный собор Русского государства — Успенский собор; принят нынешний герб России — двуглавый орёл.

## Детство и юность

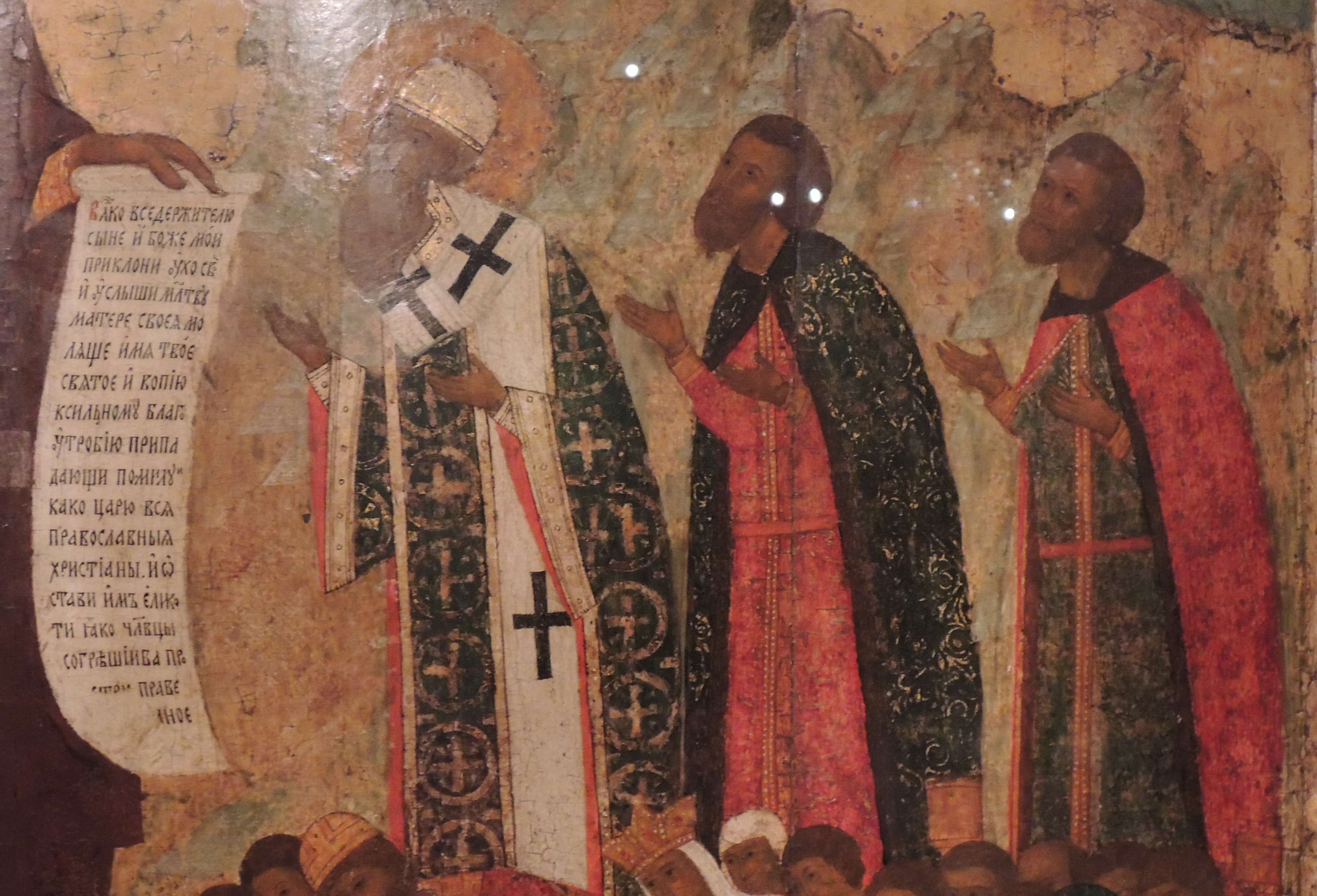
«Богоматерь Боголюбская с предстоящими» (фрагмент). 1-я треть XVI века. Коленопреклонённые представители разных сословий, символизирующие население православного царства, возглавляемые митрополитом Ионой и князьями Василием Тёмным и его сыном Иваном просят Богоматерь о заступничестве

Иван III родился 22 января 1440 года в семье великого московского князя Василия II Васильевича. Матерью Ивана была Мария Ярославна, дочь удельного князя Ярослава Боровского, внучка Владимира Храброго, русская княжна серпуховской ветви дома Даниила (рода Даниловичей) и дальняя родственница его отца. Он родился в день памяти апостола Тимофея, и в его честь получил своё «прямое имя» — Тимофей. Ближайшим церковным праздником был день Перенесения мощей святого Иоанна Златоуста (27 января), в честь которого княжич и получил имя, под которым он более всего известен.
Достоверных данных о раннем детстве Ивана III не сохранилось, скорее всего, он воспитывался при дворе своего отца. Однако дальнейшие события круто изменили судьбу наследника престола: 7 июля 1445 года под Суздалем войско великого князя Василия II потерпело сокрушительное поражение от армии под командованием татарских царевичей Мамутяка и Якуба (сыновей хана Улу-Мухаммеда). Раненый великий князь попал в плен, а власть в государстве временно перешла к старшему в роду потомков Ивана Калиты — князю Дмитрию Юрьевичу Шемяке. Пленение князя и ожидание татарского нашествия привели к росту неразберихи в княжестве; ситуацию усугубил пожар в Москве.
Василий, пообещав хану выкуп, получил от него войско и вернулся осенью в Москву из плена, а Шемяка вынужден был покинуть столицу и удалиться в Углич. Москва должна была заплатить за князя выкуп — порядка нескольких десятков тысяч рублей. В этих условиях среди сторонников Дмитрия Шемяки созрел заговор, и когда в феврале 1446 года Василий II вместе с детьми отправился в Троице-Сергиев монастырь, в Москве начался мятеж. Великий князь был схвачен, перевезён в Москву, и в ночь с 13 на 14 февраля ослеплён (что принесло ему прозвище «Тёмный») по приказу Дмитрия Шемяки. По сообщению новгородской летописи, великого князя обвиняли в том, что он «татар привёл на Рускую землю», и раздавал им «в кормление» московские города и волости.

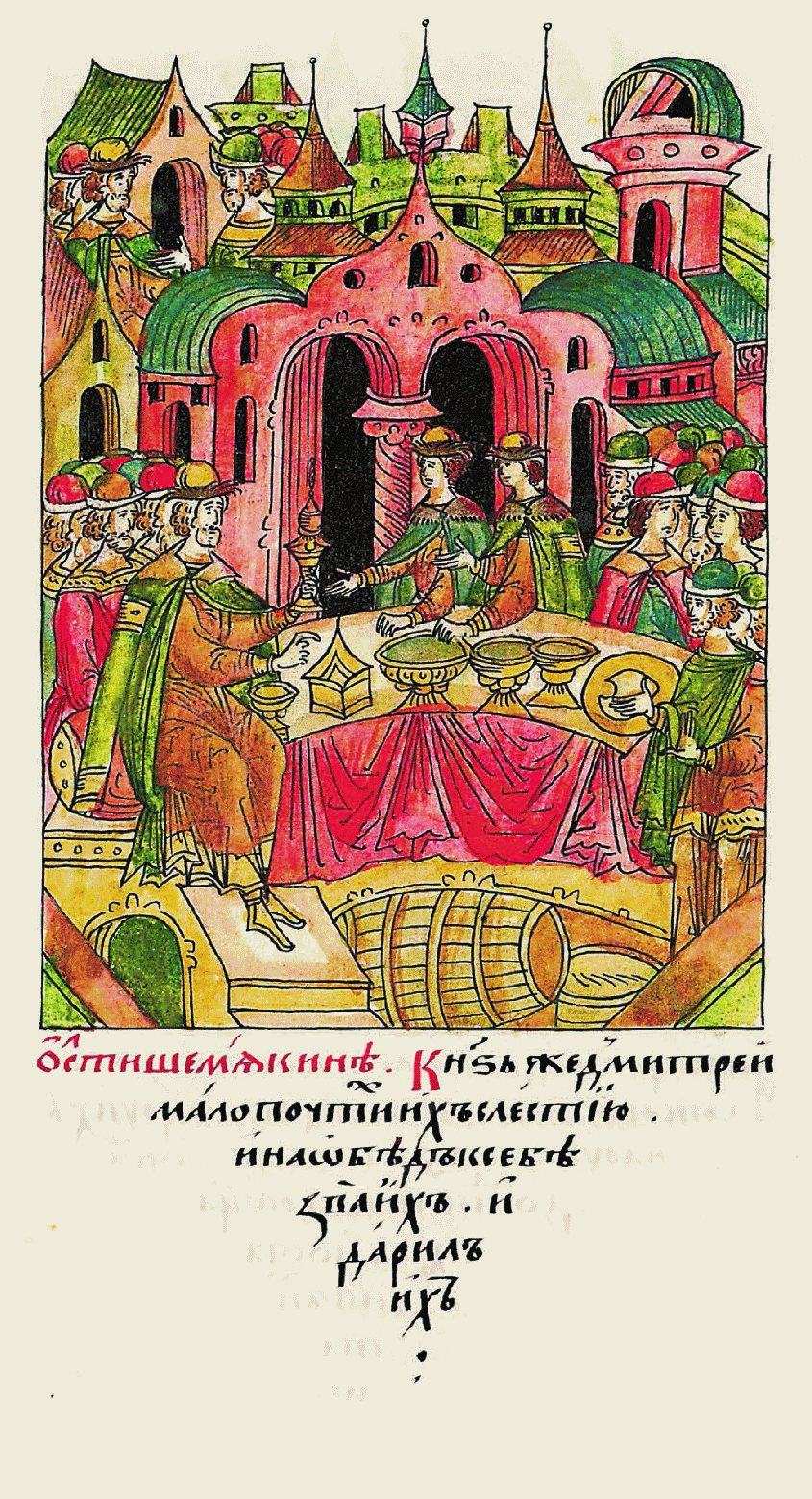
Дмитрий Шемяка потчует малолетних Ивана и Юрия в Москве, с помощью Ионы заманив их в город. Лицевой летописный свод. Шумиловский том, л. 681

Шестилетний княжич Иван сначала не попал в руки Шемяки: детям Василия вместе с верными боярами удалось бежать в Муром, находившийся под властью сторонника великого князя. Через некоторое время в Муром прибыл рязанский епископ Иона, сообщивший о согласии Дмитрия Шемяки выделить свергнутому Василию удел; полагаясь на его обещание, сторонники Василия согласились передать детей новым властям. 6 мая 1446 года княжич Иван прибыл в Москву. Однако Шемяка не сдержал слова: через три дня дети Василия были отправлены в Углич к отцу, в заточение.
По прошествии нескольких месяцев 15 сентября 1446 года Шемяка всё-таки решил даровать бывшему великому князю удел — Вологду и выпустил Василия Васильевича с женой «из поимания». Дети Василия последовали вслед за ним. Но свергнутый князь вовсе не собирался признавать своё поражение, и уехал в Тверь, просить помощи у великого князя тверского Бориса. Оформлением этого союза стала помолвка шестилетнего Ивана Васильевича с дочерью тверского князя Марией Борисовной. Вскоре войска Василия заняли Москву. Власть Дмитрия Шемяки пала, сам он бежал, на великокняжеском престоле вновь утвердился Василий II. Однако Шемяка, закрепившийся в северных землях (его базой стал недавно взятый город Устюг), вовсе не собирался сдаваться, и междоусобная война продолжилась.
К этому периоду (примерно конец 1448 — середина 1449 года) относится первое упоминание наследника престола Ивана в качестве «великого князя». В 1452 году его уже посылают номинальным главой войска в поход на устюжскую крепость Кокшенгу. Наследник престола успешно выполнил полученное поручение, отрезав Устюг от новгородских земель (существовала опасность вступления Новгорода в войну на стороне Шемяки) и жестоко разорив Кокшенгскую волость. Вернувшись из похода с победой, 4 июня 1452 года княжич Иван в Соборе Спаса на бору обвенчался со своей невестой, Марией Борисовной. Вскоре потерпевший окончательное поражение Дмитрий Шемяка был отравлен, и длившаяся четверть века кровавая междоусобица пошла на убыль.

## Вступление на великокняжеский престол
В последующие годы княжич Иван становится соправителем отца — Василия II. На монетах Московского государства появляется надпись «осподари всея Руси», сам он, так же как и отец его, Василий, носит титул «великий князь». В течение двух лет Иван в качестве удельного князя управляет Переславлем-Залесским, одним из ключевых городов Московского государства. Важную роль в воспитании наследника престола играют военные походы, где он является номинальным командующим. Так, в 1455 году Иван вместе с опытным воеводой Фёдором Басёнком совершает победоносный поход против вторгшихся в пределы Руси татар хана Саид-Ахмада. В августе 1460 года он возглавляет войско Великого княжества Московского, закрывающее путь на Москву вторгшимся в пределы Руси и осадившим Переяславль-Рязанский татарам хана Ахмата.
В марте 1462 года тяжело заболел отец Ивана — великий князь Василий. Незадолго до этого он составил завещание, по которому делил великокняжеские земли между своими сыновьями. Как старший сын, Иван получал не только великое княжение, но и основную часть территории государства — 16 главных городов (не считая Москвы, которой он должен был владеть совместно с братьями). Остальным детям Василия было завещано всего 12 городов; при этом бо́льшая часть бывших столиц удельных княжеств (в частности, Галич Мерьский — бывшая столица Дмитрия Шемяки) досталась новому великому князю. Когда 27 марта 1462 года Василий умер, Иван без каких-либо проблем стал новым великим князем и исполнил волю отца, наделив братьев землями согласно завещанию. Вместе с тем уже в следующем году был ослеплён лучший воевода его отца Фёдор Басёнок.

## Титул
Во времена Ивана III титул московского правителя не имел единообразной стандартной формы. Форма могла меняться от случая к случаю.
Божиею милостью великий осподарь Русския земли велики князь Иван Васильевич, царь всеа Русии, Володимерськи и Московски и Новгородски и Псковски и Югорски и Вятски и Пермськи и иных

Иван Божией милостию государь всеа Руси и великий князь Владимирский, и Московский, и Новгородский, и Псковский, и Тверской, и Югорский, и Пръмскы, и Болъгарский и иных

## Внешняя политика
В течение всего княжения Ивана III главной целью внешней политики страны являлось объединение северо-восточной Руси в единое государство. Эта политика оказалась чрезвычайно удачной. В начале правления Ивана Московское княжество было окружено землями других русских княжеств; умирая, он передал своему сыну Василию страну, объединившую бо́льшую часть этих княжеств. Сохранили относительную (не слишком широкую) самостоятельность лишь Псков, Рязань, Волоколамск и Новгород-Северский.
Начиная с правления Ивана III, особую остроту принимают отношения с Великим Литовским княжеством. Стремление Москвы объединить русские земли явно входило в противоречие с литовскими интересами, а постоянные пограничные стычки и переход пограничных князей и бояр между государствами не способствовали примирению.
В правление Ивана III происходит окончательное оформление независимости Русского государства. Бывшая, уже в достаточной степени номинальной, зависимость от Орды прекращается. Правительство Ивана III решительно поддерживает противников Орды среди татар; в частности, был заключён союз с Крымским ханством. Успешным оказалось и восточное направление внешней политики: сочетая дипломатию и военную силу, Иван III старается воздействовать на Казанское ханство.
За время правления Ивана III расширились международные связи с другими государствами, в первую очередь со Священной Римской империей, Данией и Венецией; были установлены отношения с Османской империей.

### «Собирание земель»
Став великим князем, Иван III начал свою внешнеполитическую деятельность с подтверждения прежних договоров с соседними князьями и общего усиления позиций. Так, были заключены договоры с Тверским и Белозерским княжествами; на престол Рязанского княжества был посажен князь Василий Иванович, женатый на сестре Ивана III.
Начиная с 1470-х годов деятельность, направленная на присоединение остальных русских княжеств, резко усиливается. Первым становится Ярославское княжество, которое окончательно теряет остатки самостоятельности в 1471 году, после смерти князя Александра Фёдоровича. Наследник последнего ярославского князя, князь Даниил Пенко, перешёл на службу Ивана III и позже получил чин боярина. В 1472 году умер князь дмитровский Юрий Васильевич, брат Ивана. Дмитровское княжество перешло к великому князю; однако против этого выступили остальные братья умершего князя Юрия. Назревавший конфликт удалось замять не без помощи вдовы Василия Тёмного, Марии Ярославны, сделавшей всё, чтобы погасить ссору между детьми. В итоге часть земель Юрия получили и меньшие братья.
В 1474 году пришла очередь Ростовского княжества. Фактически оно входило в состав Московского княжества и раньше: великий князь являлся совладельцем Ростова. Теперь же ростовские князья продали в казну «свою половину» княжества, окончательно превратившись, таким образом, в служилую знать. Великий князь передал полученное в состав удела своей матери.

### ПрисоединениеНовгорода

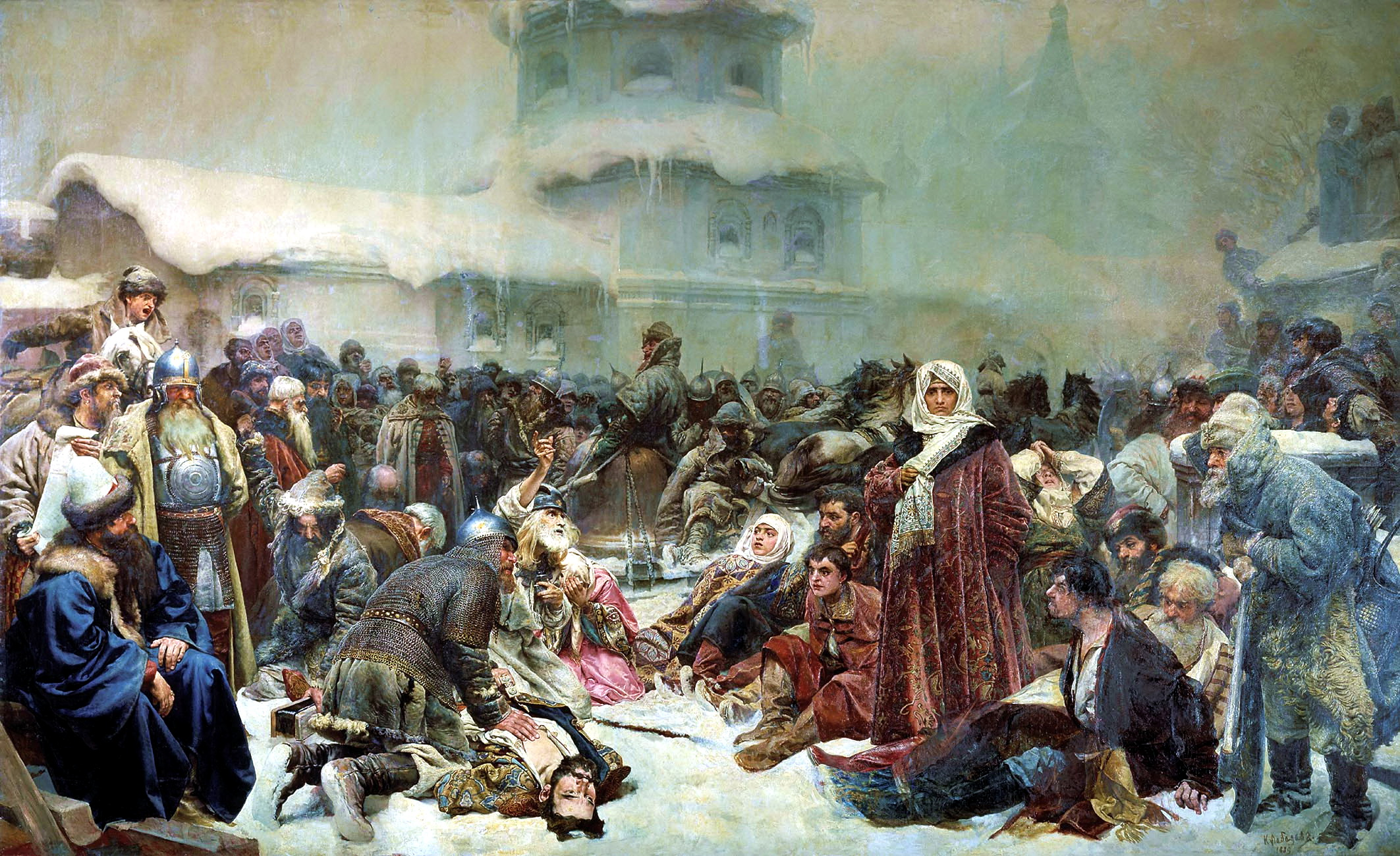
Клавдий Лебедев. Марфа Посадница. Уничтожение новгородского веча. (1889). Москва. Государственная Третьяковская галерея

Иначе развивалась ситуация с Новгородом, что объясняется различием в характере государственности удельных княжеств и торгово-аристократического Новгородского государства. Действия московского великого князя были угрозой самостоятельности Новгорода, который с XIII века находился в формальном подчинении великокняжескому престолу. В этой ситуации в Новгороде возникла влиятельная антимосковская партия. Возглавила её энергичная вдова посадника Марфа Борецкая с сыновьями. Явное превосходство Москвы вынуждало сторонников независимости к поиску союзников, прежде всего — в Великом княжестве Литовском. Однако в условиях вражды между православием и католичеством обращение к католику Казимиру, великому князю литовскому, было воспринято вечем крайне неоднозначно, и защищать город был приглашён православный князь Михаил Олелькович, сын киевского князя и двоюродный брат Ивана III, прибывший 8 ноября 1470 года. Однако в связи со смертью новгородского архиепископа Ионы, пригласившего Михаила, и последовавшим обострением внутриполитической борьбы, князь пробыл в новгородской земле недолго, и уже 15 марта 1471 года покинул город. Антимосковской партии удалось одержать во внутриполитической борьбе крупный успех: в Литву было отправлено посольство, после возвращения которого был составлен проект договора с великим князем Казимиром. По этому соглашению, Новгород, признавая власть великого литовского князя, тем не менее сохранял в неприкосновенности своё государственное устройство; Литва же обязывалась помочь в борьбе с Московским княжеством. Столкновение с Иваном III стало неизбежным.

6 июня 1471 года десятитысячный отряд московских войск под командованием Данилы Холмского выступил из столицы в направлении Новгородской земли, ещё через неделю в поход вышла армия Стриги-Оболенского, а 20 июня 1471 года из Москвы начал поход сам Иван III. Продвижение московских войск по землям Новгорода сопровождалось грабежами и насилием, призванными устрашить противника.

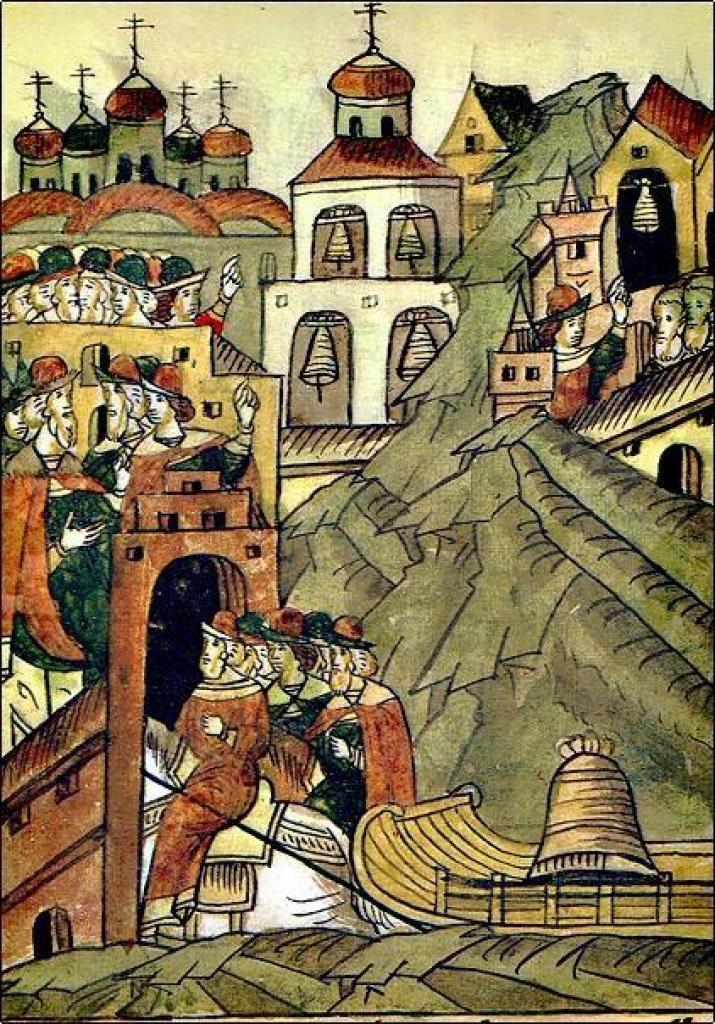
Увоз вечевого колокола, Миниатюра летописного свода (XVI век)

Новгород тоже не сидел сложа руки. Из горожан было сформировано ополчение, командование приняли на себя посадники Дмитрий Борецкий и Василий Казимер. Численность этой армии достигала сорока тысяч человек, однако её боеспособность, в связи с поспешностью формирования из не обученных военному делу горожан, оставалась низкой. В июле 1471 года новгородское войско выдвинулось в направлении Пскова, с целью помешать союзной московскому князю псковской армии соединиться с основными силами противников Новгорода. На реке Шелони новгородцы неожиданно столкнулись с отрядом Холмского. 14 июля между противниками началось сражение.
В ходе битвы на Шелони новгородская армия была наголову разгромлена. Потери новгородцев составили 12 тысяч человек, около двух тысяч человек попало в плен; Дмитрий Борецкий и ещё трое бояр были казнены. Город оказался в осаде, среди самих новгородцев взяла верх промосковская партия, начавшая переговоры с Иваном III. 11 августа 1471 года был заключён мирный договор — Коростынский мир, согласно которому Новгород обязывался выплатить контрибуцию в 16 000 рублей, сохранял своё государственное устройство, однако не мог «отдаватися» под власть литовского великого князя; великому князю московскому была уступлена значительная часть обширной Двинской земли. Одним из ключевых вопросов отношений Новгорода и Москвы стал вопрос о судебной власти. Осенью 1475 года великий князь прибыл в Новгород, где лично разобрал ряд дел о беспорядках; виновными были объявлены некоторые деятели антимосковской оппозиции. Фактически в этот период в Новгороде складывается судебное двоевластие: ряд жалобщиков направлялись непосредственно в Москву, где и излагали свои претензии. Именно эта ситуация и привела к появлению повода для новой войны, закончившейся падением Новгорода.
Весной 1477 года в Москве собралось некоторое количество жалобщиков из Новгорода. Среди этих людей были два мелких чиновника — подвойский Назар и дьяк Захарий. Излагая своё дело, они назвали великого князя «государем» вместо традиционного обращения «господин», предполагавшего равенство «господина великого князя» и «господина великого Новгорода». Москва немедленно ухватилась за этот предлог; в Новгород были отправлены послы, потребовавшие официального признания титула государя, окончательного перехода суда в руки великого князя, а также устройства в городе великокняжеской резиденции. Вече, выслушав послов, отказалось принять ультиматум и начало подготовку к войне.
9 октября 1477 года великокняжеская армия отправилась в поход на Новгород. К ней присоединились войска союзников — Твери и Пскова. Начавшаяся осада города выявила глубокие разногласия среди защитников: сторонники Москвы настаивали на мирных переговорах с великим князем. Одним из сторонников заключения мира являлся новгородский архиепископ Феофил, что давало противникам войны определённый перевес, выразившийся в отправлении к великому князю посольства с архиепископом во главе. Но попытка договориться на прежних условиях не увенчалась успехом: от имени великого князя послам были заявлены жёсткие требования («Вечу колоколу в отчине нашей в Новгороде не быти, посаднику не быти, а государство нам своё держати»), фактически означавшие конец новгородской независимости. Столь явно выраженный ультиматум привёл к началу в городе новых беспорядков; из-за городских стен начался переход в ставку Ивана III высокопоставленных бояр, в том числе военного предводителя новгородцев, князя Василия Гребёнки-Шуйского. В итоге решено было уступить требованиям Москвы, и 15 января 1478 года Новгород сдался, вечевые порядки были упразднены, а вечевой колокол и городской архив были отправлены в Москву.

### «Стояние на Угре» и освобождение от власти Золотой Орды

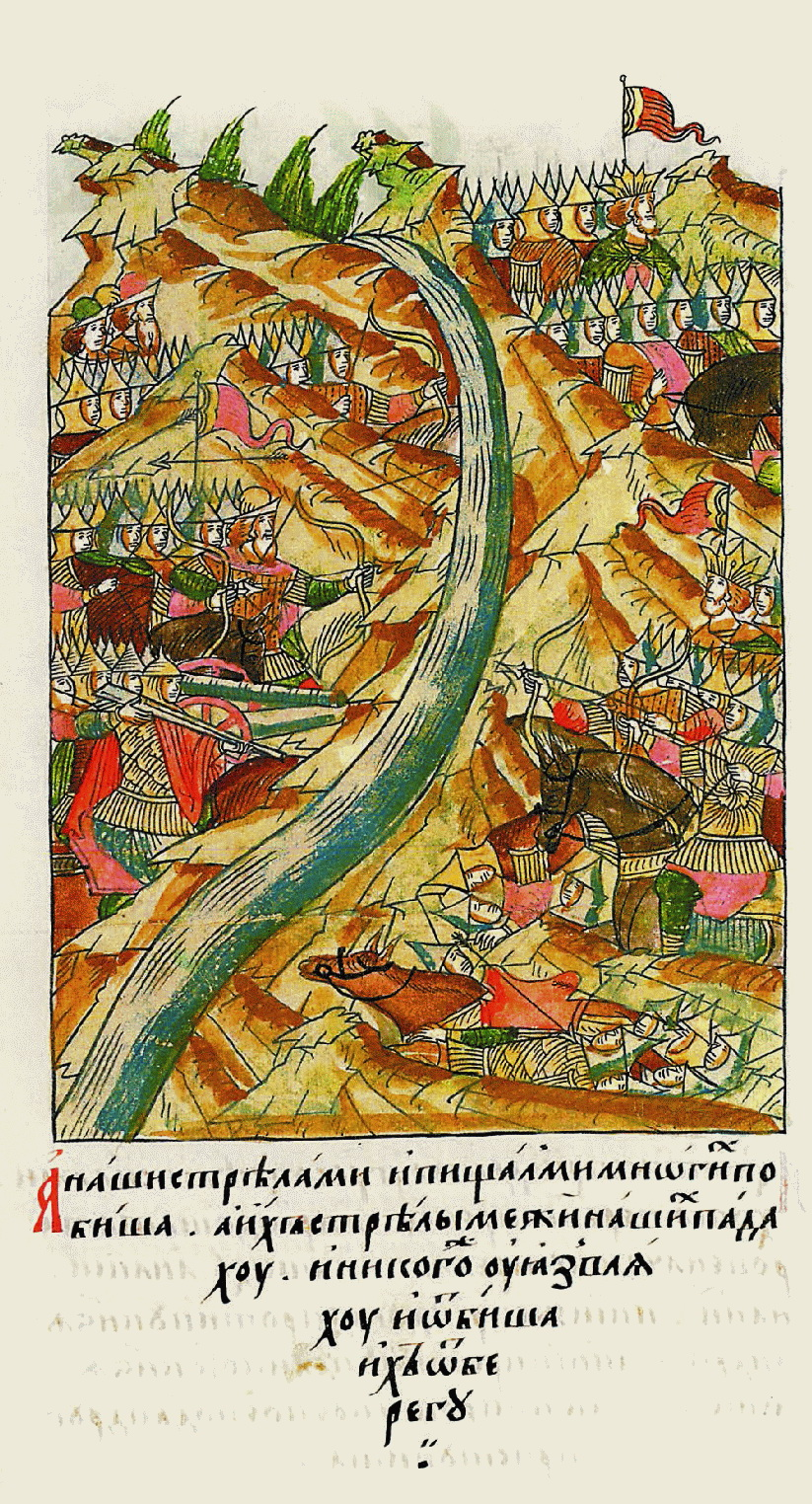
Стояние на Угре. Миниатюра летописного свода (XVI век)

Отношения с Золотой Ордой, и без того бывшие напряжёнными, к началу 1470-х годов окончательно испортились. После военного поражения от войск Тамерлана Золотая Орда продолжала распадаться; на её территории образовались независимые государства: «Большая Орда» (со столицей в Сарай-Берке), Сибирское ханство в начале 1420-х годов, в 1428 — Узбекское ханство, затем возникли Казанское (1438), Крымское (1441) ханства, Ногайская Орда (1440-е) и Казахское ханство (1456/1465), после смерти хана Кичи-Мухаммеда (около 1459 года) Золотая Орда прекратила существовать как единое государство.
В 1472 году хан Большой Орды Ахмат начал поход на Русь. У Тарусы татары встретили многочисленное русское войско. Все попытки ордынцев переправиться через Оку были отбиты. Ордынскому войску удалось сжечь город Алексин, однако поход в целом окончился провалом. Вскоре (в том же 1472 или в 1476 году) Иван III прекратил уплату дани хану Большой Орды, что неминуемо должно было привести к новому столкновению. Однако до 1480 года Ахмат был занят борьбой с Крымским ханством.

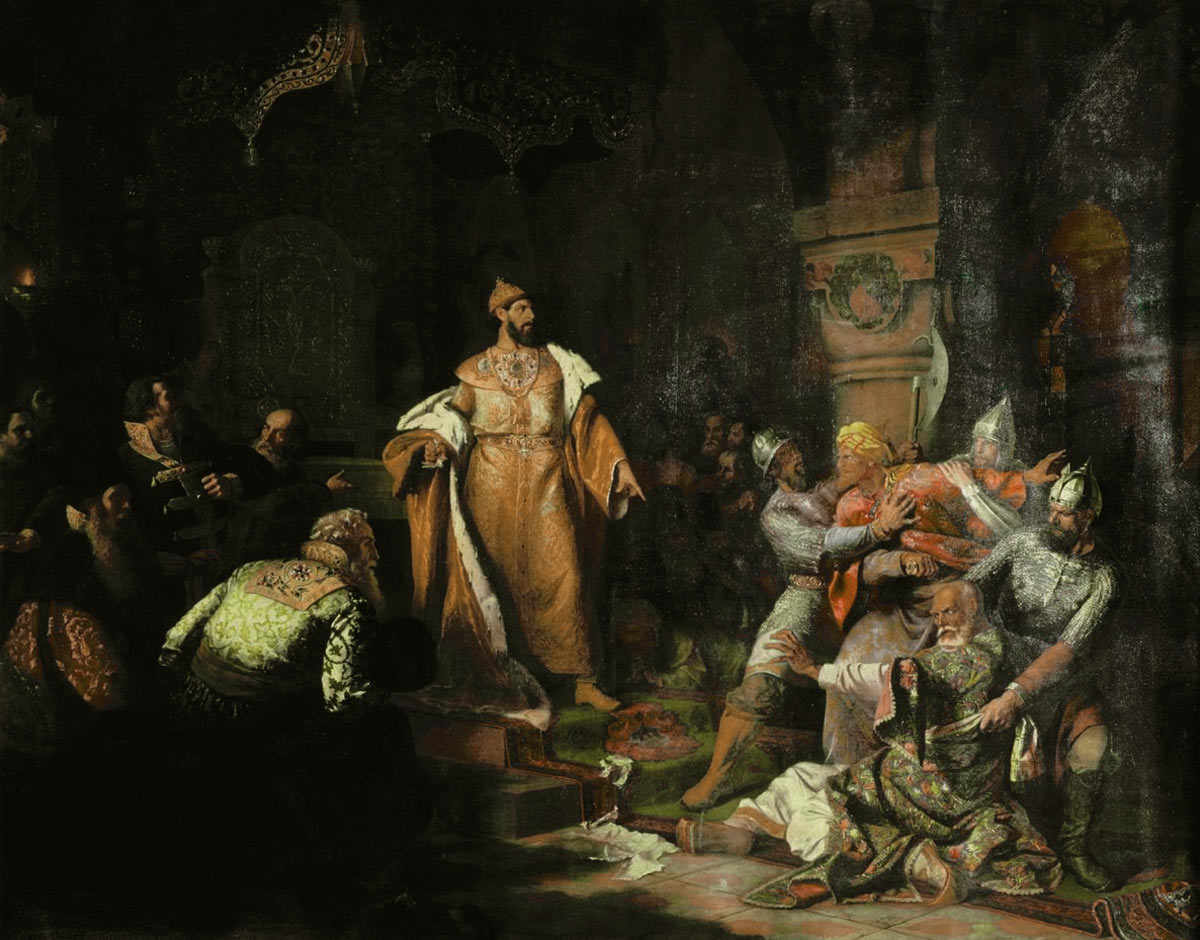
Картина Н. С. Шустова «Иван III свергает татарское иго, разорвав изображение хана и приказав умертвить послов» (1862)

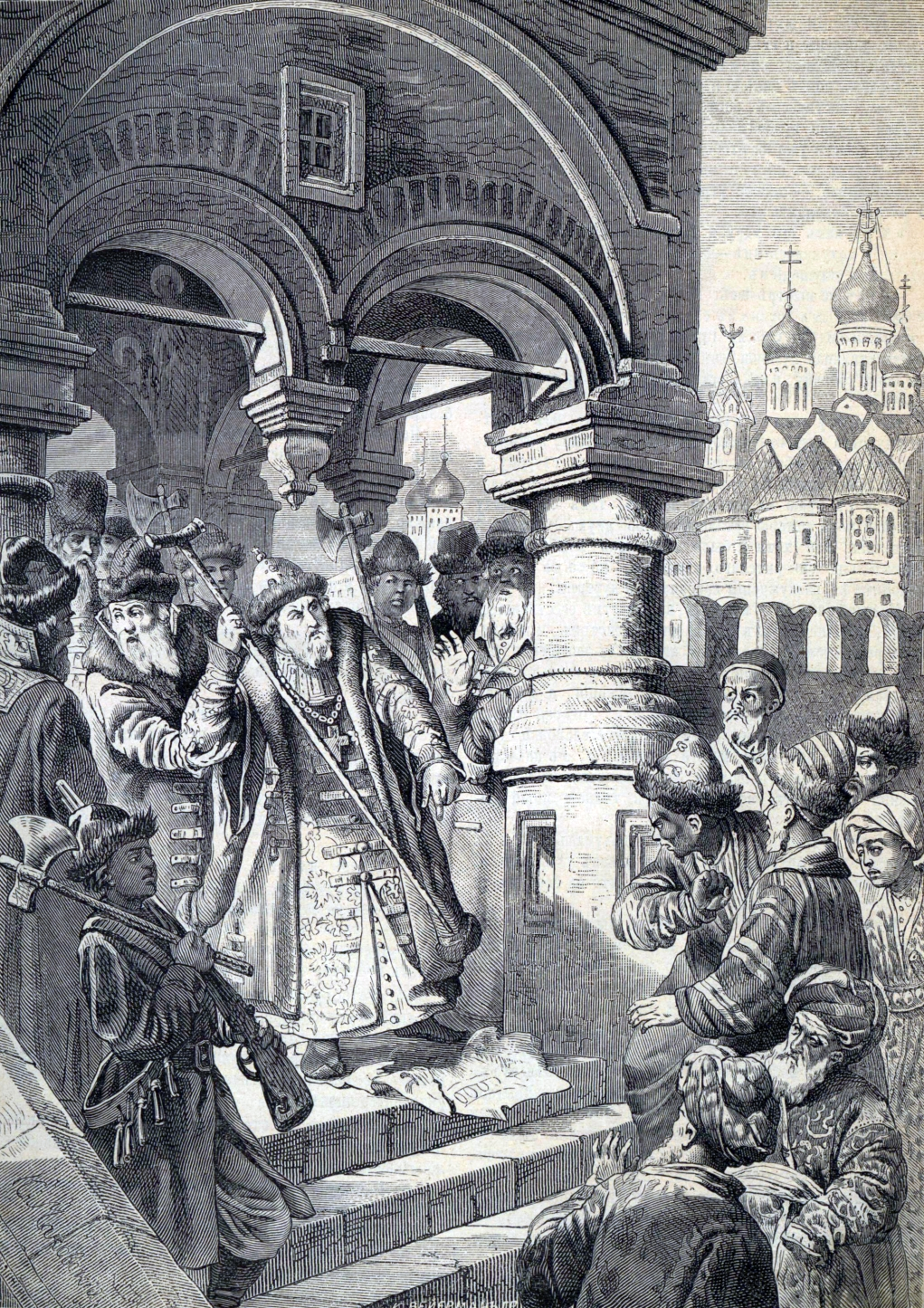
Рисунок К. Е. Маковского «Иоанн III и татарские послы» (1870)

По сообщению «Казанской истории» (литературного памятника не ранее 1564 года), непосредственным поводом к началу войны стала казнь ордынского посольства, отправленного Ахматом к Ивану III за данью. Согласно этому известию, великий князь, отказавшись выплачивать деньги хану, взял «басму лица его» и растоптал её; после этого все ордынские послы, кроме одного, были казнены. Впрочем, сообщения «Казанской истории», содержащие в том числе и ряд фактических ошибок, носят откровенно легендарный характер и, как правило, не воспринимаются современными историками всерьёз.
Летом 1480 года хан Ахмат двинулся на Русь. Ситуация для Московского государства осложнялась ухудшением отношений с западными соседями. Литовский великий князь Казимир вошёл в союз с Ахматом и мог напасть в любой момент, а расстояние от принадлежавшей Литве Вязьмы до Москвы литовское войско могло преодолеть за несколько дней. Войска Ливонского ордена напали на Псков. Ещё одним ударом для великого князя Ивана стал мятеж родных братьев: удельные князья Борис и Андрей Большой, недовольные притеснениями великого князя (так, в нарушение обычаев, Иван III после смерти брата Юрия забрал весь его удел себе, не поделился с братьями богатой добычей, взятой в Новгороде, а также нарушил старинное право отъезда дворян, приказав схватить князя Оболенского, отъехавшего от великого князя к его брату Борису), вместе со всем своим двором и дружинами отъехали к литовской границе и вступили в переговоры с Казимиром. И хотя в результате активных переговоров с братьями, в результате торгов и обещаний, Ивану III удалось предотвратить их выступление против него, угроза повторения гражданской войны не оставила Великое княжество Московское.
Выяснив, что хан Ахмат двигается к границе Великого княжества Московского, Иван III, собрав войска, также направился на юг, к реке Оке. На помощь великокняжескому войску пришли также войска тверского великого князя. В течение двух месяцев готовая к бою армия ждала противника, однако хан Ахмат, также готовый к бою, не начинал наступательных действий. Наконец, в сентябре 1480 года хан Ахмат переправился через Оку южнее Калуги и направился по литовской территории к реке Угре — границе между московскими и литовскими владениями.
30 сентября Иван III оставил войска и выехал в Москву, дав распоряжение войскам под формальным командованием наследника, Ивана Молодого, при котором также состоял его дядя, удельный князь Андрей Васильевич Меньшой, двинуться в направлении реки Угры. Одновременно князь приказал сжечь Каширу. Источники упоминают о колебаниях великого князя; в одной из летописей даже отмечается, что Иван запаниковал: «ужас наиде на нь, и въсхоте бежати от брега, а свою великую княгиню Римлянку и казну с нею посла на Белоозеро».
Последующие события трактуются в источниках неоднозначно. Автор независимого московского свода 1480-х годов пишет о том, что появление великого князя в Москве произвело тягостное впечатление на горожан, среди которых поднялся ропот: «Егда ты, государь князь великый, над нами княжишь в кротости и в тихости, тогда нас много в безлепице продаешь (много взыскиваешь того, что не следует). А нынеча, сам разгневив царя, выхода ему не платив, нас выдаешь царю и татаром». После этого в летописи сообщается о том, что ростовский епископ Вассиан, встретивший князя вместе с митрополитом, прямо обвинил его в трусости; после этого Иван, опасаясь за свою жизнь, уехал в Красное сельцо к северу от столицы. Великая княгиня Софья с приближёнными и государевой казной была отправлена в безопасное место, на Белоозеро, ко двору удельного князя Михаила Верейского. Мать великого князя покинуть Москву отказалась. По словам этой летописи, великий князь неоднократно пытался вызвать к себе из войска сына, Ивана Молодого, посылая ему грамоты, которые тот проигнорировал; тогда Иван приказал князю Холмскому силой доставить к нему сына. Холмский не выполнил этот приказ, попытавшись уговорить княжича, на что тот, согласно сообщению этой летописи, ответил: «Подобает мне здесь умереть, а не к отцу ехать».
Как отмечает Р. Г. Скрынников, рассказ этой летописи находится в явном противоречии с рядом других источников. Так, в частности, изображение ростовского епископа Вассиана как злейшего обличителя великого князя не находит подтверждения; судя по «Посланию» и фактам биографии, Вассиан был полностью лоялен к великому князю. Исследователь связывает создание этого свода с окружением наследника престола Ивана Молодого и династической борьбой в великокняжеской семье. Это, по его мнению, объясняет как осуждение действий Софьи, так и похвалы в адрес наследника — в противовес нерешительным (превратившимся под пером летописца в трусливые) действиям великого князя.
Вместе с тем, сам факт отъезда Ивана III в Москву зафиксирован практически во всех источниках; различие в летописных рассказах относится лишь к продолжительности этой поездки. Великокняжеские летописцы сводили эту поездку всего к трём дням (30 сентября — 3.10.1480 года). Очевиден также факт колебаний в великокняжеском окружении; великокняжеский свод первой половины 1490-х годов упоминает в качестве противника сопротивления татарам окольничего Григория Мамона; враждебный Ивану III независимый свод 1480-х годов помимо Григория Мамона упоминает также Ивана Ощеру, а ростовская летопись — конюшего Василия Тучко. Тем временем в Москве великий князь провёл совещание со своими боярами и распорядился насчёт подготовки столицы к возможной осаде. При посредничестве матери были проведены активные переговоры с мятежными братьями, закончившиеся восстановлением отношений. 3 октября великий князь выехал из Москвы в войска, однако, не доехав до них, расположился в городке Кременец в 60 верстах от устья Угры, где и дождался подхода отрядов прекративших мятеж братьев — Андрея Большого и Бориса Волоцкого. Тем временем на Угре начались ожесточённые столкновения. Попытки ордынцев переправиться через реку были успешно отбиты русскими войсками. Вскоре Иван III отправил к хану посла Ивана Товаркова с богатыми дарами. Хан потребовал личного присутствия князя, однако тот ехать к нему отказался; также князь отказался от предложения хана послать к нему сына, брата или известного своей щедростью посла Никифора Басенкова (ранее часто ездившего в Орду).
26 октября 1480 года река Угра замёрзла. Русская армия, собравшись вместе, отошла к городу Кременску, затем к Боровску. Там Иван III собирался дать бой ордынскому войску на лучших оборонительных позициях. 11 ноября хан Ахмат отдал приказ отступить. Небольшой татарский отряд сумел разорить ряд русских волостей под Алексиным, но после того, как в его направлении были отправлены русские войска, также отошёл в степь. Отказ Ахмата от преследования русских войск объясняется неподготовленностью ханского войска к ведению войны в условиях суровой зимы — как сообщает летопись, «бяху бо татарове нагы и босы, ободралися». Кроме того, стало совершенно ясно, что король Казимир не собирается выполнять своих союзнических обязательств по отношению к Ахмату. Помимо отражения нападения союзных Ивану III крымских войск, Литва была занята решением внутренних проблем. «Стояние на Угре» завершилось фактической победой Русского государства, получившего желанную независимость. Хан же Ахмат в отместку за бездействие Казимира направил свои войска в Литву, где сжег много поселений и награбил много добычи, однако вскоре был убит при дележе награбленного завистниками; после его смерти в Орде разгорелась междоусобица. Таким образом, результатом «Стояния на Угре» стала не только высвобождение от ордынской зависимости, но и достаточно серьёзное ослабление позиций Литовского княжества.
В 1484 году после того как Иван III помог касимовскому царевичу Мухаммед-Амину занять ханский престол в Казани, согласно договору о «вечном мире» Москва перестала платить дань и Казани, которая выплачивалась после Суздальской битвы с 1445 года.

### Противостояние с Великим княжеством Литовским

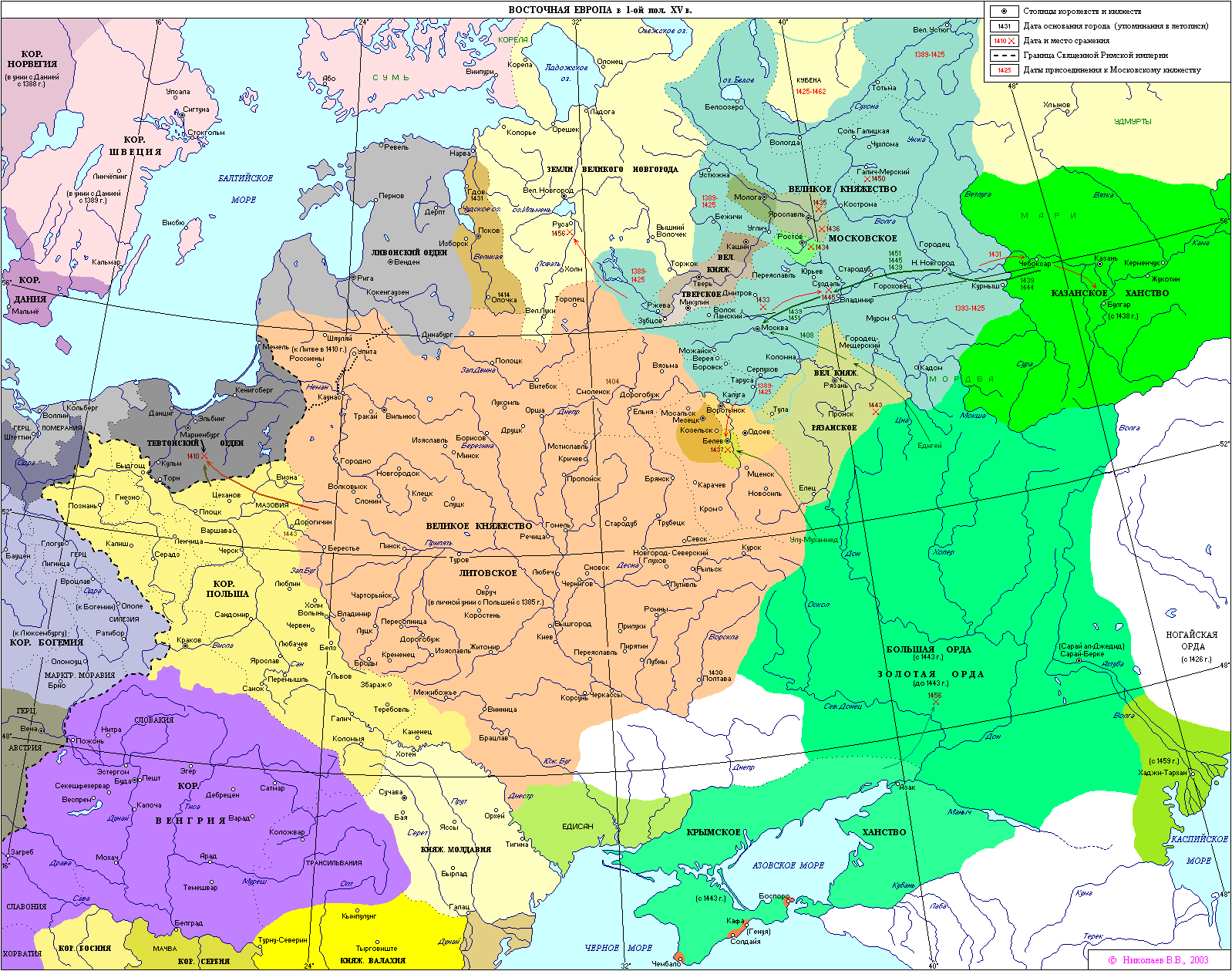
Политическая карта при вступлении Ивана III на престол

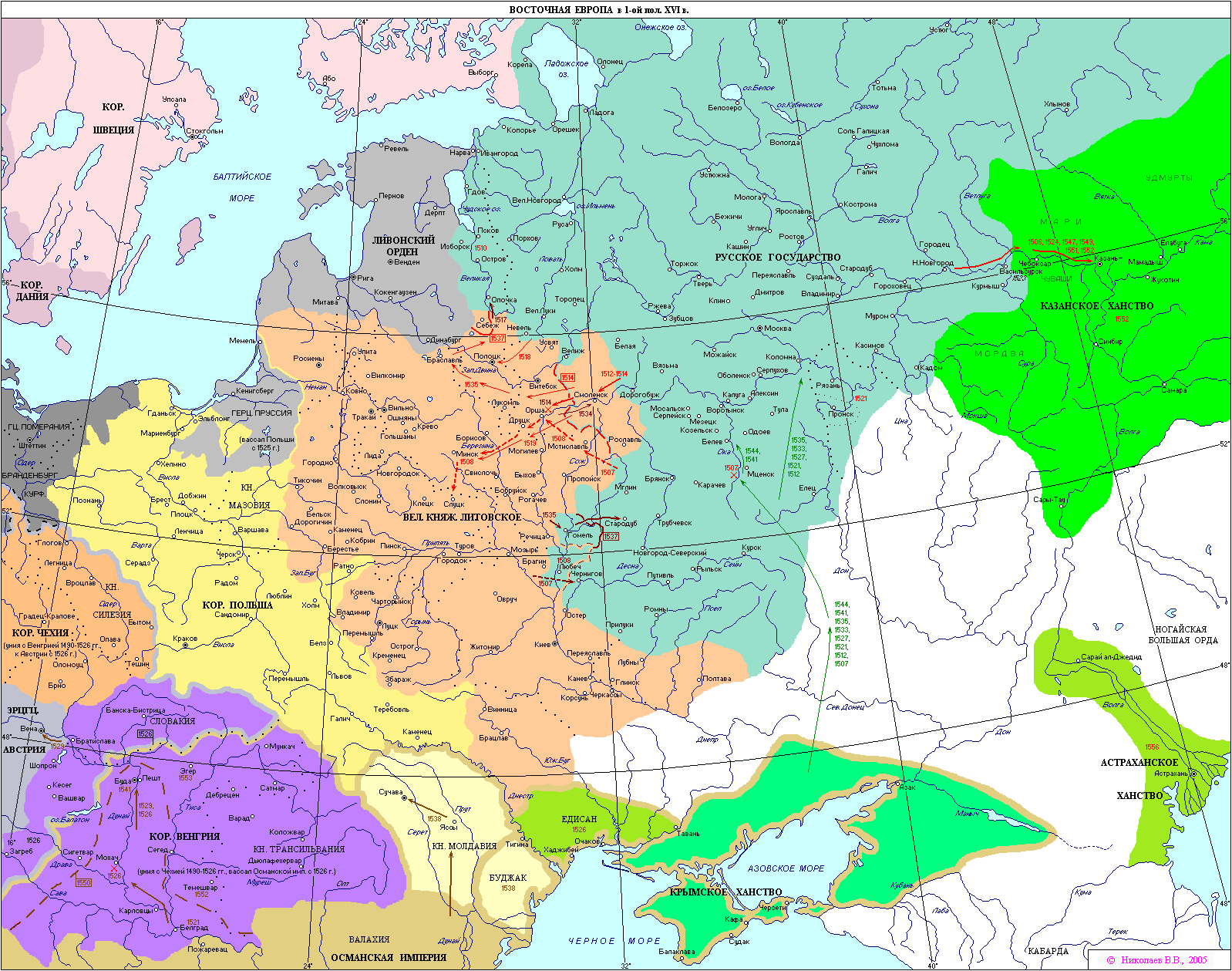
Политическая карта на момент смерти Ивана III

Существенные перемены произошли в правление Ивана III в отношениях Московского государства с Великим княжеством Литовским. Первоначально дружеские (великий князь литовский Казимир даже был назначен, по завещанию Василия II, опекуном детей великого московского князя), они постепенно ухудшались. Стремление Москвы подчинить все русские земли постоянно наталкивалось на противодействие имевшей ту же цель Литвы. Попытка новгородцев перейти под власть Казимира не способствовала дружбе двух государств, а союз Литвы и Орды в 1480 году, во время «стояния на Угре», накалил отношения до предела. Именно к этому времени относится формирование союза Российского государства и Крымского ханства.
Начиная с 1480-х годов, обострение ситуации доводит дело до пограничных стычек. В 1481 году в Литве был раскрыт заговор князей Ивана Юрьевича Гольшанского, Михаила Олельковича и Фёдора Ивановича Бельского, готовивших покушение на Казимира и хотевших со своими владениями перейти к великому московскому князю; Иван Гольшанский и Михаил Олелькович были казнены, князю Бельскому удалось бежать в Москву, где он получил в управление ряд областей на литовской границе. В 1482 году в Москву бежал князь Иван Глинский. В том же году литовский посол Богдан Сакович потребовал от московского князя признать права Литвы на Ржеву и Великие Луки, и их волости.
В условиях противостояния с Литвой приобрёл особую важность союз с Крымом. Следуя достигнутым соглашениям, осенью 1482 года крымский хан Менгли Гирей совершил опустошительный набег на территорию юга Литовского княжества (в настоящее время — территория Украины). Как сообщала Никоновская летопись, «сентября 1, по слову великого князя Московского Ивана Васильевича всея Руси прийде Менгли-Гирей, царь Крымский Перекопьскии Орда, со всею силою своею на королеву державу и град Киев взя и огнём сожже, а воеводу Киевского пана Ивашка Хотковича изымал, а оного полону безчислено взя; и землю Киевскую учиниша пусту». По словам Псковской летописи, в результате похода пали 11 городов, вся округа была разорена. Великое княжество Литовское было серьёзно ослаблено.
Пограничные споры между двумя государствами не утихали на протяжении всех 1480-х годов. Ряд волостей, находившихся первоначально в совместном московско-литовском (или новгородско-литовском) владении, был фактически оккупирован войсками Ивана III (прежде всего это касается Ржевы, Торопца и Великих Лук). Периодически возникали стычки между служившими Казимиру вяземскими князьями и русскими удельными князьями, а также между мезецкими князьями (сторонниками Литвы) и перешедшими на сторону Москвы князьями Одоевскими и Воротынскими. Весной 1489 года дело дошло до открытых вооружённых столкновений между литовскими и русскими войсками, а в декабре 1489 года на сторону Ивана III перешёл целый ряд пограничных князей. Протесты и взаимный обмен посольствами не дали никакого результата, и необъявленная война продолжилась.
7 июня 1492 года умер Казимир, король польский, великий князь литовский, русский и жемайтский. После него на престол Великого княжества Литовского был избран его второй сын, Александр. Королём польским стал старший сын Казимира — Ян Ольбрахт. Неизбежная неразбериха, связанная со сменой великого князя литовского, ослабляла княжество, чем не преминул воспользоваться Иван III. В августе 1492 года против Литвы были посланы войска. Во главе их стоял князь Фёдор Телепня Оболенский. Были взяты города Мценск, Любутск, Мосальск, Серпейск, Хлепень, Рогачёв, Одоев, Козельск, Перемышль и Серенск. На сторону Москвы перешёл ряд местных князей, что усилило позиции русских войск. Столь быстрые успехи войск Ивана III заставили нового великого князя литовского Александра начать переговоры о мире. Одним из средств урегулирования конфликта, предложенных литовцами, была женитьба Александра на дочери Ивана; великий князь московский отнёсся к этому предложению с интересом, однако потребовал решить сперва все спорные вопросы, что привело к провалу переговоров.
В конце 1492 года на театр военных действий выступило литовское войско с князем Семёном Ивановичем Можайским. В начале 1493 года литовцы сумели ненадолго захватить города Серпейск и Мезецк, однако в ходе ответного контрудара московских войск они были отбиты; помимо этого, московскому войску удалось взять Вязьму и ещё ряд городов. В июне-июле 1493 года великий князь литовский Александр отправил посольство с предложением заключить мир. В результате длительных переговоров 5 февраля 1494 года был, наконец, заключён мирный договор. Согласно ему, бо́льшая часть земель, завоёванных русскими войсками, входила в состав Русского государства. Помимо прочих городов, стала российской и находившаяся недалеко от Москвы стратегически важная крепость Вязьма. Великому князю литовскому возвращались города Любутск, Мезецк, Мценск и некоторые другие. Также было получено согласие московского государя на брак его дочери Елены с Александром.

### Союз сКрымским ханством

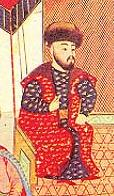
Крымский хан Менгли-Гирей (фрагмент османской миниатюры XVI века)

Дипломатические отношения между Московским государством и Крымским ханством в правление Ивана III оставались дружескими. Первый обмен грамотами между странами произошёл в 1462 году, а в 1472 году было заключено соглашение о взаимной дружбе. В 1474 году между ханом Менгли-Гиреем и Иваном III был заключён союзный договор, который, впрочем, остался на бумаге, так как крымскому хану вскоре стало не до совместных действий: в ходе войны с Османской империей Крым потерял свою независимость, а сам Менгли-Гирей попал в плен, и лишь в 1478 году вновь взошёл на престол (теперь уже в качестве турецкого вассала). Тем не менее, в 1480 году союзный договор Москвы и Крыма был заключён вновь, при этом в договоре прямо назывались враги, против которых стороны должны были действовать совместно — хан Большой Орды Ахмат и великий литовский князь. В этом же году крымцы совершили поход на Подолье, что не позволило королю Казимиру помочь Ахмату во время «стояния на Угре».
В марте 1482 года в связи с ухудшившимися отношениями с Великим княжеством Литовским к хану Менгли-Гирею вновь отправилось московское посольство. Осенью 1482 года войска крымского ханства совершили опустошительный набег на южные земли Великого княжества Литовского. Среди прочих городов, был взят Киев, разорена вся южная Русь. Из своей добычи хан послал Ивану потир и дискос из ограбленного крымцами киевского Софийского собора. Опустошение земель серьёзно повлияло на боеспособность Великого княжества Литовского.
В последующие годы русско-крымский союз показал свою действенность. В 1485 году уже русские войска совершили поход в ордынские земли по просьбе подвергшегося нападению ордынцев Крымского ханства. В 1491 году, в связи с новыми крымско-ордынскими стычками, эти походы были вновь повторены. Русская поддержка сыграла важную роль в победе крымских войск над Большой Ордой. Попытка Литвы в 1492 году переманить Крым на свою сторону не удалась: с 1492 года Менгли-Гирей приступил к ежегодным походам на принадлежащие Литве и Польше земли. В ходе русско-литовской войны 1500—1503 годов Крым оставался союзником России. В 1500 году Менгли-Гирей дважды опустошал принадлежавшие Литве земли южной Руси, доходя до Бреста. Действия союзной Литве Большой Орды были вновь нейтрализованы действиями как крымских, так и русских войск. В 1502 году, разгромив, наконец, хана Большой орды, крымский хан совершил новый набег, опустошив часть Правобережной Украины и Польши. Однако после удачного для Московского государства окончания войны наблюдается ухудшение отношений. Во-первых, исчез общий враг — Большая Орда, против которой в немалой степени был направлен русско-крымский союз. Во-вторых, теперь Россия становится непосредственным соседом Крымского ханства, а значит, теперь набеги крымцев могли совершаться не только на литовскую, но и на российскую территорию. И, наконец, в-третьих, русско-крымские отношения ухудшились из-за казанской проблемы; дело в том, что хан Менгли-Гирей не одобрил заточение низвергнутого казанского хана Абдул-Латифа в Вологде. Тем не менее, в правление Ивана III Крымское ханство оставалось союзником Московского государства, ведя совместные войны против общих врагов — Великого княжества Литовского и Большой Орды, и лишь после смерти великого князя начинаются постоянные набеги крымцев на принадлежавшие русскому государству земли.

### Отношения сКазанским ханством
Крайне важным направлением внешней политики России оставались отношения с Казанским ханством. Первые годы правления Ивана III они оставались мирными. После смерти деятельного хана Махмуда, на престол взошёл его сын Халиль, а вскоре умершему Халилю, в свою очередь, в 1467 году наследовал ещё один сын Махмуда — Ибрагим. Однако ещё жив был брат хана Махмуда — престарелый Касим, правивший зависящим от Москвы Касимовским ханством; группа заговорщиков во главе с князем Абдул-Мумином попыталась пригласить его на казанский престол. Эти намерения нашли поддержку у Ивана III, и в сентябре 1467 года воины касимовского хана совместно с московскими войсками под командованием князя Ивана Стриги-Оболенского начали наступление на Казань. Однако поход оказался неудачным: встретив сильную армию Ибрагима, московские войска не решились перейти Волгу, и отступили. Зимой того же года казанские отряды совершили поход в пограничные русские земли, разорив окрестности Галича Мерьского. В ответ русскими войсками был совершён карательный набег на входившие в состав Казанского ханства земли черемисов. В 1468 году пограничные стычки продолжились; крупным успехом казанцев стало взятие столицы вятской земли — Хлынова.
Весна 1469 года ознаменовалась новым походом московских войск на Казань. В мае русские войска начали осаду города. Тем не менее, активные действия казанцев позволили сначала приостановить наступление двух московских армий, а потом нанести им поражение поодиночке; русские отряды были вынуждены отступить. В августе 1469 года, получив пополнение, войска великого князя начали новый поход на Казань, однако в связи с ухудшением отношений с Литвой и Ордой Иван III согласился заключить мир с ханом Ибрагимом; по его условиям казанцы выдавали всех захваченных ранее пленных. В течение восьми лет после этого отношения сторон оставались мирными. Однако в начале 1478 года отношения вновь накалились. Поводом на этот раз стал поход казанцев против Хлынова. Русские войска выступили на Казань, однако не достигли сколь-либо значительных результатов, и новый мирный договор был заключён на тех же условиях, что и в 1469 году.

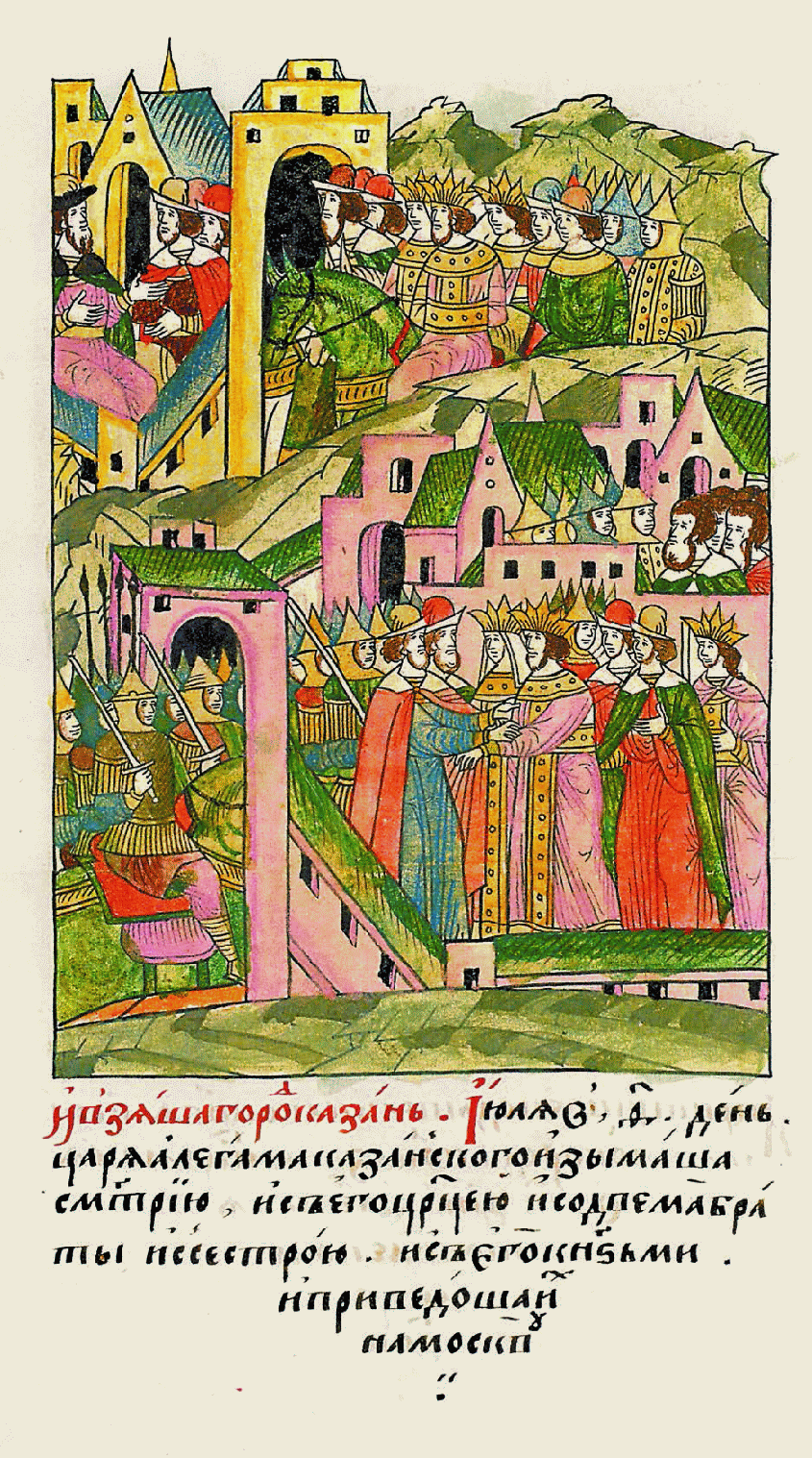
Взятие Казани (1487) и пленение казанского хана. Миниатюра летописного свода (XVI век)

В 1479 году хан Ибрагим умер. Новым правителем Казани стал Ильхам (Алегам), сын Ибрагима, ставленник партии, ориентировавшейся на Восток (в первую очередь на Ногайскую орду). Кандидат же от прорусской партии, ещё один сын Ибрагима, 10-летний царевич Мухаммед-Эмин, был отправлен в Московское княжество. Это давало России повод для вмешательства в казанские дела. В 1482 году Иван III начал подготовку к новому походу; была собрана армия, при которой состояла также артиллерия под руководством Аристотеля Фиораванти, однако активное дипломатическое противодействие казанцев и их готовность пойти на уступки позволили сохранить мир. В 1484 году московское войско, подойдя к Казани, способствовало свержению хана Ильхама. На престол вступил ставленник промосковской партии 16-летний Мухаммед-Эмин. В конце 1485 — начале 1486 года на казанский престол вновь взошёл Ильхам (также не без поддержки Москвы), а вскоре русские войска совершили на Казань ещё один поход. 9 июля 1487 года город сдался. Видные деятели антимосковской партии были казнены, на трон вновь был посажен Мухаммед-Эмин, а хан Ильхам вместе с семьёй был отправлен в заточение в Россию. По результатам этой победы Иван III принял титул «князя Болгарского»; влияние России на Казанское ханство значительно выросло.
Следующее обострение отношений произошло в середине 1490-х годов. В среде казанской знати, недовольной политикой хана Мухаммед-Эмина, сформировалась оппозиция с князьями Кель-Ахметом (Калиметом), Ураком, Садыром и Агишем во главе. Она пригласила на престол сибирского царевича Мамука, который в середине 1495 года прибыл в Казань с войском. Мухаммед-Эмин с семьёй бежал в Россию. Однако через некоторое время Мамук вошёл в конфликт с некоторыми князьями, пригласившими его. Пока Мамук находился в походе, в городе произошёл переворот под предводительством князя Кель-Ахмета. На престол был приглашён живший в Русском государстве Абдул-Латиф, брат Мухаммед-Эмина, который и стал следующим ханом Казани. Попытка казанских эмигрантов с князем Ураком во главе в 1499 году посадить на престол Агалака, брата свергнутого хана Мамука, не увенчалась успехом. При помощи русских войск Абдул-Латифу удалось отбить нападение.
В 1502 году начавший проводить самостоятельную политику Абдул-Латиф был смещён при участии русского посольства и князя Кель-Ахмета. На казанский престол был вновь (в третий раз) возведён Мухаммед-Амин. Но теперь он начал проводить значительно более самостоятельную политику, направленную на прекращение зависимости от Москвы. Был арестован лидер прорусской партии князь Кель-Ахмет; к власти пришли противники влияния Русского государства. 24 июня 1505 года, в день ярмарки, в Казани произошёл погром; находившиеся в городе русские подданные были убиты либо обращены в рабство, а их имущество разграблено. Началась война. Однако 27 октября 1505 года Иван III умер, и вести её пришлось уже наследнику Ивана, Василию III.

### Северо-западное направление: войны с Ливонией и со Швецией

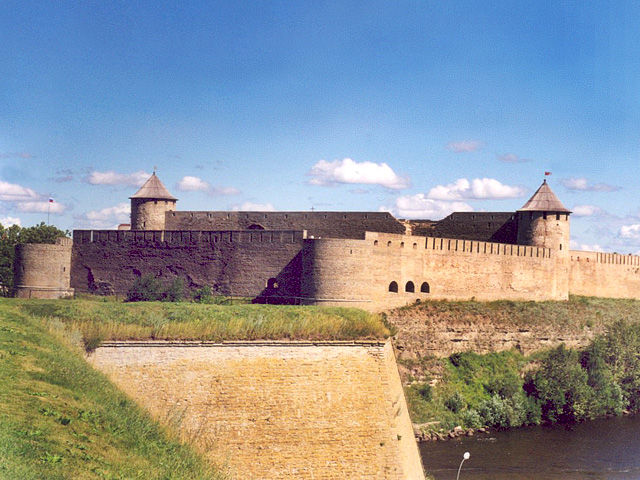
Вид на Ивангородскую крепость с бастиона Нарвской крепости

Присоединение Новгорода сдвинуло границы Русского государства на северо-запад, в результате чего непосредственным соседом на этом направлении стала Ливония. Продолжавшееся ухудшение псковско-ливонских отношений в конечном итоге вылилось в открытое столкновение — русско-ливонскую войну 1480—1481 годов. В августе 1480 года ливонцы осадили Псков — впрочем, безуспешно. В феврале следующего, 1481 года инициатива перешла к русским войскам: великокняжеские силы, присланные для помощи псковичам, совершили увенчавшийся рядом побед поход в ливонские земли. 1 сентября 1481 года стороны подписали перемирие сроком на 10 лет. В последующие несколько лет отношения с Ливонией, прежде всего торговые, развивались вполне мирно. Тем не менее, правительство Ивана III предприняло ряд мер по усилению оборонительных сооружений северо-запада страны. Наиболее значительным событием этого плана являлась постройка в 1492 году каменной крепости Ивангород на реке Нарове, напротив ливонской Нарвы.
Помимо Ливонии, ещё одним соперником Русского государства на северо-западном направлении являлась Швеция. По Ореховецкому договору 1323 года новгородцы уступили шведам ряд территорий; теперь, по мнению Ивана III, наступил момент вернуть их. 8 ноября 1493 года Русское государство заключило союзнический договор с датским королём Гансом (Иоганном), соперником правителя Швеции Стена Стуре. Открытый конфликт вспыхнул в 1495 году; в августе русская армия начала осаду Выборга. Тем не менее, эта осада оказалась безуспешной, Выборг устоял, а великокняжеские войска были вынуждены вернуться домой. Зимой и весной 1496 года русские войска совершили ряд рейдов на территорию шведской Финляндии. В августе 1496 года ответный удар нанесли уже шведы: войско на 70 судах, спустившись по Нарове, высадилось под Ивангородом. Наместник великого князя, князь Юрий Бабич, бежал, и 26 августа шведы взяли крепость приступом и сожгли. Однако через некоторое время шведские войска покинули Ивангород, и он был в короткий срок восстановлен и даже расширен. В марте 1497 года в Новгороде было заключено перемирие на 6 лет, окончившее русско-шведскую войну.
Тем временем отношения с Ливонией значительно ухудшились. Учитывая неизбежность новой русско-литовской войны, в 1500 году к великому магистру Ливонского ордена Плеттенбергу было направлено посольство от литовского великого князя Александра, с предложением о союзе. Памятуя о прежних попытках Литвы подчинить себе Тевтонский орден, Плеттенберг дал своё согласие не сразу, а лишь в 1501 году, когда вопрос о войне с Россией был решён окончательно. Договор, подписанный в Вендене 21 июня 1501 года, завершил оформление союза.
Поводом к началу военных действий стал арест в Дерпте около 150 русских купцов. В августе обе стороны направили друг против друга значительные военные силы, и 27 августа 1501 года русские и ливонские войска сошлись в сражении на реке Серице (в 10 км от Изборска). Битва окончилась победой ливонцев; взять Изборск им не удалось, но 7 сентября пала псковская крепость Остров. В октябре войска Русского государства (в числе которых находились также подразделения служилых татар) совершили ответный рейд в Ливонию.
В кампании 1502 года инициатива находилась на стороне ливонцев. Началась она вторжением из Нарвы; в марте под Ивангородом погиб московский наместник Иван Колычёв-Лобан; ливонские войска нанесли удар в направлении Пскова, попытавшись взять Красный городок. В сентябре войска Плеттенберга нанесли новый удар, вновь осадив Изборск и Псков. Осады окончились безрезультатно и ливонцам пришлось отступить. В сражении у озера Смолина им удалось отбиться от преследовавших их русских войск. В следующем году были проведены переговоры о мире. 2 апреля 1503 года Ливонский орден и Русское государство заключили перемирие сроком на шесть лет, восстановившее отношения на условиях статус-кво.

### Продолжение «собирания земель» и «тверское взятие»
После присоединения Новгорода политика «собирания земель» была продолжена. При этом действия великого князя были более активны. В 1481 году, после смерти бездетного брата Ивана III, удельного вологодского князя Андрея Меньшого, весь его удел перешёл к великому князю. 4 апреля 1482 года верейский князь Михаил Андреевич заключил с Иваном договор, согласно которому после его смерти к великому князю переходило Белоозеро, что явно нарушало права наследника Михаила — его сына Василия. После бегства Василия Михайловича в Литву, 12 декабря 1483 года Михаил заключил с Иваном III новый договор, согласно которому после смерти верейского князя великому князю отходил уже весь удел Михаила Андреевича (князь Михаил скончался 9 апреля 1486 года). 4 июня 1485 года, после смерти матери великого князя, княгини Марии (в иночестве Марфы), в состав великокняжеских владений вошёл её удел, в том числе половина Ростова.
Серьёзной проблемой оставались отношения с Тверью. Зажатое между Москвой и Литвой, великое тверское княжество переживало не лучшие времена. В его составе также существовали удельные княжества; с 60-х годов XV века начинается переход тверской знати на московскую службу. Источники также сохранили упоминания о распространении в Твери различных ересей. Не улучшали отношений и многочисленные земельные споры москвичей-вотчинников, владевших землёй в Тверском княжестве, и тверичей. В 1483 году вражда перешла в вооружённое противостояние. Формальным поводом к нему стала попытка тверского князя Михаила Борисовича укрепить свои связи с Литвой посредством династического брака и союзного договора. Москва отреагировала на это разрывом отношений и посылкой войск в тверские земли; тверской князь признал своё поражение и в октябре-декабре 1484 года заключил с Иваном III мирный договор. Согласно ему, Михаил признавал себя «меньшим братом» великого московского князя, что в политической терминологии того времени означало фактическое превращение Твери в удельное княжество; договор о союзе с Литвой, разумеется, разрывался.

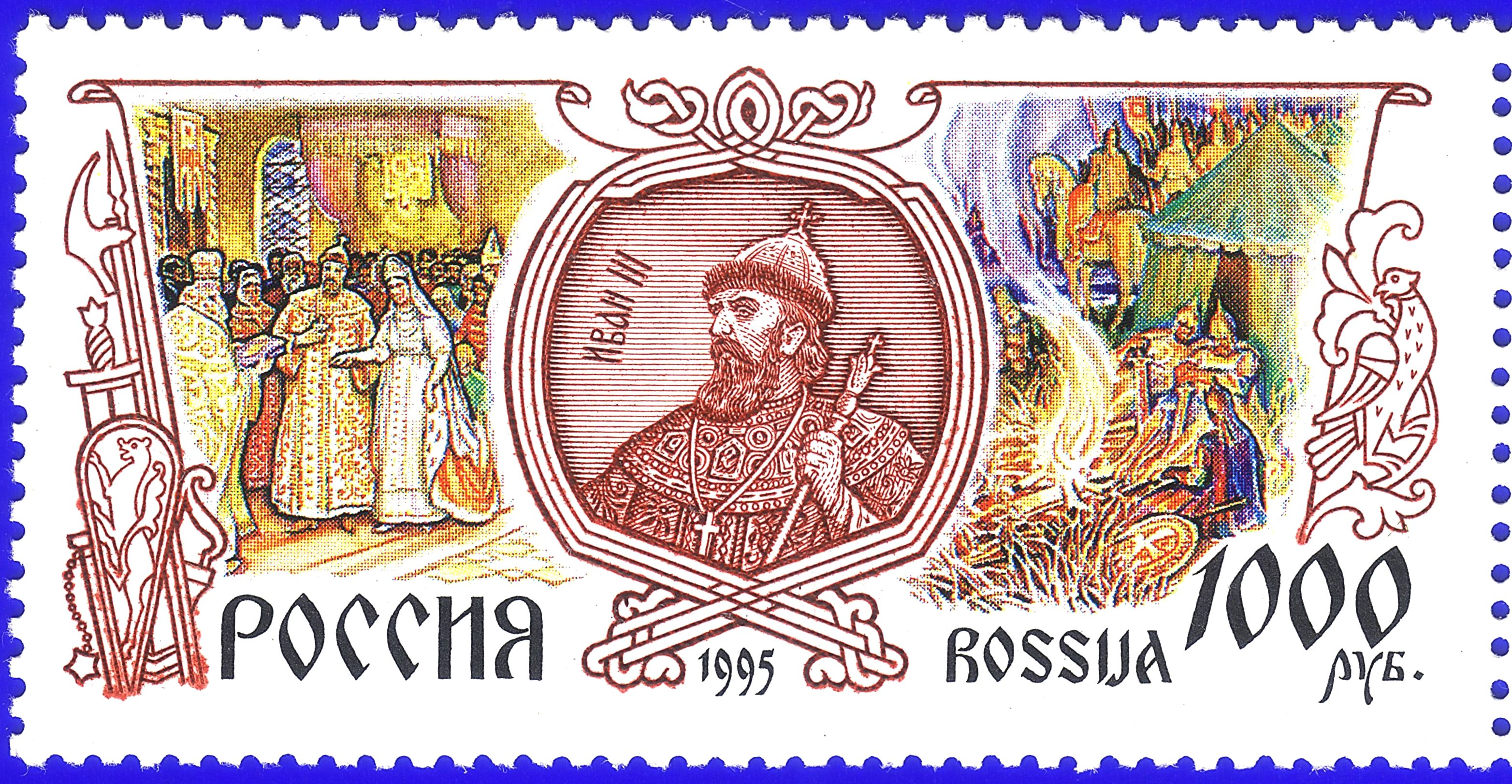
Память: Изображение Ивана III на почтовой марке России, 1995

В 1485 году, использовав в качестве повода поимку гонца от Михаила Тверского к литовскому великому князю Казимиру, Москва вновь разорвала отношения с Тверским княжеством и начала боевые действия. В сентябре 1485 года московские войска начали осаду Твери. Значительная часть тверских бояр и удельных князей перешла на московскую службу, а сам князь Михаил Борисович, захватив казну, бежал в Литву. 15 сентября 1485 года Иван III вместе с наследником престола княжичем Иваном Молодым въехал в Тверь. Тверское княжество было передано в удел наследнику престола; кроме того, сюда был назначен московский наместник.
В 1486 году Иван III заключил новые договоры со своими братьями-удельными князьями — Борисом и Андреем. Помимо признания великого князя «старейшим» братом, новые договоры признавали его также «господином», и использовали титул «великий князь всея Руси». Тем не менее, положение братьев великого князя оставалось крайне шатким. В 1488 году князю Андрею доложили, что великий князь готов арестовать его. Попытка объясниться привела к тому, что Иван III поклялся «Богом и землею и Богом сильным, творцом всея твари» в том, что не собирался преследовать брата. Как отмечают Р. Г. Скрынников и А. А. Зимин, форма этой клятвы была весьма необычна для православного государя.

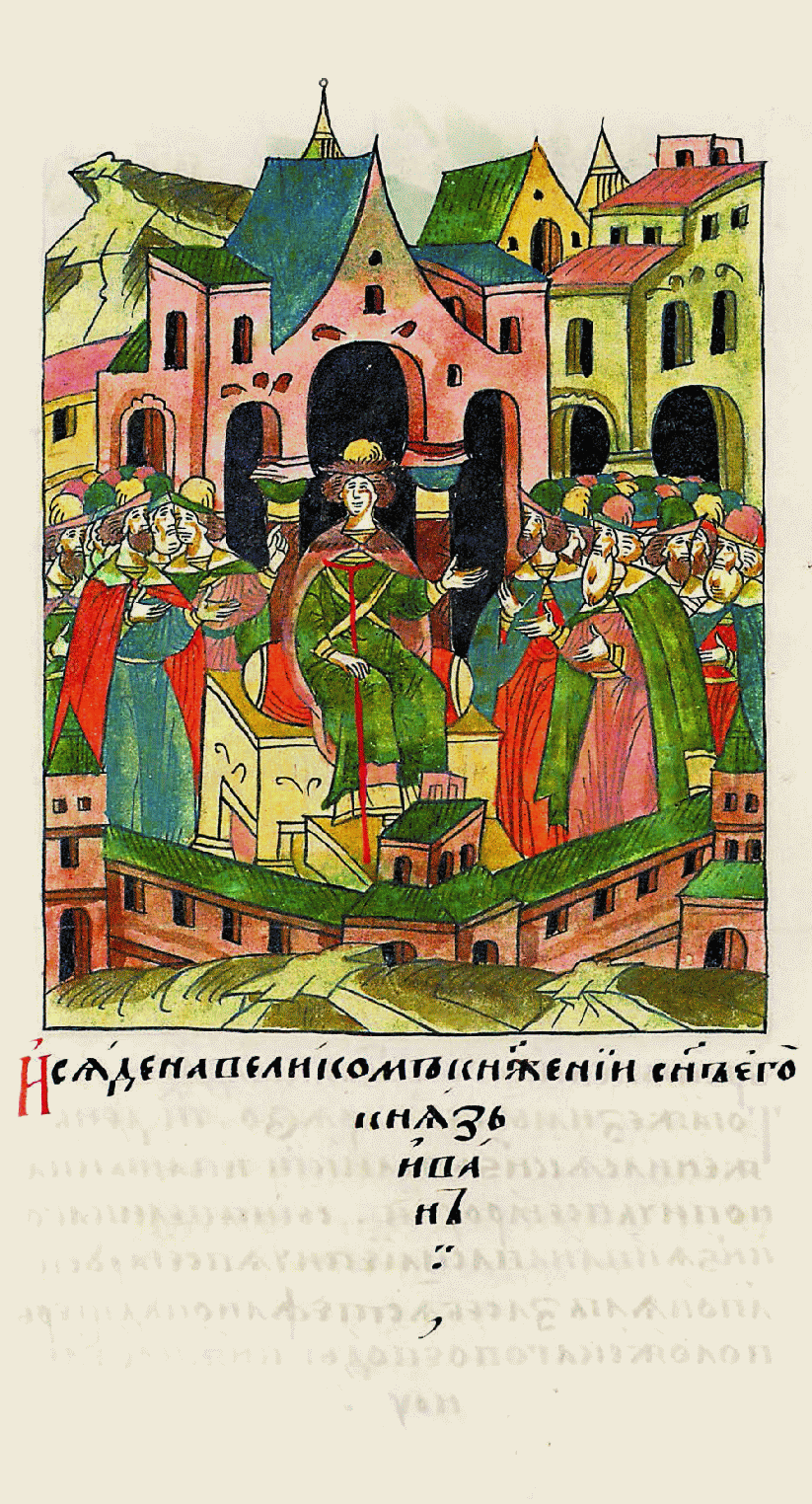
Иван Васильевич на Рязанском престоле. Миниатюра летописного свода (XVI век)

В 1491 году в отношениях Ивана и Андрея Большого наступила развязка. 20 сентября угличский князь был арестован и брошен в тюрьму; попали в тюрьму и его дети, княжичи Иван и Дмитрий. Через два года князь Андрей Васильевич Большой умер, а ещё через четыре года великий князь, собрав высшее духовенство, публично покаялся в том, что «своим грехом, несторожею, его уморил». Тем не менее, покаяние Ивана ничего не изменило в судьбе детей Андрея: всю свою оставшуюся жизнь племянники великого князя провели в заточении.
Во время ареста Андрея Большого под подозрением оказался и другой брат князя Ивана — Борис, князь Волоцкий. Однако ему удалось оправдаться перед великим князем и остаться на свободе. После его смерти в 1494 году княжество было разделено между детьми Бориса: Иван Борисович получил Рузу, а Фёдор — Волоколамск; в 1503 году князь Иван Борисович умер бездетным, оставив владения Ивану III.
Серьёзная борьба между сторонниками самостоятельности и приверженцами Москвы развернулась в начале 1480-х годов в сохранившей значительную автономию Вятке. Первоначально успех сопутствовал антимосковской партии; в 1485 году вятчане отказались участвовать в походе на Казань. Ответный поход московских войск не увенчался успехом, более того, из Вятки был изгнан московский наместник; наиболее видные сторонники великокняжеской власти были вынуждены бежать. Лишь в 1489 году московские войска под командованием Даниила Щени добились капитуляции города и окончательно присоединили Вятку к Русскому государству.
Практически утратило свою самостоятельность и Рязанское княжество. После смерти в 1483 году князя Василия на рязанский престол взошёл его сын, Иван Васильевич. Ещё один сын Василия, Фёдор, получил Перевитск (он умер в 1503 году бездетным, оставив владения Ивану III). Фактической правительницей княжества стала вдова Василия, Анна, сестра Ивана III. В 1500 году рязанский князь Иван Васильевич умер; опекуншей малолетнего князя Ивана Ивановича стала сначала его бабка Анна, а после её смерти в 1501 году — его мать Аграфена. В 1520 году со взятием москвичами в плен рязанского князя Ивана Ивановича фактически Рязанское княжество окончательно превращается в удельное княжество в составе Русского государства.
Отношения с Псковской землёй, оставшейся в конце правления Ивана III практически единственным независимым от Москвы русским княжеством, также проходили в русле постепенного ограничения государственности. Так, псковичи теряют последние возможности влиять на выбор князей-великокняжеских наместников. В 1483—1486 годах в городе произошёл конфликт между, с одной стороны, псковскими посадниками и «черными людьми», и, с другой стороны, великокняжеским наместником князем Ярославом Оболенским и крестьянами («смердами»). В этом конфликте Иван III поддержал своего наместника; в конечном итоге, псковская верхушка капитулировала, выполнив требования великого князя.
Следующий конфликт между великим князем и Псковом разгорелся в начале 1499 года. Дело в том, что Иван III решил пожаловать своего сына, Василия Ивановича, новгородским и псковским княжением. Псковичи расценили решение великого князя как нарушение «старины»; попытки посадников в ходе переговоров в Москве изменить ситуацию привели лишь к их аресту. Только к сентябрю того же года, после обещания Ивана соблюдать «старину», конфликт был разрешён.
Впрочем, несмотря на эти разногласия, Псков оставался верным союзником Москвы. Псковская помощь сыграла важную роль в походе на Новгород 1477—1478 годах; псковичи внесли весомый вклад в победы русских войск над силами Великого княжества Литовского. В свою очередь, московские полки приняли посильное участие в отражении ударов ливонцев и шведов.

### Походы на Пермь, Вятку и Югру

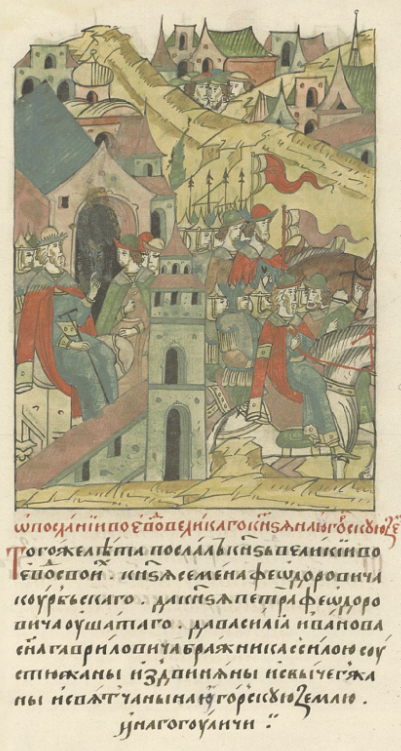
Иван III посылает своих воевод в 1499 году «на Югорскую землю и на гогуличи».Миниатюра летописного свода (XVI век)

Осваивая Северное Поморье, Московское княжество, с одной стороны, столкнулось с противодействием Новгорода, считавшего эти земли своими, и, с другой стороны, с возможностью начать продвижение на север и северо-восток, за Уральские горы, на реку Обь, в нижнем течении которой находилась известная ещё новгородцам Югра. В 1465 году по приказу Ивана III поход на Югру совершили жители Устюга под руководством великокняжеского воеводы Тимофея (Василия) Скрябы. Поход был достаточно удачен: подчинив ряд мелких югорских князей, войско вернулось с победой. В 1467 году не очень удачный поход против независимых вогуличей (манси) совершили вятчане и коми-пермяки.
После двух военных походов московского войска против Вятки в 1457 и 1459 годах, власть над Вяткой формально перешла к Москве, но с сохранением местного самоуправления. Вятчане участвовали в военных походах Московского княжества против Новгорода и Казани.
В начале 80-х годов власть в Вятской земле перешла к сепаратистам во главе с Иоанном Аникиевым. При хане Ибрагиме в Хлынове, столице Вятки, сидел казанский наместник. Хлыновские войска совершали походы против земель, находящихся под властью Московского княжества. В 1489 году в результате ещё одного похода московскому войску во главе с Даниилом Щеней удалось захватить Хлынов. Местная знать была переселена в Подмосковье, а в городе поставлен московский наместник. Вятская земля была окончательно включена в состав Московского государства.
Получив по договору 1471 года с Новгородом часть Двинской земли (причём Заволочье, Печора и Югра продолжали числиться новгородскими), Московское княжество продолжило продвижение на север. В 1472 году, использовав как предлог нанесение московским купцам оскорблений, Иван III послал в недавно крещёную Великую Пермь с войском князя Фёдора Пёстрого, подчинившего край Московскому княжеству. Номинальным правителем края остался князь Михаил Пермский, реальными же правителями страны как в духовном, так и в гражданском отношении были пермские епископы. В 1505 году номинальная власть пермского князя была ликвидирована и Пермская земля окончательно вошла в состав Русского государства.
В 1481 году Перми Великой пришлось обороняться от вогуличей, которых возглавлял князь Асыка. При помощи устюжан Перми удалось отбиться, и уже в 1483 году на непокорных вогуличей был совершён поход. Экспедиция была организована с размахом: под командованием великокняжеских воевод князя Фёдора Курбского Чёрного и Ивана Салтыка-Травина были собраны силы со всех северных уездов страны. Поход оказался удачным, в его результате власти Московского государства подчинились князья обширного района, населённого преимущественно татарами, вогуличами (манси) и остяками (хантами).
Следующий, ставший наиболее масштабным, поход русских войск на Югру был предпринят в 1499—1500 годах. Всего в этой экспедиции приняло участие, согласно архивным данным, 4041 человек, разделённых на три отряда. Командовали ими московские воеводы: князь Семён Курбский (командуя одним из отрядов, он одновременно являлся и начальником всего похода), князь Пётр Ушатый и Василий Гаврилов Бражник. В ходе этого похода были покорены различные местные племена, а в состав Московского государства вошли бассейны Печоры и верхней Вычегды. Интересно, что сведения об этом походе, полученные С. Герберштейном от князя Семёна Курбского, были включены им в его «Записки о Московии». На земли, подчинённые в ходе этих экспедиций, была наложена дань пушниной.

### Война с Великим княжеством Литовским 1500—1503 годов

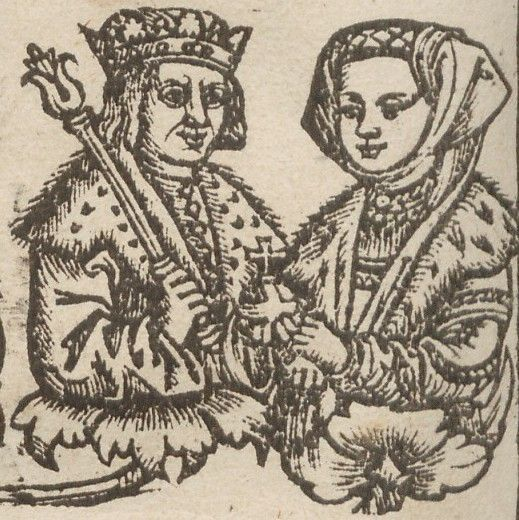
Великий князь литовский Александр с супругой, Еленой Ивановной, дочерью Ивана III. Польская гравюра

Несмотря на урегулирование пограничных споров, приведших к необъявленной войне 1487—1494 годов, отношения с Литвой продолжали оставаться напряжёнными. Граница между государствами продолжала оставаться весьма нечёткой, что в перспективе было чревато новым обострением отношений. К традиционным пограничным спорам прибавилась ещё и религиозная проблема. В мае 1499 года в Москву от наместника Вязьмы поступили сведения о притеснении православия в Смоленске. Помимо этого, великий князь узнал о попытке навязать католическую веру его дочери Елене, супруге великого литовского князя Александра. Всё это не способствовало сохранению мира между странами.
Укрепление международного положения Великого княжества Московского в 1480-х годах привело к тому, что князья спорных Верховских княжеств начали массово переходить на службу к московскому князю. Попытка Великого княжества Литовского воспрепятствовать этому окончилась неудачей и в результате русско-литовской войны 1487—1494 годов большинство Верховских княжеств оказались в составе Русского государства.
В конце 1499 — начале 1500 года к Русскому государству присоединился со своими вотчинами князь Семён Бельский. Причиной своего «отъезда» Семён Иванович назвал потерю великокняжеской милости и «ласки», а также стремление великого князя литовского Александра перевести его в «римский закон», чего не было при предыдущих великих князьях. Александр отправил в Москву послов с протестом, категорически отвергнув обвинения в понукании к переходу в католичество и называя князя Бельского «здрадцей», то есть изменником. По мнению некоторых историков, действительной причиной перехода Семёна Ивановича на русскую службу были религиозные гонения, тогда как, по мнению других, религиозный фактор был использован Иваном III лишь как предлог.

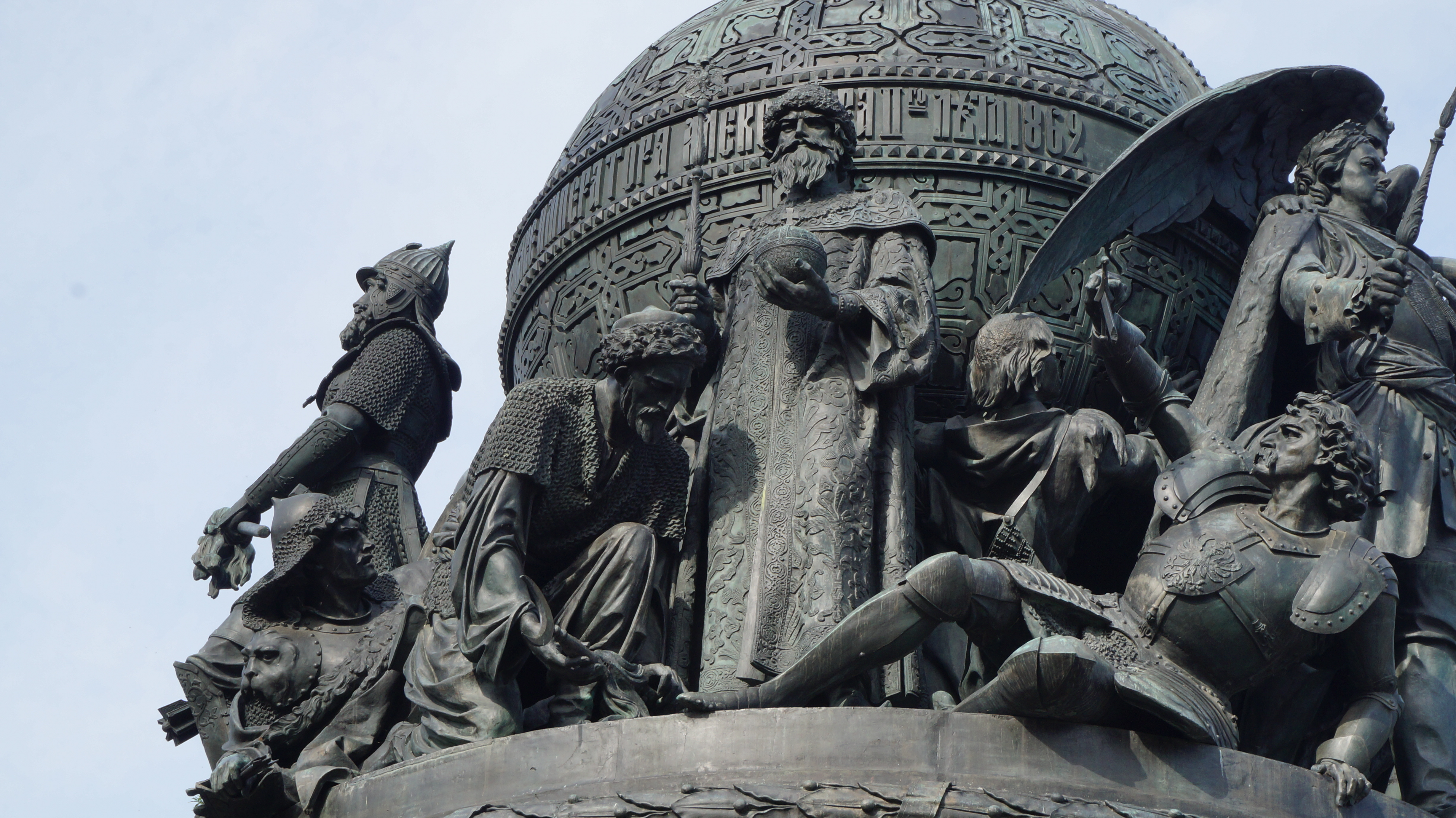
Фигура Ивана Великого на памятнике «Тысячелетие России» в Великом Новгороде. У его ног (слева направо) поверженные литовец, татарин и балтийский немец

Вскоре на сторону Москвы перешли города Серпейск и Мценск. В апреле 1500 года на службу Ивану III перешли князья Семён Иванович Стародубский и Василий Иванович Шемячич Новгород-Северский, и в Литву было отправлено посольство с объявлением войны. По всей границе развернулись боевые действия. В результате первого удара русских войск был взят Брянск, сдались города Радогощ, Гомель, Новгород-Северский, пал Дорогобуж; на службу к Ивану III перешли князья Трубецкие и Мосальские. Главные усилия русских войск были сосредоточены на смоленском направлении, куда литовским великим князем Александром было отправлено войско под командованием гетмана великого литовского Константина Острожского. Получив известие, что русские войска стоят на речке Ведроши, гетман направился туда же. 14.7.1500 года в ходе битвы при Ведроши литовские войска потерпели сокрушительное поражение; погибло более 8000 литовских воинов; гетман Острожский попал в плен. 6.8.1500 года под ударом русских войск пал Путивль, 9 августа союзные Ивану III псковские войска взяли Торопец. Поражение у Ведроши нанесло Великому княжеству Литовскому чувствительный удар. Ситуация усугублялась набегами союзного Москве крымского хана Менгли-Гирея.
Кампания 1501 года не принесла решительного успеха ни одной стороне. Боевые действия между русскими и литовскими войсками ограничились небольшими по размеру стычками; осенью 1501 года русские войска разбили литовскую армию в битве под Мстиславлем, однако взять сам Мстиславль не смогли. Крупным успехом литовской дипломатии была нейтрализация крымской угрозы при помощи Большой Орды. Ещё одним фактором, действовавшим против Русского государства, стало серьёзное ухудшение отношений с Ливонией, приведшее в августе 1501 года к полномасштабной войне. Помимо этого, после смерти Яна Ольбрахта (17 июня 1501 года) его младший брат, великий князь литовский Александр, стал ещё и королём польским.
Весной 1502 года боевые действия велись неактивно. Ситуация изменилась в июне, после того как крымскому хану удалось наконец разгромить хана Большой орды Ших-Ахмеда, что позволило уже в августе совершить новый разорительный набег. Свой удар нанесли и русские войска: 14 июля 1502 года армия под командованием Дмитрия Жилки, сына Ивана III, выступила под Смоленск. Однако ряд просчётов при его осаде (недостаток артиллерии и невысокая дисциплина собранного войска), а также упорная оборона защитников не позволили взять город. К тому же литовскому великому князю Александру удалось сформировать наёмное войско, также выступившее в направлении Смоленска. В итоге 23 октября 1502 года русская армия сняла осаду Смоленска и отступила.
В начале 1503 года между государствами начались мирные переговоры. Однако как литовские, так и русские послы выдвинули заведомо неприемлемые условия мира; в результате компромисса было решено подписать не мирный договор, а перемирие сроком на 6 лет. Согласно ему, во владении Русского государства оставались (формально — на срок перемирия) 19 городов с волостями, составлявшие до войны около трети земель Великого княжества Литовского, в частности: Чернигов, Новгород-Северский, Стародуб, Гомель, Брянск, Торопец, Мценск, Дорогобуж. Перемирие, известное под названием Благовещенского (по празднику Благовещения), было подписано 25 марта 1503 года.

## Внутренняя политика

### Интеграция новоприсоединённых земель
После присоединения в 1471 году Ярославского княжества на его территории начинается достаточно жёсткая унификация с общемосковскими порядками. Специально назначенный посланец великого князя «поверстал» на московскую службу ярославских князей и бояр, отняв у них часть земель. В одной из критически настроенных летописей того времени эти события описаны так: «У кого село добро, ин отнял, а у кого деревня добрая, ин отнял да записал на великого князя, а кто будет сам добр боярин или сын боярский, ин его самого записал». Схожие процессы происходили и в перешедшем под контроль Москвы Ростове. Здесь также наблюдался процесс поверстания местной элиты (как князей, так и бояр) на службу великому князю, причём ростовские князья сохранили в своих руках значительно меньшие по сравнению с ярославскими князьями вотчины. Ряд владений был приобретён как великим князем, так и московской знатью.

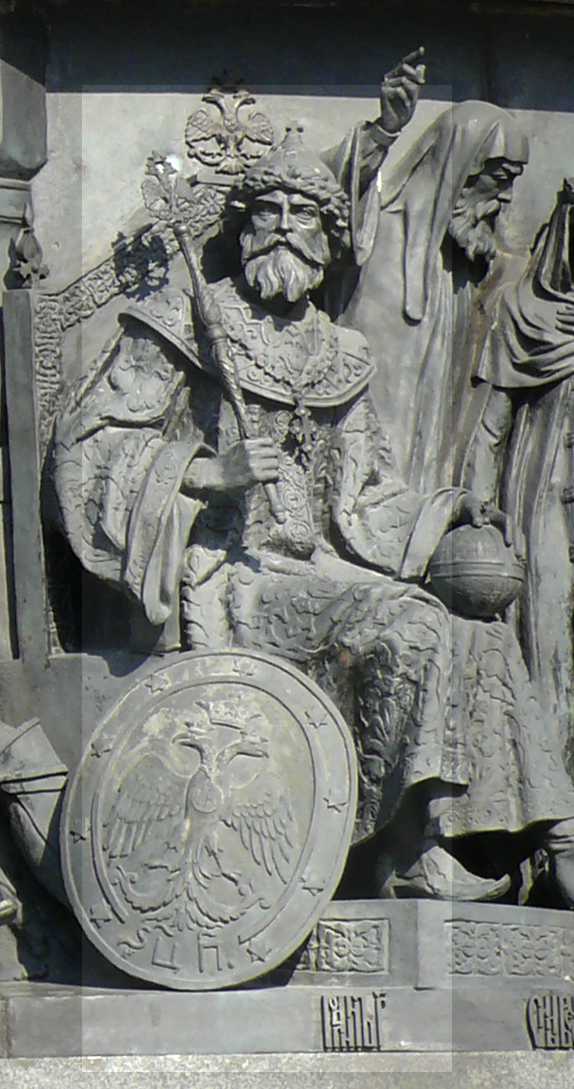
Фигура Ивана Великого на памятнике Тысячелетие России

Присоединение Тверского княжества в 1485 году и его интеграция в Русское государство произошли достаточно мягко. Оно было фактически превращено в одно из удельных княжеств; Иван Иванович был поставлен «на великом княжении на тферском». При княжиче Иване был оставлен московский наместник Василий Образец-Добрынский. Тверь сохранила многие атрибуты самостоятельности: княжескими землями управлял особый Тверской дворец; хотя некоторые тверские бояре и князья и были переведены в Москву, новый тверской князь управлял княжеством при помощи тверской же боярской думы; удельные князья, поддержавшие Ивана III, даже получили новые вотчины (впрочем, ненадолго; вскоре они были у них вновь отобраны). В 1490 году, после смерти Ивана Ивановича, Тверь на некоторый срок перешла ко княжичу Василию, а в 1497 году была у него отнята. К началу XVI века тверской двор окончательно слился с московским, а некоторые тверские бояре перешли в московскую думу.
Интерес представляет также интеграция в общегосударственную структуру Белозерского княжества. После его перехода в 1486 году под власть Москвы, в марте 1488 года была обнародована Белозерская уставная грамота. Среди прочего, она устанавливала нормы кормлений представителей власти, а также регламентировала судопроизводство.

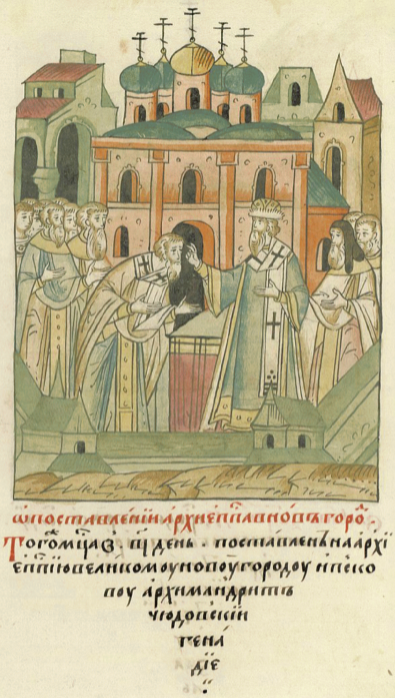
Посвящение Геннадия Гонзова в епископы новгородские

Наиболее глубокий характер носили перемены, постигшие Новгородскую землю. Отличия общественного строя Новгородского государства от московских порядков носили куда более глубокий характер, нежели в прочих новоприсоединённых землях. В основе вечевых порядков лежало богатство новгородской боярско-купеческой аристократии, владевшей обширными вотчинами; огромными землями также располагала новгородская церковь. В ходе переговоров о сдаче города великому князю московская сторона дала ряд гарантий, в частности, было обещано не выселять новгородцев «на Низ» (за пределы новгородской земли, на собственно московскую территорию) и не конфисковать имущество.
Сразу после падения города были произведены аресты. Была взята под стражу непримиримая противница Московского государства Марфа Борецкая, огромные владения семьи Борецких перешли в руки казны; схожая участь постигла ряд других вождей пролитовской партии. Помимо этого, был конфискован ряд земель, принадлежавших новгородской церкви. В последующие годы аресты были продолжены: так, в январе 1480 года под стражу был взят архиепископ Феофил; в 1481 году попали в опалу недавно принятые на государеву службу бояре Василий Казимир, его брат Яков Коробов, Михаил Берденев и Лука Фёдоров. В 1483—1484 годах последовала новая волна арестов бояр по обвинению в государственной измене, в 1486 году из города было выселено пятьдесят семей. И, наконец, в 1487 году было принято решение о выселении из города всей землевладельческо-торговой аристократии и конфискации её вотчин. Зимой 1487—1488 года из города было выселено около 7000 человек — бояр и «житьих людей». В следующем году из Новгорода было выселено ещё более тысячи купцов и «житьих людей». Их вотчины были конфискованы в казну, откуда частично были розданы в поместья московским детям боярским, частично переданы в собственность московским боярам, а частично составили владения великого князя. Таким образом, место знатных новгородских вотчинников заняли московские переселенцы, владевшие землёй уже на основе поместной системы; простой народ переселение знати не затронуло. Одновременно с конфискациями вотчин была проведена перепись земель, подведшая итог земельной реформы. В 1489 году таким же образом была выселена часть населения Хлынова (Вятки).
Ликвидация господства старой землевладельческо-торговой аристократии Новгорода шла одновременно с ломкой старого государственного управления. Власть перешла в руки наместников, назначавшихся великим князем и ведавших как военными, так и судебно-административными делами. Потерял значительную часть своей власти и новгородский архиепископ. Им после смерти в 1483 году архиепископа Феофила (арестованного в 1480 году) стал троицкий инок Сергий, сразу настроивший против себя местное духовенство. В 1484 году его сменил назначенный из Москвы архимандрит Чудова монастыря Геннадий Гонзов, сторонник великокняжеской политики. В будущем архиепископ Геннадий стал одной из центральных фигур в борьбе против ереси «жидовствующих».

### Введение Судебника

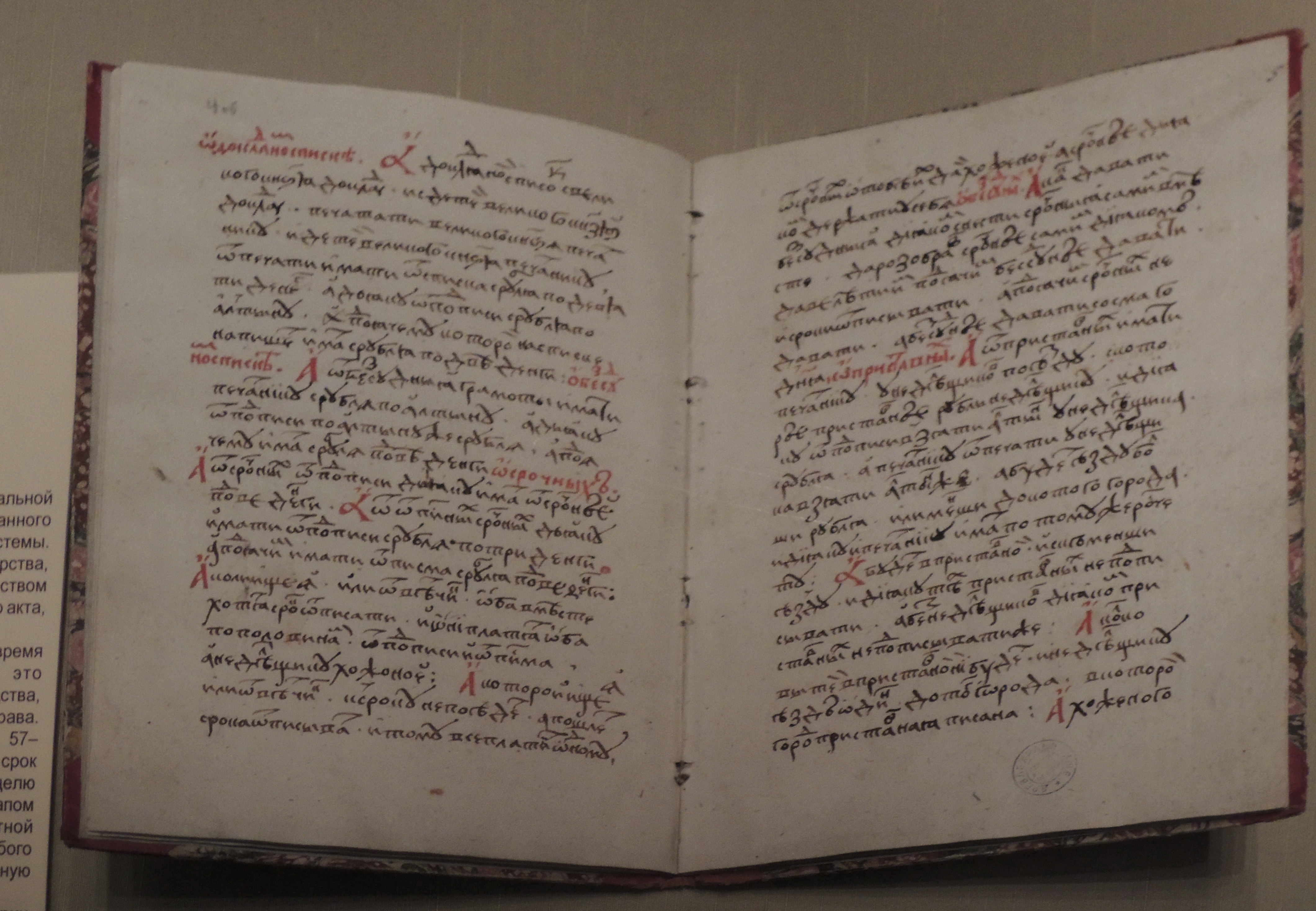
Судебник, разворот (список начала XVI века)

Объединение прежде раздроблённых русских земель в единое государство настоятельно требовало помимо политического единства создать также единство правовой системы. В сентябре 1497 года в действие был введён Судебник — единый законодательный кодекс.
Относительно того, кто мог быть составителем Судебника, точных данных нет. Господствовавшее в течение долгого времени мнение о том, что его автором был Владимир Гусев (восходящее к Карамзину), в современной историографии рассматривается как следствие ошибочной интерпретации испорченного летописного текста. По мнению Я. С. Лурье и Л. В. Черепнина, здесь мы имеем дело со смешением в тексте двух разных известий — о введении Судебника и о казни Гусева.
В качестве известных нам источников норм права, отражённых в Судебнике, обычно называют следующие памятники древнерусского законодательства:
- Русская Правда
- Уставные грамоты (Двинская и Белозерская)
- Псковская судная грамота
- Ряд указов и распоряжений московских князей.

Вместе с тем часть текста Судебника составляют нормы, не имеющие аналогов в предшествующем законодательстве.
Круг вопросов, отражённых в этом первом за долгое время обобщающем законодательном акте, весьма широк: это и установление единых для всей страны норм судопроизводства, и нормы уголовного права, и установления гражданского права. Одной из наиболее важных статей Судебника стала статья 57 — «О христьянском отказе», вводившая единый для всего Русского государства срок перехода крестьян от одного землевладельца к другому — за неделю до и неделей после Юрьева дня (осеннего) (26 ноября). В ряде статей затрагивались вопросы землевладения. Значительную часть текста памятника занимали статьи о юридическом статусе холопов.
Создание в 1497 году общерусского Судебника стало важным событием в истории законодательства России. Подобного единого кодекса не существовало даже в некоторых государствах Европы (в частности, в Англии и во Франции). Перевод ряда статей был включён С. Герберштейном в его труд «Записки о Московии». Издание Судебника явилось важной мерой укрепления политического единства страны путём унификации законодательства.

## Культурная и идеологическая политика
Политическое объединение страны сопровождалось её культурным развитием. В эпоху Ивана III развернулось масштабное крепостное строительство, возводились новые церкви, произошёл расцвет летописания. При этом немаловажным фактом, свидетельствующим об интенсивности культурной жизни, является появление новых идей. Именно в это время появляются концепции, составившие в будущем весомую часть государственной идеологии России.

### Архитектура

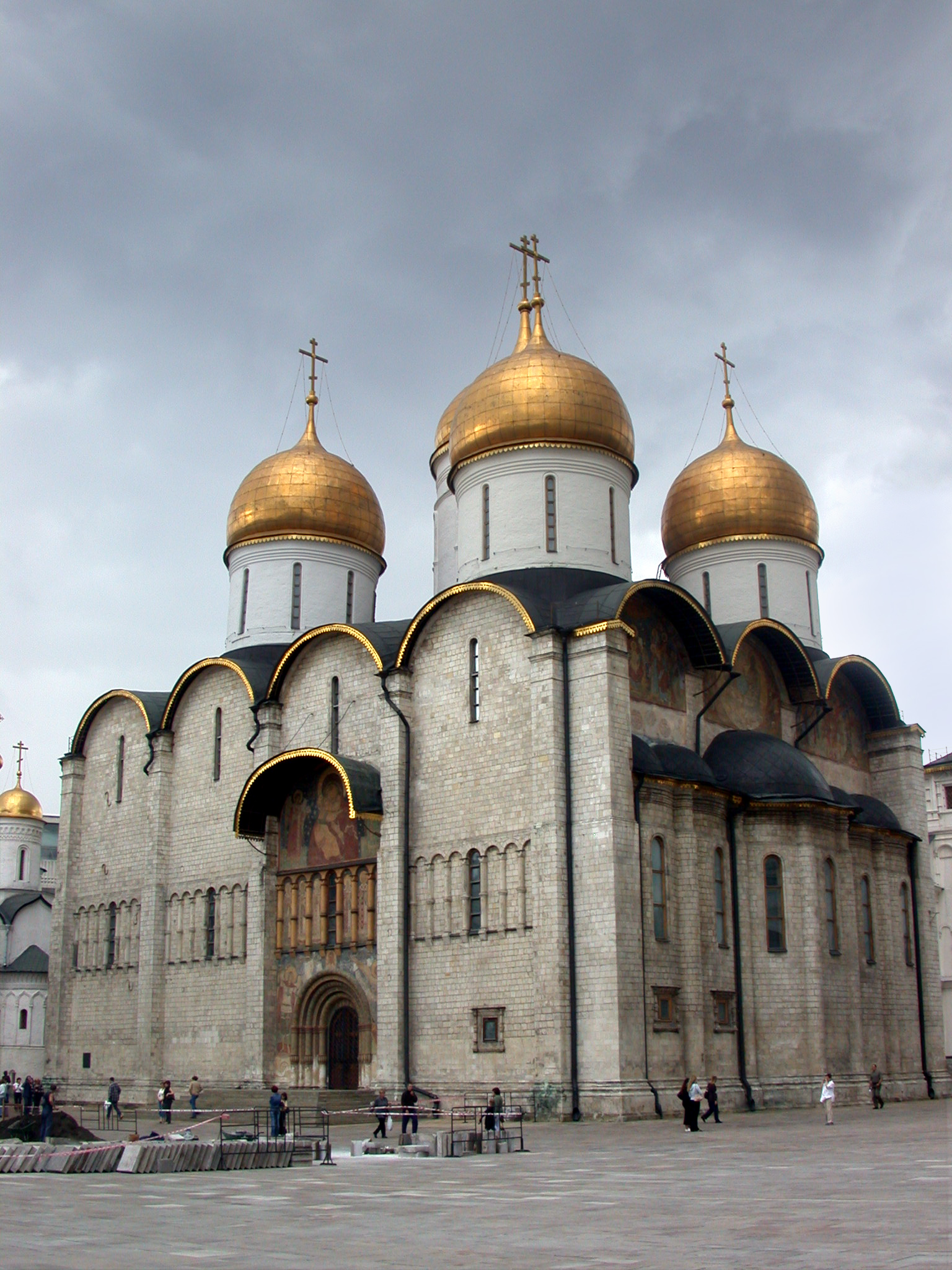
Успенский собор

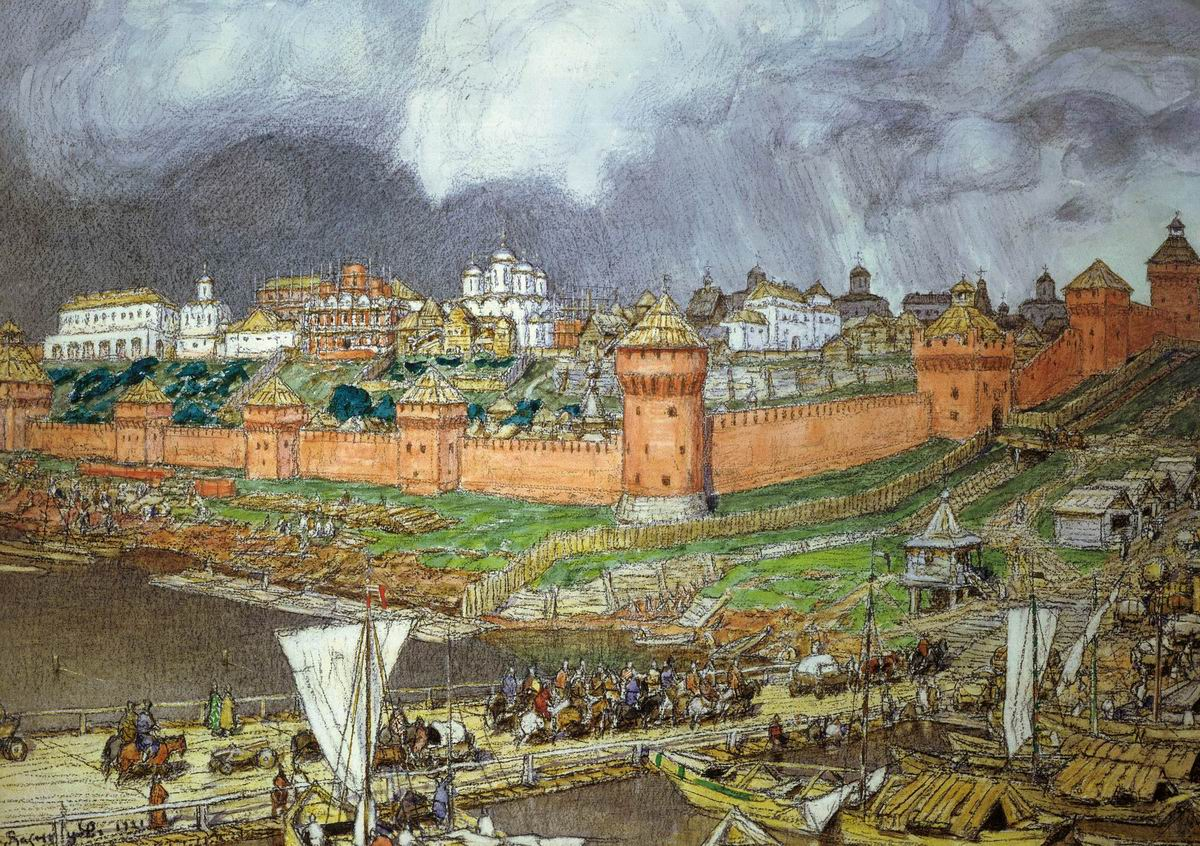
Московский Кремль при Иване Великом

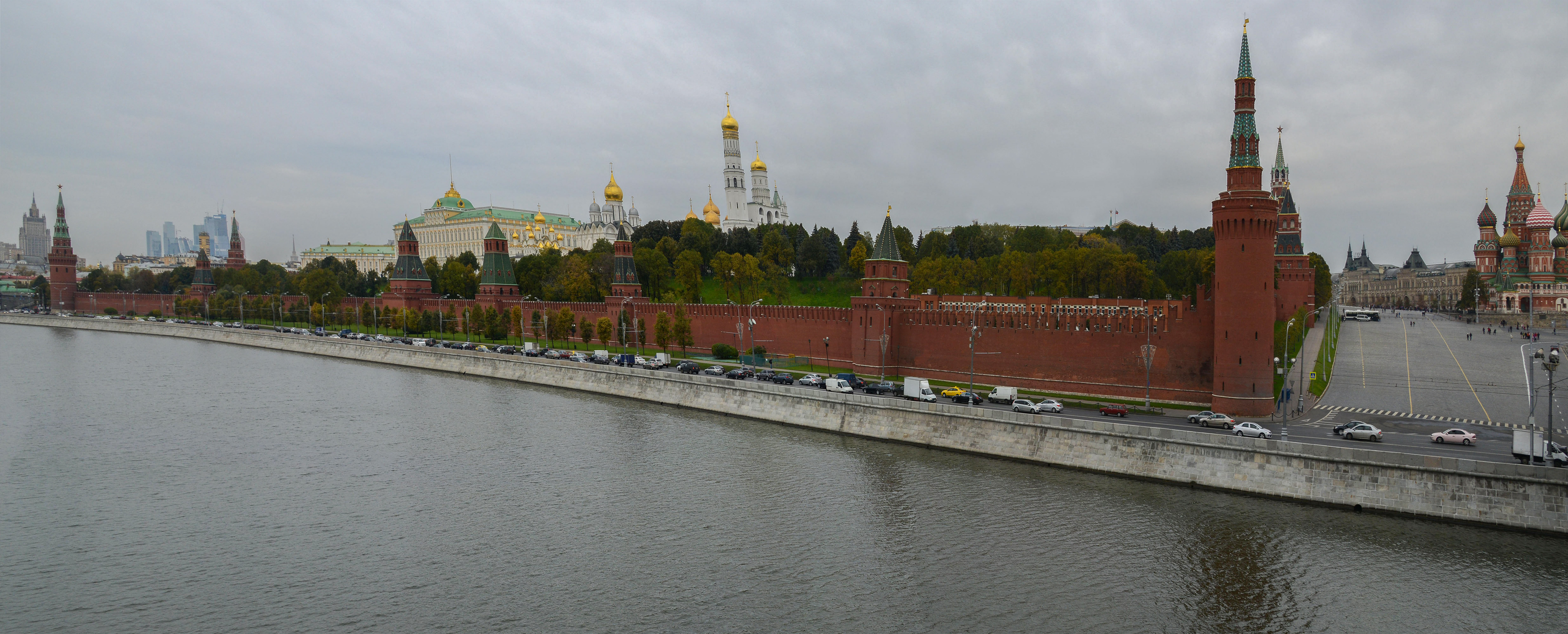
Стены и башни Московского Кремля в наше время

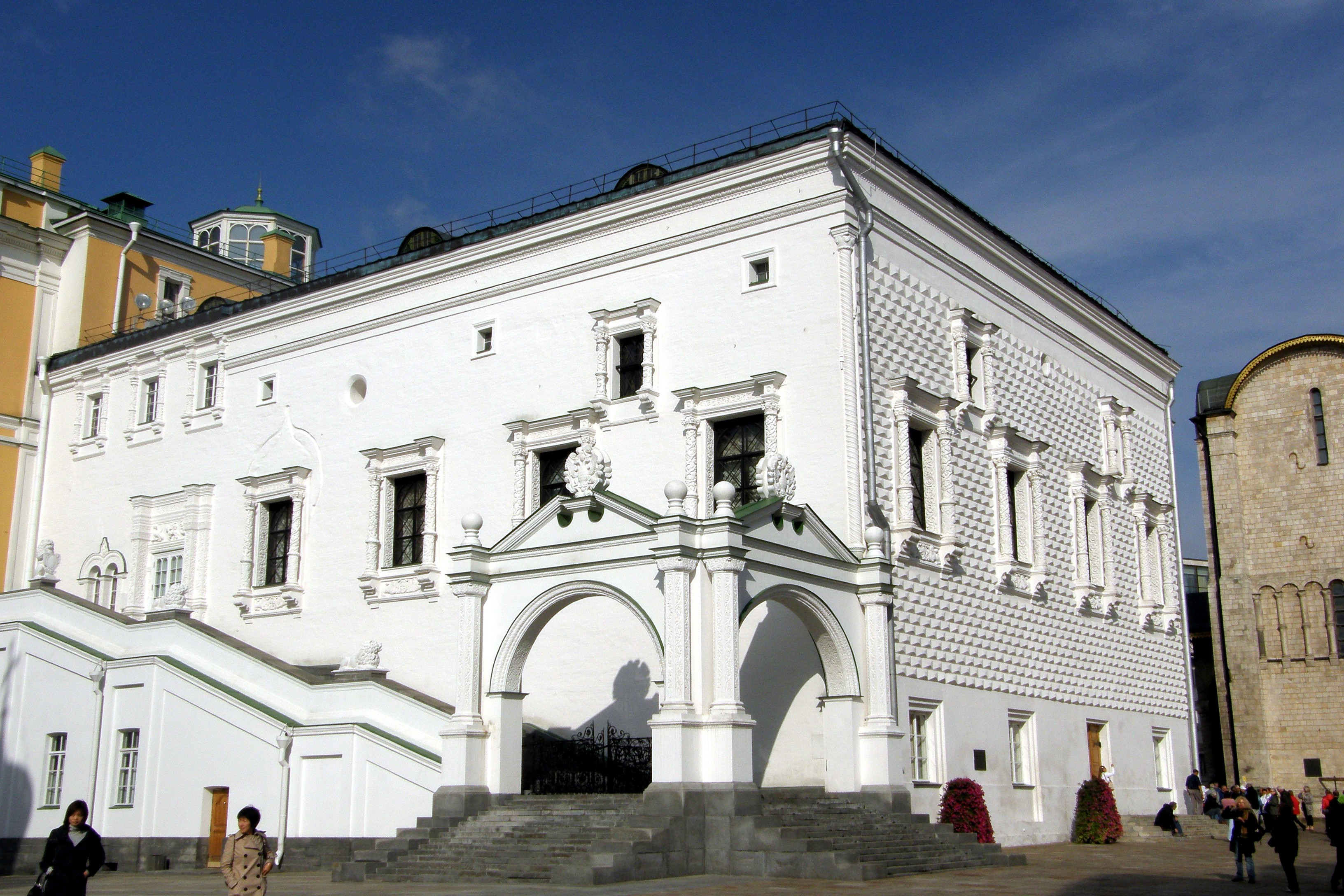
Грановитая палата

Большой шаг вперёд при Иване III сделало русское зодчество; немалую роль в этом сыграло то, что по приглашению великого князя в страну прибыл целый ряд итальянских мастеров, познакомивших Россию с архитектурными приёмами бурно развивавшегося Возрождения.
Уже в 1462 году начинается строительство в Кремле: был начат ремонт требовавших починки стен. В дальнейшем масштабное строительство в великокняжеской резиденции продолжилось: в 1472 году по указанию Ивана III на месте обветшавшего собора, построенного в 1326—1327 годах при Иване Калите, было решено возвести новый Успенский собор. Строительство было поручено московским мастерам; однако, когда до окончания работ осталось совсем немного, собор рухнул. В 1475 году в Россию был приглашён Аристотель Фиораванти, который сразу же взялся за дело. Остатки стен были снесены, на их месте был выстроен храм, неизменно вызывавший восхищение современников. 12 августа 1479 года новый собор был освящён митрополитом Геронтием.
Начиная с 1485 года Иван Великий задумал и осуществил масштабнейшее для своего времени строительство стен и башен нынешнего Московского Кремля, остающегося символом Русского государства и в наши дни. Взамен старых деревянных и белокаменных были выстроены масштабные укрепления из обожженного красного кирпича. Автором проекта Московского Кремля считается выдающийся итальянский архитектор Аристотель Фиораванти; к 1515 году итальянские зодчие Пьетро Антонио Солари, Марк Фрязин, а также ряд других превратили Кремль в одну из самых сильных крепостей того времени.
После пожара 1488 года появилась возможность расширить дворцовые помещения и началось строительство внутри стен: в 1489 году псковскими мастерами был выстроен Благовещенский собор.
В 1490 году Спасо-Преображенский монастырь был перенесён на новое место за Яузу, на Васильевский стан, и за счёт территории монастыря был возведён новый великокняжеский дворец, одной из частей которого стала возведённая итальянскими зодчими в 1491 году Грановитая палата. Всего, по сообщению летописей, в 1479—1505 годах в столице было построено около 25 церквей.
Масштабное строительство (прежде всего оборонной направленности) проводилось и в других частях страны: так, в 1490—1500 годах был перестроен новгородский кремль; в 1492 году на границе с Ливонией, напротив Нарвы, была возведена крепость Ивангород. Обновлялись также крепостные сооружения Пскова, Старой Ладоги, Яма, Орехова, Нижнего Новгорода (с 1500 года); в 1485 и 1492 годах были проведены масштабные работы по укреплению Владимира. По приказу великого князя были построены крепости и на окраинах страны: в Белоозере (1486 год), в Великих Луках (1493 год).

### Идеология власти, титул и герб
Наиболее заметными воплощениями формировавшейся идеологии объединённой страны в исторической литературе принято считать новый герб — двуглавого орла — и новый титул великого князя. Кроме того, отмечается, что именно в эпоху Ивана III зарождаются те идеи, которые чуть позже составят официальную идеологию Русского государства.

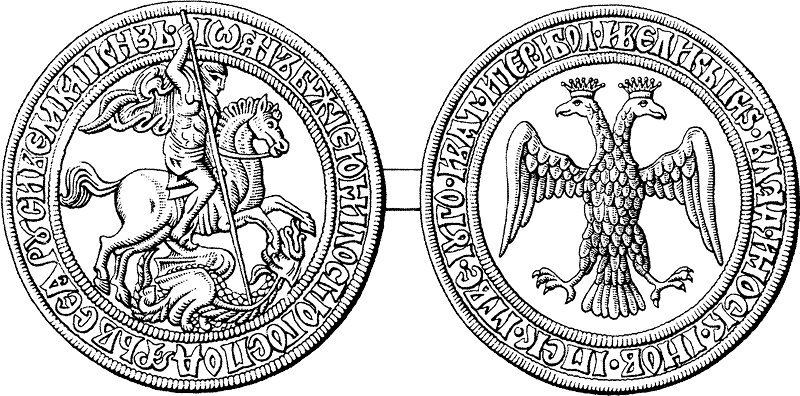
Прорисовка великокняжеской печати, датируемой 1497 годом

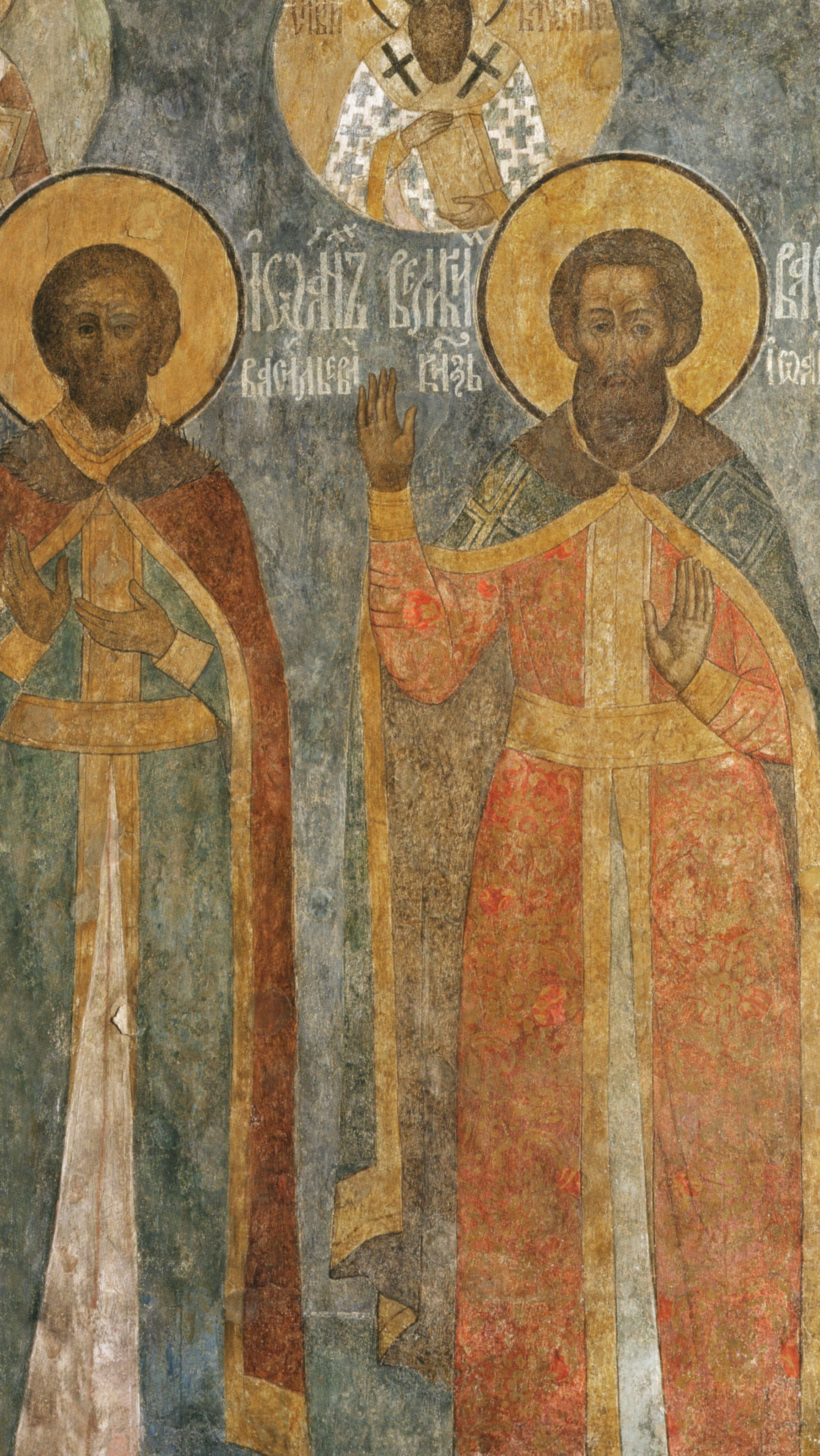
Фресковое изображение Ивана III и его отца Василия II Тёмного из некрополя Архангельского собора, Московского Кремля, 1652-1666 гг., написанное "против прежнего" изображения сер. XVI в.

Перемены в положении великого московского князя, превратившегося из правителя одного из русских княжеств в повелителя обширной державы, не могли не привести к переменам в титулатуре. Как и его предшественники, Иван III пользовался (например, в июне 1485 года) титулом «великого князя всея Руси», что потенциально означало ещё и претензии на земли, находившиеся под властью великого князя Литовского (также именовавшегося, помимо прочего, «великим князем русским»). В 1494 году литовский великий князь выразил готовность признать этот титул. В полный титул Ивана III были включены также и названия земель, вошедших в состав России; теперь он звучал как «государь всея Руси и великий князь Владимирский, и Московский, и Новгородский, и Псковский, и Тверской, и Пермский, и Югорский, и Болгарский, и иных». Ещё одним нововведением в титулатуре стало появление титула «самодержец», являвшегося калькой византийского титула «автократор» (греч. αυτοκράτορ). К эпохе Ивана III относятся и первые случаи использования великим князем титула «царь» (или «кесарь») в дипломатической переписке, — пока только в отношениях с Крымом (грамоты 1484 и 1487), германскими правителями (грамота 1498 года бургомистру Любека) и Ливонским орденом; царский титул начинает широко использоваться в литературных произведениях. Этот факт чрезвычайно показателен: со времён начала монголо-татарского ига «царём» именовался хан Орды; к русским князьям, не имеющим государственной самостоятельности, такой титул почти никогда не применялся. Превращение страны из данника Орды в мощную независимую державу не прошло незамеченным и за границей: в 1489 году посол императора Священной Римской империи Николай Поппель от имени своего сюзерена предложил Ивану III королевский титул. Великий князь отказался, указав, что «мы Божиею милостью государи на своей земле изначала, от первых своих прародителей, а поставление имеем от Бога, как наши прародители, так и мы… а поставления как прежде ни от кого не хотели, так и теперь не хотим».
Появление двуглавого орла в качестве государственного символа Русского государства в конце XV века также символизировало и принятие царского титула. Так, двуглавый коронованный орел изображён на большой печати (с надписью «Иоанн, Божиею милостию господарь всея Руси»), привешенной к одной из грамот, выданной в 1497 году Иваном III. Несколько ранее аналогичный символ появился на монетах тверского княжества (ещё до присоединения к Москве); ряд новгородских монет, отчеканенных уже под властью великого князя, также несёт этот знак. Относительно происхождения двуглавого орла в исторической литературе существуют различные мнения: так, наиболее традиционный взгляд на его появление в качестве государственного символа заключается в том, что орёл был заимствован из Византии, а принесла его с собой племянница последнего византийского императора и жена Ивана III, Софья Палеолог; восходит это мнение к Карамзину. Как отмечается в современных исследованиях, помимо явных сильных сторон, у этой версии есть и недостатки: в частности, Софья происходила из Морейского деспотата — автономного государства в составе Византийской империи; орёл появился в государственной практике едва ли не через два десятилетия после брака великого князя с византийской царевной; и, наконец, неизвестно ни о каких претензиях Ивана III на византийский престол. В качестве модификации византийской теории происхождения орла получила некоторую известность южнославянская теория, связанная со значительным использованием двуглавых орлов на окраинах византийского мира. Вместе с тем, следов подобного взаимодействия пока обнаружить не удалось, и сам облик двуглавого орла Ивана III отличается от его предполагаемых южнославянских прототипов. Ещё одной теорией происхождения орла можно считать мнение о заимствовании орла из Священной Римской империи, использовавшей этот символ с 1442 года — в этом случае эмблема символизирует равенство рангов императора Священной Римской империи и великого князя московского. Отмечают также, что одним из символом, изображавшимся на монетах Новгородской республики, являлся одноглавый орёл; в этой версии появление двуглавого орла на печати великого князя выглядит развитием местных традиций. В настоящий момент однозначного мнения о том, какая из теорий точней описывает действительность, не существует.
Помимо принятия новых титулов и символики, также в правление Ивана III появляются идеи, составившие идеологию государственной власти. Впервые идея преемственности великокняжеской власти от византийских императоров появляется в 1492 году, в труде митрополита Зосимы «Изложение Пасхалии». По мнению автора этого сочинения, Бог поставил Ивана III, как и «новаго царя Константина новому граду Констянтину, — Москве и всей Русской земли и иным многим землям государя». Чуть позже подобное сравнение обретёт стройность в концепции «Москва — третий Рим», окончательно сформулированной монахом псковского Елизарова монастыря Филофеем уже при Василии III. Ещё одной идеей, идеологически обосновывавшей великокняжескую власть, была легенда о регалиях Мономаха и о происхождении русских князей от римского императора Августа. Отражённая в «Послании о Мономаховом венце» Спиридона-Саввы и в несколько более позднем «Сказании о князьях владимирских», она станет важным элементом государственной идеологии при Василии III и Иване IV. Любопытно, что, как отмечают исследователи, первоначальный текст легенды выдвигал в качестве потомков Августа не московских, а тверских великих князей.
При этом подобные идеи в период правления Ивана III не получили сколько-нибудь широкого распространения; так, например, показательно то, что новопостроенный Успенский собор сравнивался не с цареградской Святой Софией, а с владимирским Успенским собором; идея о происхождении московских князей от Августа вплоть до середины XVI века отражается лишь во внелетописных источниках. В целом, хотя эпоха Ивана III — это период зарождения значительной части государственной идеологии XVI века, нельзя говорить о какой-либо государственной поддержке этих идей. Летописи этого времени скудны идейным содержанием; в них не прослеживается сколько-нибудь единой идеологической концепции; появление таких идей — дело последующей эпохи.

## Церковная политика
Чрезвычайно важной частью внутренней политики Ивана III были его отношения с церковью.
Он относился к церковным вопросам очень серьёзно, что подтверждается тем фактом, что когда в 1478 году — 74 года спустя смерти — были обнаружены нетленные останки Великой княгини Марии Александровны, он лично приказал облачить их в новые ризы.

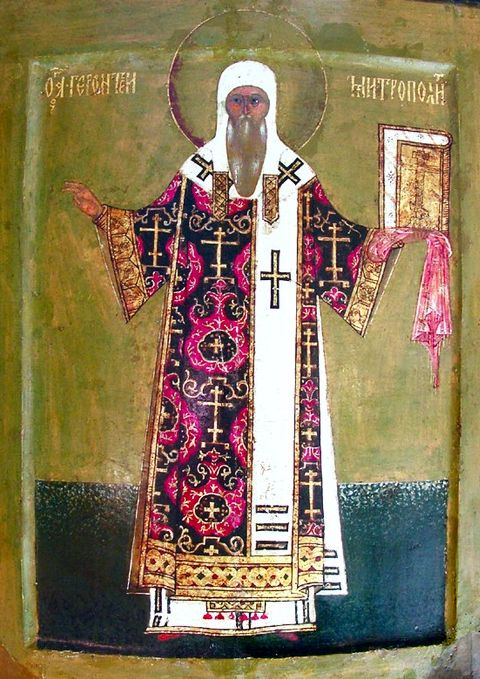
Митрополит Геронтий, кон. XVII в.

Основными событиями, характеризующими церковные дела во время его правления, можно назвать, во-первых, появление двух церковно-политических течений, по-разному относившихся к существовавшей на тот момент практике церковной жизни, и, во-вторых, появление, развитие и разгром так называемой «ереси жидовствующих». При этом на внутрицерковную борьбу неоднократно оказывали влияние как противоречия внутри великокняжеской семьи, так и внешние факторы. Помимо этого, определённую сложность в дела церкви вносила состоявшаяся в 1439 году Флорентийская уния и попытки Католической церкви вынудить Православную церковь к её признанию.

### Первые конфликты
Впервые великий князь вступил в конфликт с церковными властями в 1478 году, когда настоятель Кирилло-Белозерского монастыря Нифонт решил перейти от ростовского епископа Вассиана в прямое подчинение к удельному князю Михаилу Верейскому. При этом митрополит Геронтий поддержал настоятеля, а великий князь — епископа Вассиана; под давлением митрополит уступил. В том же году, покорив Новгород, великий князь провёл широкие конфискации земель богатейшей новгородской епархии. В 1479 году конфликт вновь обострился; поводом стала процедура освящения митрополитом Геронтием новопостроенного Успенского собора в Кремле. Вплоть до решения спора митрополиту было запрещено освящать храмы. Однако вскоре великому князю стало не до богословских тонкостей: в 1480 году на Русь двинулся хан Большой Орды Ахмат, Иван III был занят обороной страны, и спор пришлось отложить до 1482 года. К этому времени вопрос встал весьма остро ещё и потому, что из-за великокняжеского запрета многие новопостроенные церкви оставались неосвящёнными. Потеряв терпение, митрополит, оставив кафедру, уехал в Симонов монастырь, и лишь поездка к нему самого Ивана III с извинениями позволила временно погасить конфликт.
1483—1484 годы ознаменовались новой попыткой великого князя подчинить себе строптивого Геронтия. В ноябре 1483 года митрополит, сославшись на болезнь, вновь отбыл в Симонов монастырь. Однако на сей раз Иван III не поехал к Геронтию, а попытался сместить его, силой задержав при монастыре. Лишь через несколько месяцев митрополит вернулся на престол.
Тем временем в русской церкви зародились и получили некоторое распространение два течения, по-разному относившиеся к вопросу о церковной собственности. Последователи Нила Сорского, получившие наименование «нестяжателей», выступали за добровольный отказ церкви от богатств и переход к более бедной и аскетичной жизни. Их оппоненты, получившие наименование «иосифлян» («осифлян», по имени Иосифа Волоцкого), напротив, отстаивали право церкви на богатство (в частности, на земли). Вместе с тем, иосифляне выступали за соблюдение монастырских уставов, бедность и трудолюбие каждого монаха в отдельности.

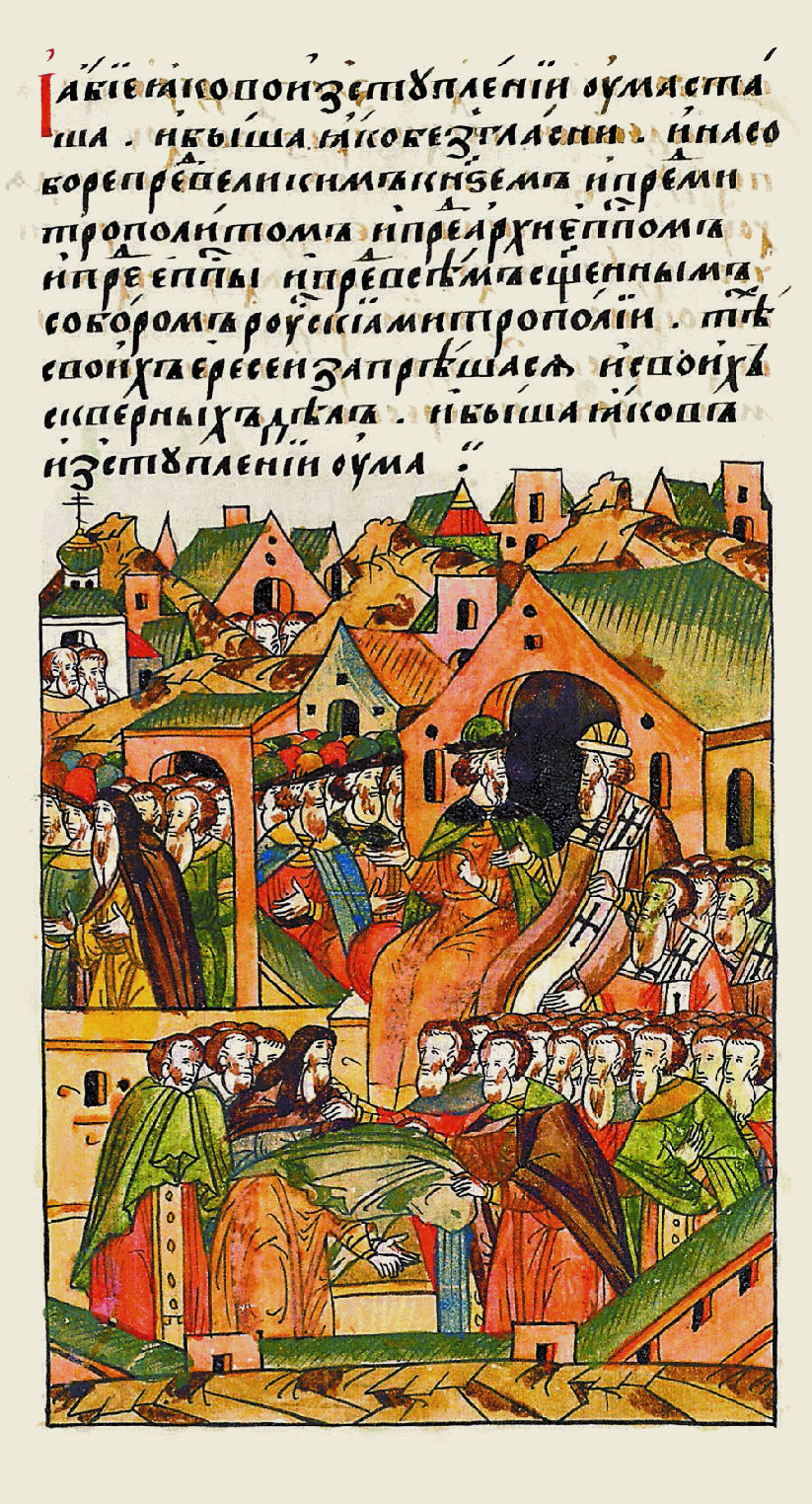
Собор 1490 г. Миниатюра летописного свода (XVI век)

### Ересь «жидовствующих» и собор 1490 года
В 1484 году Иван III назначил новгородским епископом своего давнего сторонника архимандрита Чудова монастыря Геннадия (Гонзова). Вскоре новоназначенный епископ забил тревогу: по его мнению, в Новгороде появилась и широко распространилась ересь (получившая в исторической литературе название «ересь жидовствующих»). Геннадий начал активную борьбу против неё, привлекая даже опыт католической инквизиции, однако здесь он натолкнулся на непредвиденные обстоятельства: некоторые из предполагаемых еретиков пользовались покровительством великого князя. Так, в частности, немалым влиянием на государственные дела обладал Фёдор Курицын; места священников в Успенском и Архангельском соборах занимали ещё двое еретиков — Денис и Алексей; с еретиками была связана жена наследника престола Ивана Ивановича — Елена Волошанка. Попытки Геннадия на основании показаний арестованных в Новгороде еретиков добиться ареста московских сторонников ереси не дали результата; Иван III не склонен был придавать делу о ереси большого значения. Тем не менее, Геннадию удалось привлечь на свою сторону ряд церковных иерархов; помимо прочих, его активно поддержал игумен Иосиф Волоцкий.
В мае 1489 года умер митрополит Геронтий. Старшим иерархом церкви стал архиепископ Геннадий, что сразу усилило позиции сторонников искоренения ереси. К тому же, 7 марта 1490 года умер наследник престола княжич Иван Иванович, женой которого была покровительница еретиков Елена Стефановна, в результате чего выросло влияние приверженцев ревнительницы православия Софьи Палеолог и княжича Василия. Тем не менее, 26 сентября 1490 года новым митрополитом стал недруг архиепископа Геннадия, Зосима (Иосиф Волоцкий, не стесняясь сильных выражений, упрекал Зосиму в ереси), а 17 октября был собран церковный собор.
Результатом собора стало осуждение ереси. Ряд видных еретиков был арестован; некоторые попали в заключение (их содержали в очень суровых условиях, ставших для многих смертельными), некоторые были выданы Геннадию и показательно провезены по Новгороду. Одна из новгородских летописей упоминает и более жестокие расправы: сожжения еретиков «на Духовском поле». Вместе с тем, некоторые сторонники ереси не были арестованы: так, не понёс наказания Фёдор Курицын.

### Дискуссия о церковном имуществе и окончательный разгром ереси
Собор 1490 года не привёл к полному уничтожению ереси, однако серьёзно ослабил позиции её сторонников. В последующие годы противники еретиков провели значительную пропагандистскую работу: так, между 1492 и 1504 годом было закончено «Сказание о новоявившейся ереси новгородских еретиков» Иосифа Волоцкого. В определённой мере это оживление церковной мысли было связано с наступлением 7000 года «от сотворения мира» (1492 год от Рождества Христова) и широким распространением ожидания конца света. Известно, что подобные настроения вызывали насмешки сторонников ереси, что привело, в свою очередь, к появлению разъяснительных сочинений деятелей церкви. Так, митрополитом Зосимой было написано «Изложение пасхалии» с расчётами церковных праздников на 20 лет вперёд. Ещё одним видом такой работы стал перевод дьяком Дмитрием Герасимовым на русский язык ряда католических антииудейских трактатов. Помимо антиеретических идей получили широкую известность, в частности, и мысли о недопустимости конфискации земель церкви: так, около 1497 года в Новгороде по поручению архиепископа Геннадия католическим монахом-доминиканцем Вениамином на эту тему был составлен трактат. Появление такого сочинения в Новгороде диктовалось прежде всего новгородской реальностью — конфискациями великим князем архиепископских земель.

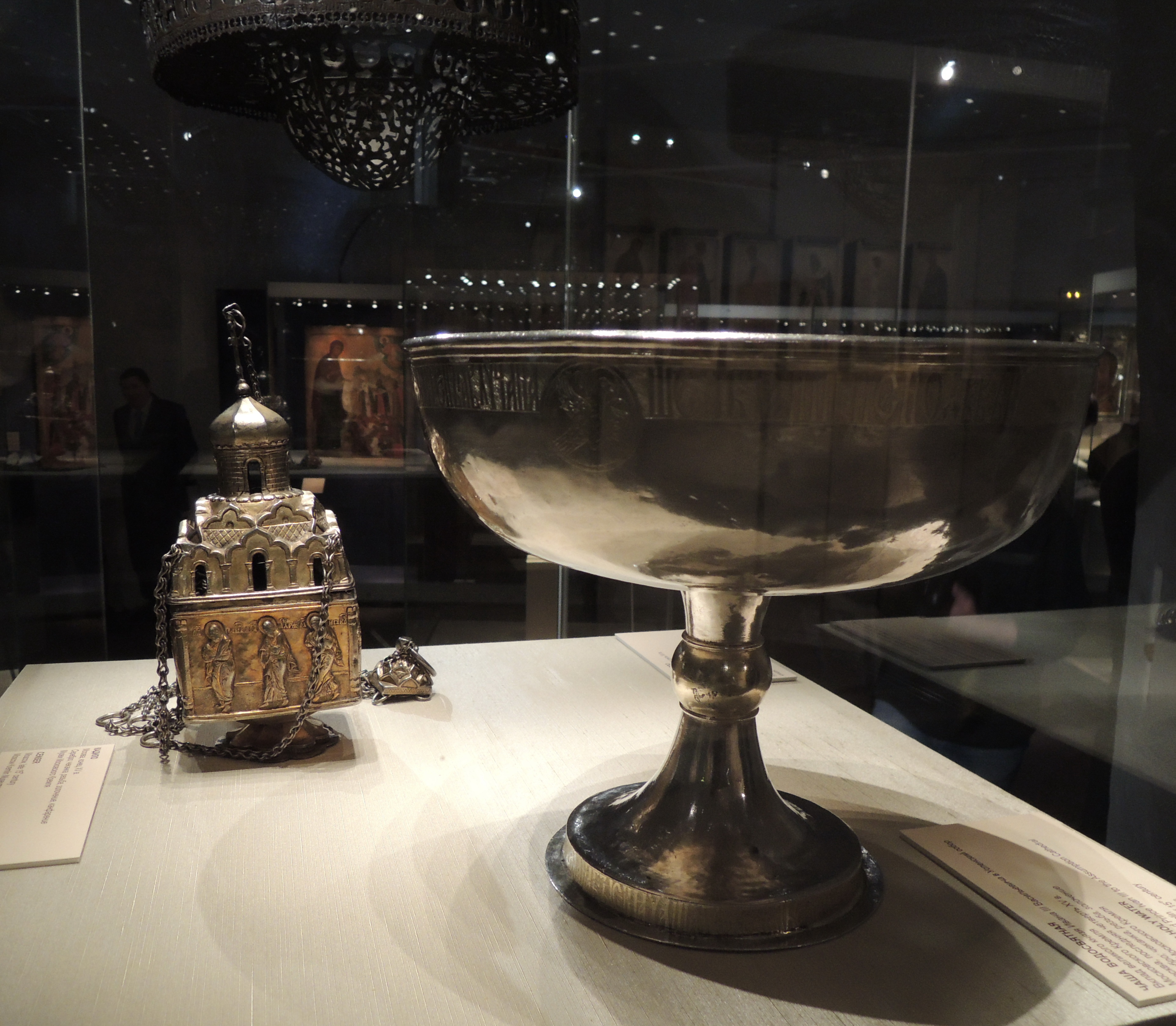
Чаша для святой воды. Вклад Ивана III в Успенский собор

В августе-начале сентября 1503 года был созван новый церковный собор. В его ходе были приняты важные решения, значительно менявшие повседневную церковную практику: в частности, были полностью отменены пошлины за поставление на церковные должности. Это решение, видимо, нашло поддержку среди нестяжателей. Кроме того, подобная практика неоднократно подвергалась критике со стороны еретиков. Тем не менее, был принят также ряд мер, предложенных и активно поддерживавшихся иосифлянами. После подписания соборного приговора (Иван III скрепил его собственной печатью, что подчёркивало важность нововведений) собор шёл к своему логическому завершению; из столицы даже успел уехать вызванный неотложными делами Иосиф Волоцкий. Однако неожиданно Нилом Сорским на обсуждение был поставлен вопрос о том, достойно ли монастырям владеть вотчинами. В ходе разгоревшейся дискуссии нестяжателям и иосифлянам не удалось прийти к единому мнению. В конечном итоге, попытка нестяжателей убедить иерархов церкви в своей правоте провалилась, несмотря на явную симпатию великого князя к идее секуляризации земель.
Собор 1503 года, занятый прежде всего внутрицерковными проблемами, не решил окончательно вопрос о ереси; вместе с тем, к этому времени положение еретиков на княжеском дворе было как никогда шатким. После ареста в 1502 году их покровительницы Елены Волошанки и провозглашения Василия Ивановича, сына поборницы православия Софьи Палеолог, наследником, сторонники ереси в значительной степени утратили влияние при дворе. Более того, и сам Иван наконец прислушался к мнению духовенства; Иосиф Волоцкий в дошедшем до нас послании к духовнику Ивана III упоминает даже о покаянии великого князя и обещании наказать еретиков. В 1504 году в Москве был созван новый церковный собор, осудивший видных деятелей ереси на смерть. 27 декабря 1504 года в Москве были сожжены главные еретики; казни прошли также в Новгороде. Столь жестокая расправа вызвала неоднозначную реакцию, в том числе и среди духовенства; Иосиф Волоцкий был вынужден выступить со специальным посланием, подчёркивавшим законность произошедших казней.

## Семья и вопрос престолонаследия

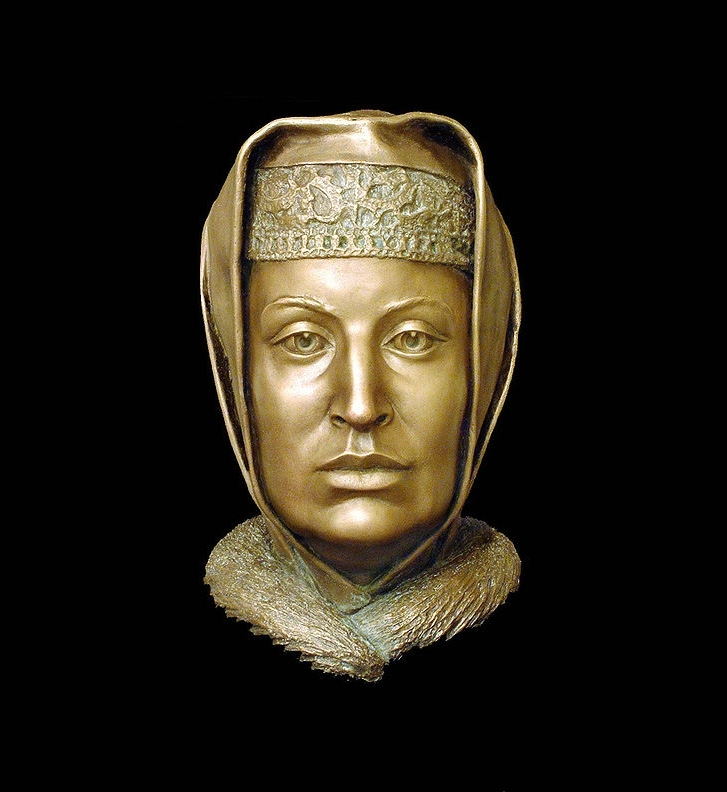
Софья Палеолог. Реконструкция С. А. Никитина, 1994 г.

Первой женой великого князя Ивана стала его троюродная сестра Мария Борисовна, дочь тверского князя Бориса Александровича. 15 февраля 1458 года в семье великого князя родился сын Иван. Великая княгиня, обладавшая кротким характером, умерла 22 апреля 1467 года, не достигнув и тридцатилетнего возраста. По слухам, появившимся в столице, Мария Борисовна была отравлена; дьяк Алексей Полуектов, чья жена Наталья, опять же по слухам, была как-то замешана в истории с отравлением и обращалась к ворожеям, попал в опалу. Великая княгиня была похоронена в Кремле, в Вознесенском женском монастыре. Иван, находившийся в это время в Коломне, на похороны жены не приехал.
Через два года после смерти своей первой супруги великий князь решил жениться вновь. После совещания со своей матерью, а также с боярами и митрополитом он решил дать согласие на недавно полученное от папы римского предложение вступить в брак с византийской царевной Софьей (Зоей), племянницей последнего императора Византии, Константина XI, погибшего в 1453 году при взятии Константинополя турками. Отец Софьи, Фома Палеолог, последний правитель Морейского деспотата, бежал от наступающих турок в Италию вместе со своей семьёй; его дети пользовались папским покровительством. Переговоры, продолжавшиеся в течение трёх лет, закончились, в конечном итоге, приездом Софьи. 12 ноября 1472 года великий князь обвенчался с ней в кремлёвском Успенском соборе. Попытки папского двора воздействовать через Софью на Ивана и убедить его в необходимости признать унию полностью провалились.

### Борьба наследников
С течением времени второй брак великого князя стал одним из источников напряжённости при дворе. Достаточно скоро сложились две группировки придворной знати, одна из которых поддерживала наследника престола — Ивана Ивановича Молодого, а вторая — новую великую княгиню Софью Палеолог. В 1476 году венецианский дипломат А. Контарини отмечал, что наследник «в немилости у отца, так как нехорошо ведёт себя с деспиной» (Софьей), однако уже с 1477 года Иван Иванович упоминается как соправитель отца; в 1480 году он сыграл важную роль в ходе столкновения с Ордой и «стояния на Угре». В последующие годы великокняжеская семья значительно увеличилась: Софья родила великому князю в общей сложности девятерых детей — пятерых сыновей и четырёх дочерей.
Тем временем, в январе 1483 года вступил в брак и наследник престола, Иван Иванович Молодой. Его женой стала дочь господаря Молдовы Стефана Великого, Елена. 10 октября 1483 года у них родился сын Дмитрий. После присоединения Твери в 1485 году Иван Молодой назначается отцом тверским князем; в одном из источников этого периода Иван III и Иван Молодой именуются «самодержцами Русской земли». Таким образом, в течение всех 1480-х годов положение Ивана Ивановича как законного наследника было вполне прочным. Положение же сторонников Софьи Палеолог было намного менее выгодным. Так, в частности, великой княгине не удалось добыть государственных должностей для своих родственников; её брат Андрей убыл из Москвы ни с чем, а племянница Мария, супруга князя Василия Верейского (наследника Верейско-Белозёрского княжества), была вынуждена бежать в Литву вместе с мужем, что отразилось и на положении Софьи.
Однако к 1490 году в действие вступили новые обстоятельства. Сын великого князя, наследник престола Иван Иванович заболел «камчюгою в ногах» (подагрой). Софья выписала из Венеции лекаря — «мистро Леона», который самонадеянно пообещал Ивану III вылечить наследника престола; тем не менее, все старания врача оказались бессильны, и 7 марта 1490 года Иван Молодой скончался. Врач был казнён, а по Москве поползли слухи об отравлении наследника; спустя сто лет эти слухи, уже в качестве неоспоримых фактов, записал Андрей Курбский. Современные историки относятся к гипотезе об отравлении Ивана Молодого как к непроверяемой за недостатком источников.

### Заговор Владимира Гусева и коронация Дмитрия-внука

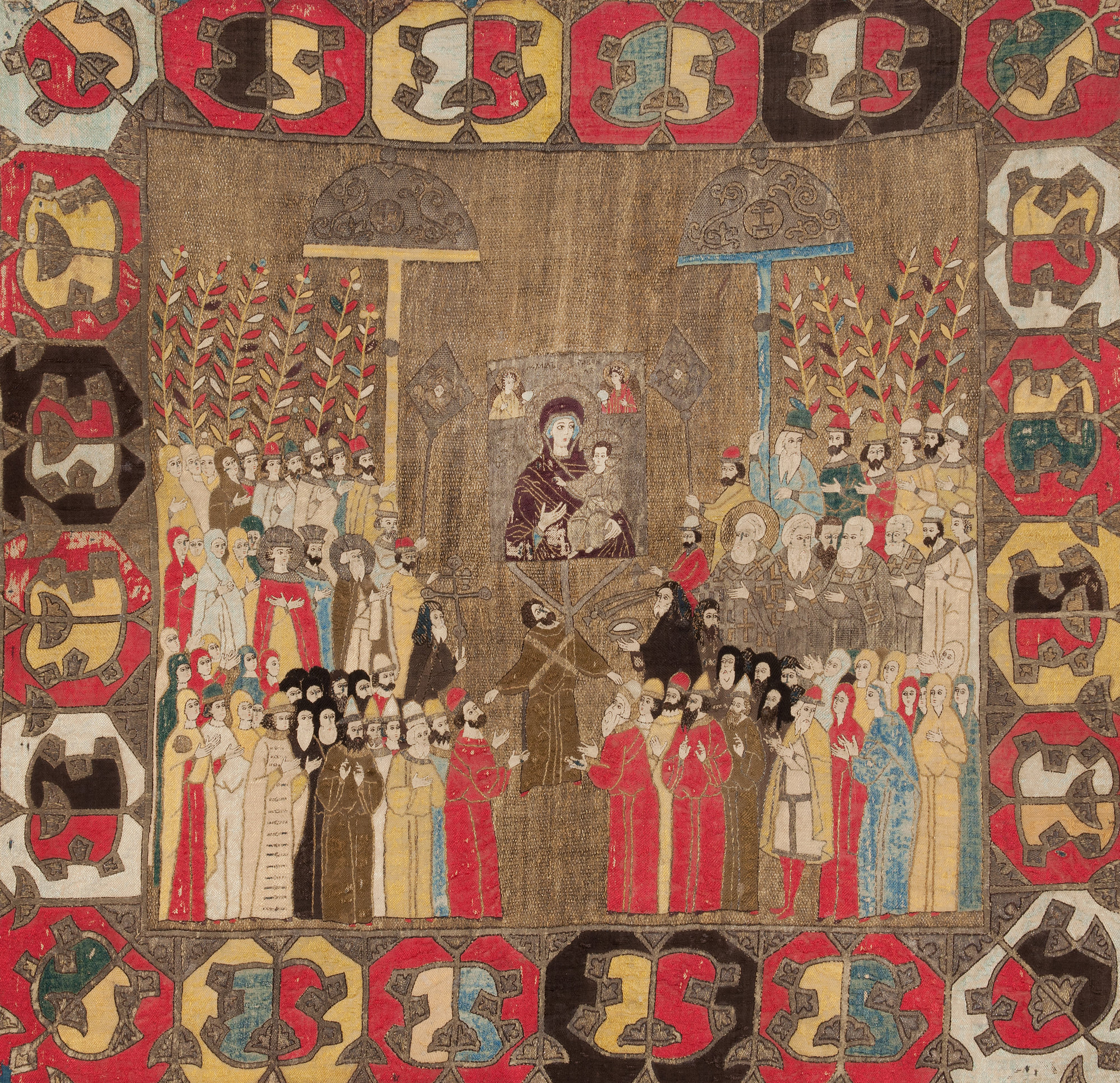
«Пелена Елены Волошанки». Вероятней всего, изображён торжественный выход великого князя Ивана III на вербное воскресенье 8.4.1498 года с семейством во время коронации Дмитрия Внука (сына Елены) соправителем

После смерти Ивана Молодого наследником престола стал его сын, внук Ивана III, Дмитрий. В течение нескольких последующих лет продолжалась борьба между его сторонниками и приверженцами Василия Ивановича. К 1497 году эта борьба серьёзно обострилась. Этому обострению способствовало решение великого князя короновать своего внука, присвоив ему титул великого князя и решив таким образом вопрос о престолонаследии. Разумеется, сторонников Василия действия Ивана III категорически не устраивали. В декабре 1497 года был раскрыт серьёзный заговор, ставивший своей целью мятеж княжича Василия против своего отца. Помимо «отъезда» Василия и расправы над Дмитрием заговорщики предполагали также захватить великокняжескую казну (находившуюся на Белоозере). Заговор не нашёл поддержки среди высшего боярства; заговорщики, хотя и происходили из довольно знатных семей, тем не менее, не входили в ближайшее окружение великого князя. Результатом заговора стала опала Софьи, которую, как выяснило следствие, посещали колдуньи и ворожеи; княжич Василий был посажен под домашний арест. Главные заговорщики из числа детей боярских (Афанасий Еропкин, Щавей Скрябин сын Травин, Владимир Гусев), а также связанные с Софьей «бабы лихие» были казнены, некоторые заговорщики попали в тюрьму.
4 февраля 1498 года в Успенском соборе прошла коронация княжича Дмитрия. В присутствии митрополита и высших иерархов церкви, бояр и членов великокняжеской семьи (за исключением Софьи и Василия Ивановича, которых на церемонию не пригласили) Иван III «благословил и пожаловал» внука великим княжением. На Дмитрия были возложены бармы и Шапка Мономаха, а после коронации в его честь был дан «пир великий». Уже во второй половине 1498 года новый титул Дмитрия («великий князь») используется в официальных документах. Коронация Дмитрия-внука оставила заметный след в церемониале московского двора (так, в частности, «Чин венчания Дмитрия-внука», описывающий церемонию, повлиял на чин венчания, разработанный в 1547 году для коронации Ивана IV), а также получила отражение в ряде внелетописных памятников (прежде всего в «Сказании о князьях Владимирских», идеологически обосновывавшем права московских государей на русские земли).

### Переход власти к Василию Ивановичу
Коронация Дмитрия-внука не принесла ему победы в схватке за власть, хотя и усилила позиции. Однако борьба между партиями двух наследников продолжалась; Дмитрий не получил ни удела, ни реальной власти. Тем временем внутриполитическая ситуация в стране обострилась: в январе 1499 года по приказу Ивана III был арестован и осуждён на смерть ряд бояр — князь Иван Юрьевич Патрикеев, его дети, князья Василий и Иван, и его зять, князь Семён Ряполовский. Все вышеперечисленные входили в состав боярской верхушки; И. Ю. Патрикеев был двоюродным братом великого князя, носил боярский чин в течение 40 лет и на момент ареста возглавлял Боярскую Думу. За арестом последовала казнь Ряполовского; жизнь Патрикеевых спасло заступничество митрополита Симона — Семёну Ивановичу и Василию было позволено постричься в монахи, а Иван был посажен «за приставы» (под домашний арест). Спустя месяц после этого был арестован и казнён князь Василий Ромодановский. В источниках нет указания на причины опалы бояр; не вполне ясно также и то, была ли она связана с какими-либо разногласиями по внешней или внутренней политике, либо с династической борьбой в великокняжеской семье; в историографии также бытуют самые различные мнения по этому поводу.
К 1499 году Василию Ивановичу удалось, очевидно, частично вернуть себе доверие отца: в начале этого года Иван III объявил псковским посадникам, что «де я, князь великий Иван, сына своего пожаловал великого князя Василия, дал емоу Новгород и Псков». Однако эти действия не нашли понимания у псковичей; конфликт был разрешён лишь к сентябрю.
В 1500 году началась очередная русско-литовская война. 14 июля 1500 года при Ведроши русские войска нанесли силам Великого княжества Литовского серьёзное поражение. Именно к этому периоду относится летописное известие об отъезде Василия Ивановича к Вязьме и о серьёзных переменах в отношении великого князя к наследникам. В историографии нет единого мнения о том, как трактовать это сообщение; высказываются, в частности, как предположения об «отъезде» Василия от отца и попытке литовцев захватить его, так и мнения о готовности Василия перейти на сторону Великого княжества Литовского. В любом случае, 1500 год стал периодом роста влияния Василия; в сентябре он уже именуется великим князем «всея Руси», а к марту 1501 года к нему переходит руководство судом на Белоозере.
Наконец, 11 апреля 1502 года династическая схватка подошла к своему логическому завершению. По словам летописи, Иван III «положил опалу на внука своего великого князя Дмитрея и на матерь его на великую княгиню Елену, и от того дни не велел их поминати в ектеньях и литиах, ни нарицати великым князем, и посади их за приставы». Через несколько дней Василий Иванович был пожалован великим княжением; вскоре Дмитрий-внук и его мать Елена Волошанка были переведены из-под домашнего ареста в заточение. Таким образом, борьба внутри великокняжеской семьи завершилась победой княжича Василия; он превратился в соправителя отца и законного наследника огромной державы. Падение Дмитрия-внука и его матери предопределило также судьбу московско-новгородской ереси: церковный Собор 1503 года окончательно разгромил её; ряд еретиков были казнены. Что же касается судьбы самих проигравших династическую борьбу, то она была печальной: 18 января 1505 года в заточении умерла Елена Стефановна, а в 1509 году «в нужи, в тюрме» умер и сам Дмитрий. «Одни полагают, что он погиб от голода и холода, другие — что он задохнулся от дыма» — сообщал Герберштейн по поводу его смерти.

## Кончина великого князя

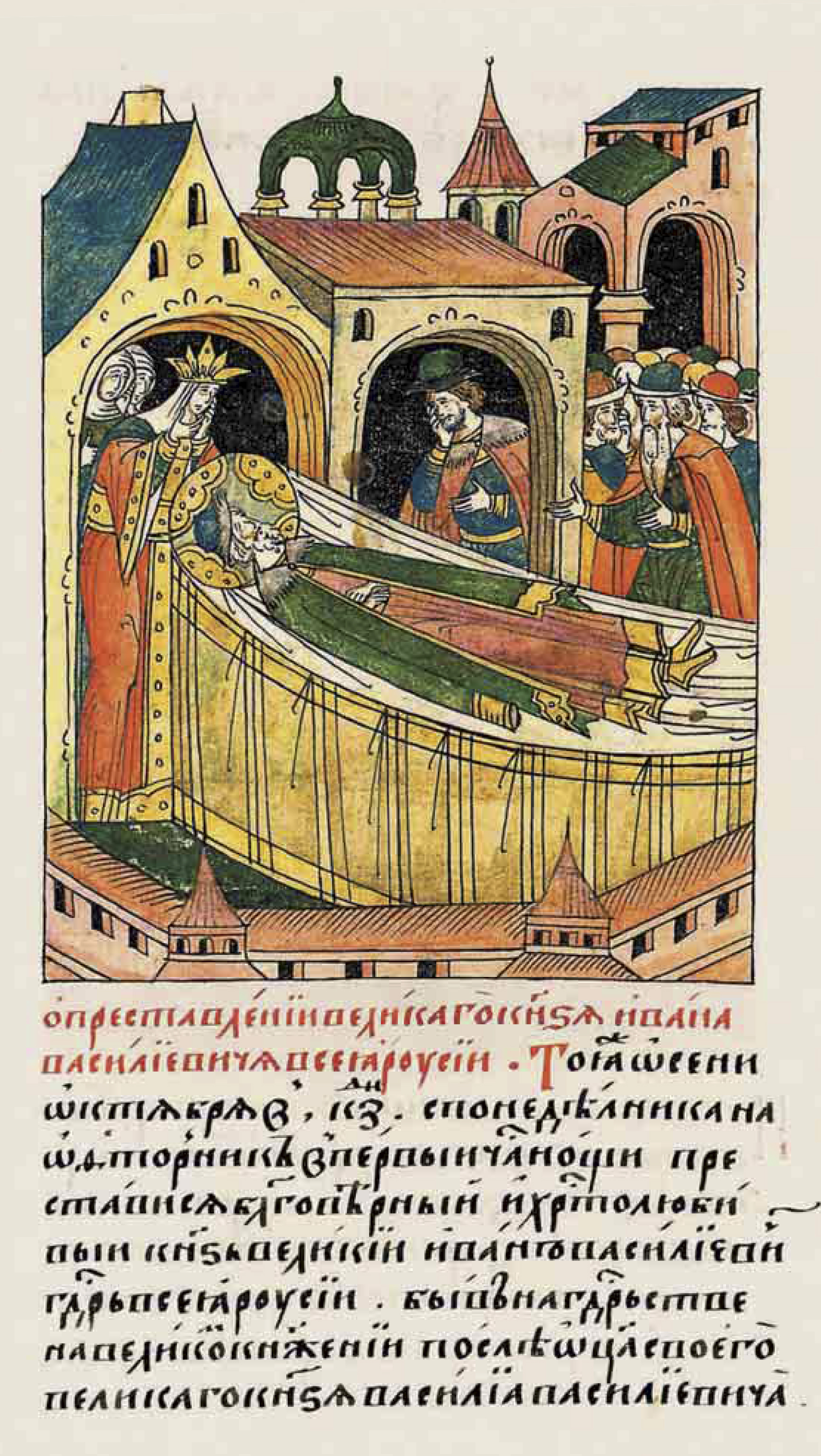
Смерть Ивана III

Летом 1503 года Иван III серьёзно заболел. Незадолго до этого (7.4.1503 года) умерла его жена — Софья Палеолог. Оставив дела, великий князь отправился в поездку по монастырям, начав с Троице-Сергиевого. Однако его состояние продолжало ухудшаться: он ослеп на один глаз; наступил частичный паралич одной руки и одной ноги. Однако, несмотря на болезнь, он продолжает руководить страной ещё 1,5 года и 27 октября 1505 года в час ночи (как указывает тот же Карамзин) великий князь Иван III скончался. По сообщению В. Н. Татищева (впрочем, неясно, насколько достоверному), великий князь, призвав перед смертью к своей постели духовника и митрополита, тем не менее, отказался постричься в монахи. Как отмечала летопись, «государь всея Русии быв на государьстве великом княженьи… лет 43 и 7 месяць, а всех лет живота его 65 и 9 месяц». После смерти Ивана III была проведена традиционная амнистия. Похоронен великий князь был в Архангельском соборе Московского Кремля.

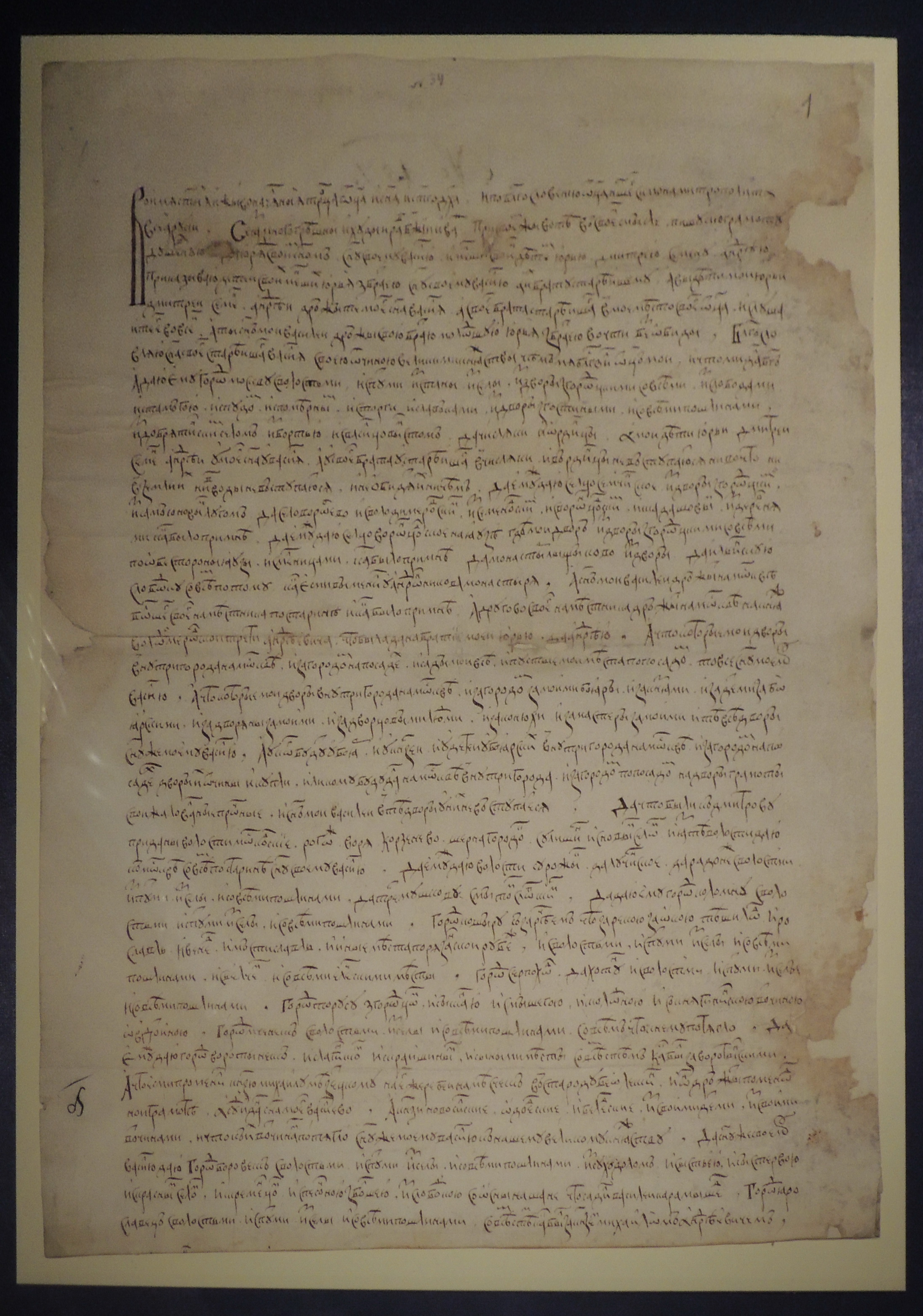
Завещание Ивана III (до 16 июня 1505). РГАДА

Согласно духовной грамоте, великокняжеский трон переходил к Василию Ивановичу, прочие сыновья Ивана получали удельные города. Однако, хотя удельная система фактически восстанавливалась, она значительно отличалась от предшествующего периода: новый великий князь получал куда больше земель, прав и преимуществ, чем его братья; особенно заметен контраст с тем, что получил в своё время сам Иван. В. О. Ключевский отмечал следующие преимущества великокняжеской доли:
- Великий князь теперь владел столицей единолично, выдавая братьям из своего дохода по 100 рублей (раньше наследники владели столицей совместно)
- Право суда в Москве и Подмосковье принадлежало теперь только великому князю (раньше каждый из князей имел такое право в своей части подмосковных сёл)
- Право чеканить монету теперь имел только великий князь
- Теперь владения умершего бездетным удельного князя переходили непосредственно к великому князю (раньше такие земли делились между оставшимися братьями по усмотрению матери).

Таким образом, восстановленная удельная система заметно отличалась от удельной системы прежних времён: помимо увеличения великокняжеской доли при разделе страны (Василий получил более 60 городов, а четырём его братьям досталось не более 30), великий князь сосредоточил в своих руках и политические преимущества.

## Характер и внешность

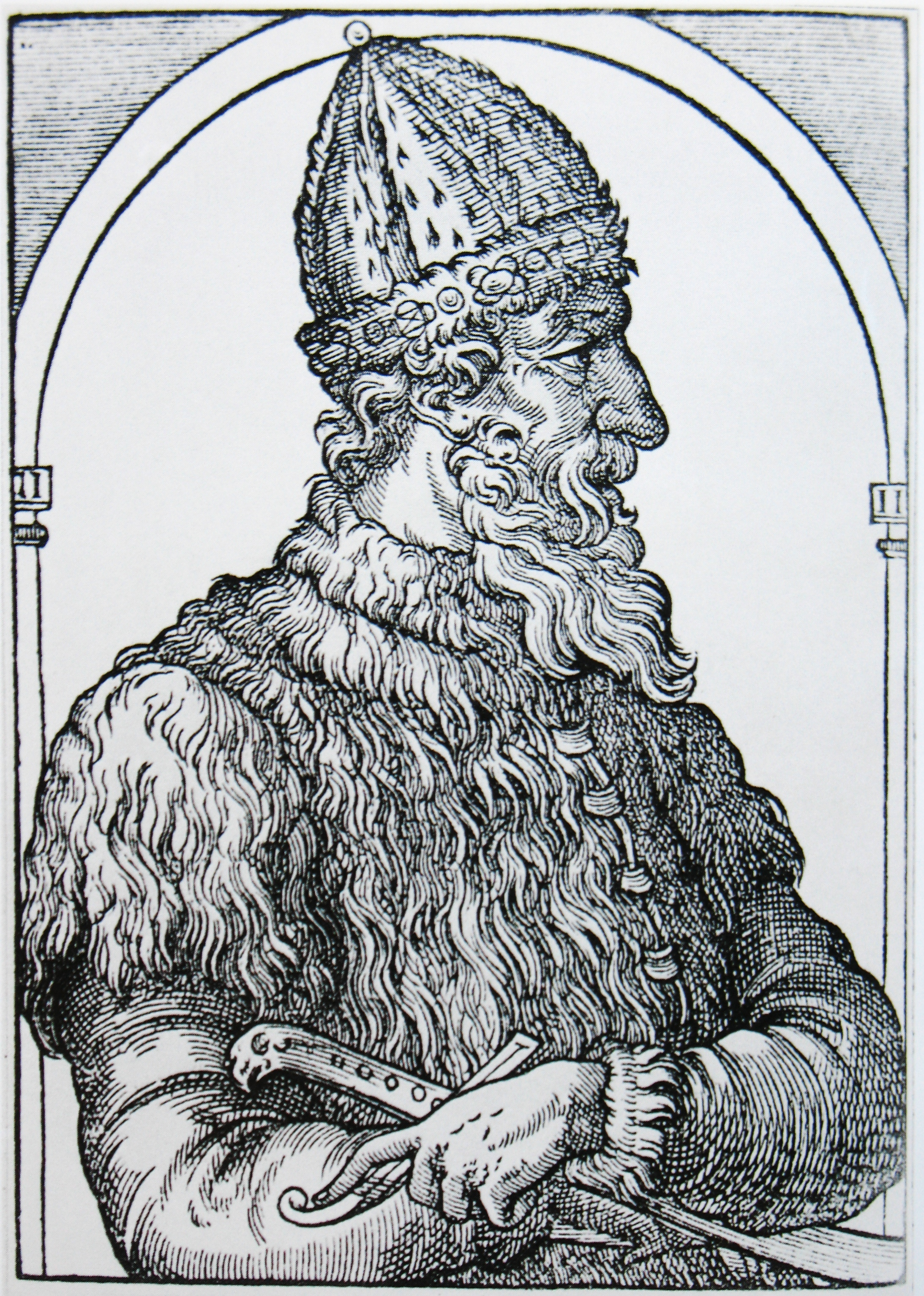
Иван III Васильевич. Гравюра из «Космографии» А. Теве, 1575 год

До нашего времени дошло описание внешности Ивана III, сделанное венецианцем А. Контарини, в 1476 году посетившего Москву и удостоенного встречи с великим князем. По его словам, Иван был «высок, но худощав; вообще он очень красивый человек». Холмогорский летописец упомянул прозвище Ивана — Горбатый, что, возможно, говорит о том, что Иван сутулился — и это, в принципе, всё, что нам известно о внешнем облике великого князя. Одно прозвище, данное современниками, — «Великий» — в настоящее время используется наиболее часто. Помимо этих двух прозвищ, до нас дошли ещё два прозвища великого князя: «Грозный» (впоследствии это прозвище перейдёт к его внуку Ивану IV) и «Правосуд».
О характере и привычках Ивана Васильевича тоже известно мало. Историк Д. И. Иловайский в своих работах отмечал «суровый, деспотичный, крайне осторожный и вообще мало привлекательный характер» личности Ивана III. С. Герберштейн, побывавший в Москве уже при Василии III, писал об Иване: «…Для женщин он был до такой степени грозен, что если какая из них случайно попадалась ему навстречу, то от взгляда его только что не лишалась жизни». Не обошёл он вниманием и традиционный порок русских князей — пьянство: «во время обеда он по большей части до такой степени предавался опьянению, что его одолевал сон, причём все приглашённые были меж тем поражены страхом и молчали; по пробуждении он обыкновенно протирал глаза и тогда только начинал шутить и проявлять весёлость по отношению к гостям». Автор одной литовской хроники писал об Иване, что он был «муж сердца смелого и рицер валечный» — что, вероятно, было некоторым преувеличением, так как великий князь предпочитал не ходить в походы сам, а посылать своих полководцев. С. Герберштейн по тому же поводу писал, что «великий Стефан, знаменитый палатин Молдавии, часто вспоминал про него на пирах, говоря, что тот, сидя дома и предаваясь сну, умножает свою державу, а сам он, ежедневно сражаясь, едва в состоянии защитить границы».
Известно, что Иван III весьма прислушивался к советам боярской думы; дворянин Иван Берсень-Беклемишев (казнён при Василии III) писал, что великий князь «против собя стречю (возражения) любил и тех жаловал, которые против его говаривали». Андрей Курбский тоже отмечал любовь монарха к боярским советам; впрочем, судя по словам оппонента Курбского по переписке, Ивана IV, отношения Ивана III с боярами были отнюдь не идиллическими.
Характеристика религиозных взглядов Ивана также наталкивается на недостаток данных. Известно, что в течение длительного времени его поддержкой пользовались еретики-вольнодумцы: двое новгородских еретиков (Денис и Алексей) были назначены в кремлёвские соборы; при дворе пользовался немалым влиянием Фёдор Курицын; в 1490 году митрополитом был избран Зосима, которого некоторые церковные деятели считали сторонником ереси. Судя по одному из писем Иосифа Волоцкого, Иван знал о связях своей снохи, Елены Волошанки, с еретиками.

## Итоги правления
Главным итогом правления Ивана III стало объединение вокруг Москвы бо́льшей части русских земель. Под рукой великого князя были объединены: Новгородская земля, долгое время бывшая соперником Москвы, Тверское княжество, Ярославское, Ростовское и частично Рязанское княжества, Вятская земля. После успешных войн с Великим княжеством Литовским власть Великого князя всея Руси распространилась на Верховские княжества, Новгород-Северский, Чернигов, Брянск, Путивль, Курск и ещё ряд городов (составлявших до войны около трети территории Великого княжества Литовского); умирая, Иван III передал своему преемнику в несколько раз бо́льшие земли, чем принял сам. По замечанию А. Е. Преснякова, смыслом этих процессов было не собирание земель, а «собирание власти» в руках великого князя. Кроме того, именно при великом князе Иване III Русское государство становится полностью независимым: в результате «стояния на Угре» власть ордынского хана над Русью, длившаяся с 1243 года, полностью прекращается. При этом Русским государством был заимствован ордынский военно-административный стиль управления, в результате чего, по словам Н. С. Борисова «холопство великого князя перед ханом сменилось холопством всех перед великим князем».
Годы правления Ивана III также ознаменовались успехами во внутренней политике. В ходе проведённых реформ был принят свод законов страны — «Судебник» 1497 года. В это же время закладываются основы приказной системы управления, а также появляется поместная система. Были продолжены централизация страны и ликвидация раздроблённости; правительство вело достаточно жёсткую борьбу с сепаратизмом удельных князей. Эпоха правления Ивана III стала временем культурного подъёма. Возведение новых зданий (в частности, московского Успенского собора), расцвет летописания, появление новых идей — всё это свидетельствует о значительных успехах в области культуры.
К негативным аспектам правления Ивана III историки относят усиление деспотичной самодержавной власти и чрезмерное использование насилия в решении государственных дел. Так, по словам историка XIX века Н. И. Костомарова власть Ивана Васильевича «переходила в азиатский деспотизм, превращающий всех подчинённых в боязливых и безгласных рабов», а проводимые им репрессии привели к тому, что в обществе начал «господствовать бессмысленный страх перед силою, а не сознательное уважение к законной власти». Одной из причин подобного развития событий Костомаров видит в том, что «возвышая единовластие, Иван не укреплял его чувством законности». По словам канд. ист. наук А. В. Воробьёва нарождающееся самодержавие принимало патримониальную форму — правитель играл символическую роль отца по отношению к подданным, не только диктуя им свою волю, но и обеспечивая защиту. Как отмечает историк Н. С. Борисов, одним из средств усиления авторитета центральной княжеской власти были «жестокие расправы с теми, кто так или иначе становился на её пути», а саму систему самодержавной власти «пришлось создавать на костях недовольных». В результате «любое сопротивление державной воле государя отныне рассматривалось как государственное преступление и влекло за собой суровое наказание». А. Е. Пресняков писал, что новая самодержавная власть выросла «на развалинах традиционного строя отношений, освящённого вековыми навыками моральных и правовых воззрений», перестроив их таким образом, что в обществе развилась мысль об абсолютной власти князя «самодержавном в своём абсолютизме, в своей свободе от всяких традиционных норм, кроме одной — своей владельческой воле».

## Семья
1. Мария Борисовна — 1-я жена. Дети:

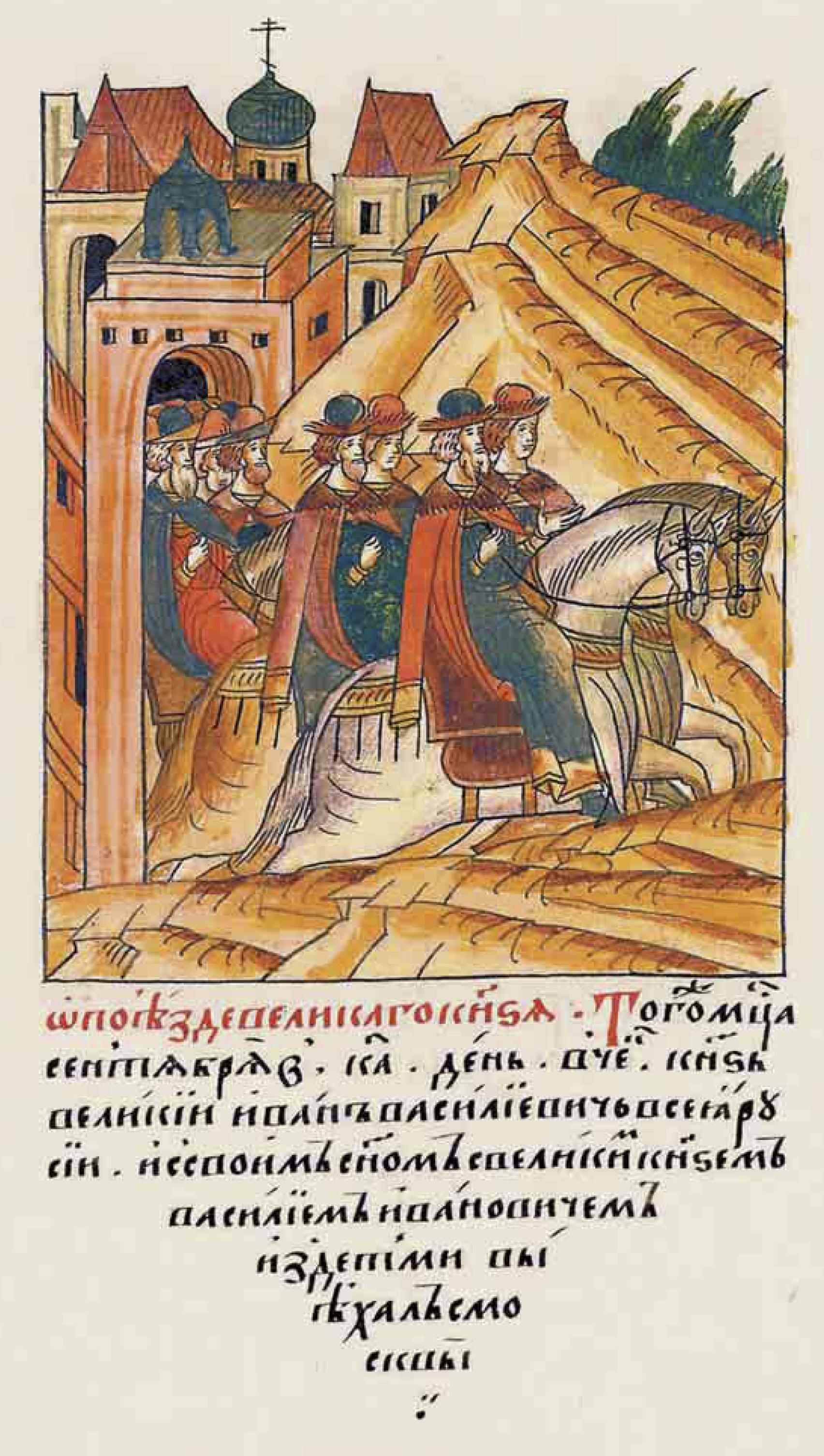
Князь с сыном Василием и младшими сыновьями отправляется к Троице в Сергиев Посад

  1. Предположительно Инокиня Александра (умерла в 1525). Имя в миру неизвестно. Возможно, она же — одна из Елен от следующего брака[113].
  2. Иван Иванович Молодой (15 февраля 1458 — 7 марта 1490). Жена — Елена Волошанка (предположительно родилась в 1464—1466 годах, умерла 18 января 1505), сын — Дмитрий Иванович Внук (10 октября 1483 — 14 февраля 1509).
2. Софья Палеолог — 2-я жена. Дети:
  1. † Анна (1474), умерла во младенчестве.
  2. † Елена (1475), умерла во младенчестве.
  3. Феодосия (1475 — ?).
  4. Елена (19 мая 1476 — 20 января 1513) — супруга великого князя Литовского и короля Польши Александра Ягеллона.
  5. Василий III (25 марта 1479 — 3 декабря 1533).
  6. Юрий (23 марта 1480 — 8 марта 1536) — князь дмитровский.
  7. Дмитрий Жилка (6 октября 1481 — 14 февраля 1521) — князь углицкий.
  8. Елена (8 апреля 1484 — ?).
  9. Феодосия (29 мая 1485 — 12 февраля 1501) — c 1500 года, супруга князя и московского воеводы Василия Даниловича Холмского.
  10. Семён (21 марта 1487 — 26 июня 1518) — князь калужский.
  11. Андрей (5 августа 1490 — 11 декабря 1537) — князь старицкий.
  12. Евдокия (около февраля 1492—1513) — с 25 января 1506 года супруга татарского царевича Худай-Кула (Кудайкула), в крещении Петра Ибрагимовича[114].

## Предки
| \| \| \| \| \| \| \| \| \| \| \| \| \| \| \| \| \| \| \| \| Иван II Иванович Красный \| \| \| \| \| \| \| \| \| \| \| \| \| \| \| \| \| \| \| \| \| \| \| \| \| \| \| \| \| \| \| \| \| \| \| \| \| \| \| \| \| \| \| \| \| \| \| \| \| \| \| \| \| \| Дмитрий Иванович Донской \| \| \| \| \| \| \| \| \| \| \| \| \| \| \| \| \| \| \| \| \| \| \| \| \| \| \| \| \| \| \| \| \| \| \| \| \| \| \| \| \| \| \| \| \| \| \| \| \| \| \| \| \| \| Александра Вельяминова \| \| \| \| \| \| \| \| \| \| \| \| \| \| \| \| \| \| \| \| \| \| \| \| \| \| \| \| \| \| \| \| \| \| \| \| \| \| \| \| \| \| \| \| \| \| \| \| \| \| \| \| \| \| Василий I Дмитриевич \| \| \| \| \| \| \| \| \| \| \| \| \| \| \| \| \| \| \| \| \| \| \| \| \| \| \| \| \| \| \| \| \| \| \| \| \| \| \| \| \| \| \| \| \| \| \| \| \| \| \| \| \| \| Дмитрий Константинович Суздальский \| \| \| \| \| \| \| \| \| \| \| \| \| \| \| \| \| \| \| \| \| \| \| \| \| \| \| \| \| \| \| \| \| \| \| \| \| \| \| \| \| \| \| \| \| \| \| \| \| \| \| \| \| \| Евдокия Дмитриевна Суздальская \| \| \| \| \| \| \| \| \| \| \| \| \| \| \| \| \| \| \| \| \| \| \| \| \| \| \| \| \| \| \| \| \| \| \| \| \| \| \| \| \| \| \| \| \| \| \| \| \| \| \| \| \| \| Василиса Константиновна Ростовская \| \| \| \| \| \| \| \| \| \| \| \| \| \| \| \| \| \| \| \| \| \| \| \| \| \| \| \| \| \| \| \| \| \| \| \| \| \| \| \| \| \| \| \| \| \| \| \| \| \| \| \| \| \| Василий II Тёмный \| \| \| \| \| \| \| \| \| \| \| \| \| \| \| \| \| \| \| \| \| \| \| \| \| \| \| \| \| \| \| \| \| \| \| \| \| \| \| \| \| \| \| \| \| \| \| \| \| \| \| \| \| \| Кейстут Литовский \| \| \| \| \| \| \| \| \| \| \| \| \| \| \| \| \| \| \| \| \| \| \| \| \| \| \| \| \| \| \| \| \| \| \| \| \| \| \| \| \| \| \| \| \| \| \| \| \| \| \| \| \| \| Витовт \| \| \| \| \| \| \| \| \| \| \| \| \| \| \| \| \| \| \| \| \| \| \| \| \| \| \| \| \| \| \| \| \| \| \| \| \| \| \| \| \| \| \| \| \| \| \| \| \| \| \| \| \| \| Бирута \| \| \| \| \| \| \| \| \| \| \| \| \| \| \| \| \| \| \| \| \| \| \| \| \| \| \| \| \| \| \| \| \| \| \| \| \| \| \| \| \| \| \| \| \| \| \| \| \| \| \| \| \| \| Софья Витовтовна \| \| \| \| \| \| \| \| \| \| \| \| \| \| \| \| \| \| \| \| \| \| \| \| \| \| \| \| \| \| \| \| \| \| \| \| \| \| \| \| \| \| \| \| \| \| \| \| \| \| \| \| \| \| Анна \| \| \| \| \| \| \| \| \| \| \| \| \| \| \| \| \| \| \| \| \| \| \| \| \| \| \| \| \| \| \| \| \| \| \| \| \| \| \| \| \| \| \| \| \| \| \| \| \| \| \| \| \| \| Иван III \| \| \| \| \| \| \| \| \| \| \| \| \| \| \| \| \| \| \| \| \| \| \| \| \| \| \| \| \| \| \| \| \| \| \| \| \| \| \| \| \| \| \| \| \| \| \| \| \| \| \| \| \| \| Андрей Иванович Серпуховской \| \| \| \| \| \| \| \| \| \| \| \| \| \| \| \| \| \| \| \| \| \| \| \| \| \| \| \| \| \| \| \| \| \| \| \| \| \| \| \| \| \| \| \| \| \| \| \| \| \| \| \| \| \| Владимир Андреевич Храбрый \| \| \| \| \| \| \| \| \| \| \| \| \| \| \| \| \| \| \| \| \| \| \| \| \| \| \| \| \| \| \| \| \| \| \| \| \| \| \| \| \| \| \| \| \| \| \| \| \| \| \| \| \| \| Ярослав Владимирович Боровский \| \| \| \| \| \| \| \| \| \| \| \| \| \| \| \| \| \| \| \| \| \| \| \| \| \| \| \| \| \| \| \| \| \| \| \| \| \| \| \| \| \| \| \| \| \| \| \| \| \| \| \| \| \| Ольгерд Литовский \| \| \| \| \| \| \| \| \| \| \| \| \| \| \| \| \| \| \| \| \| \| \| \| \| \| \| \| \| \| \| \| \| \| \| \| \| \| \| \| \| \| \| \| \| \| \| \| \| \| \| \| \| \| Елена Литовская \| \| \| \| \| \| \| \| \| \| \| \| \| \| \| \| \| \| \| \| \| \| \| \| \| \| \| \| \| \| \| \| \| \| \| \| \| \| \| \| \| \| \| \| \| \| \| \| \| \| \| \| \| \| Ульяна Александровна Тверская \| \| \| \| \| \| \| \| \| \| \| \| \| \| \| \| \| \| \| \| \| \| \| \| \| \| \| \| \| \| \| \| \| \| \| \| \| \| \| \| \| \| \| \| \| \| \| \| \| \| \| \| \| \| Мария Ярославна Боровская \| \| \| \| \| \| \| \| \| \| \| \| \| \| \| \| \| \| \| \| \| \| \| \| \| \| \| \| \| \| \| \| \| \| \| \| \| \| \| \| \| \| \| \| \| \| \| \| \| \| \| \| \| \| Фёдор Андреевич Кошка Кобылин \| \| \| \| \| \| \| \| \| \| \| \| \| \| \| \| \| \| \| \| \| \| \| \| \| \| \| \| \| \| \| \| \| \| \| \| \| \| \| \| \| \| \| \| \| \| \| \| \| \| \| \| \| \| Фёдор Фёдорович Голтяй Кошкин \| \| \| \| \| \| \| \| \| \| \| \| \| \| \| \| \| \| \| \| \| \| \| \| \| \| \| \| \| \| \| \| \| \| \| \| \| \| \| \| \| \| \| \| \| \| \| \| \| \| \| \| \| \| Мария Фёдоровна Голтяева-Кошкина \| \| \| \| \| \| \| \| \| \| \| \| \| \| \| \| \| \| \| \| \| \| \| \| \| \| \| \| \| \| \| \| \| \| \| \| \| \| \| \| \| \| \| \| \| \| \| \| \| \| \| \| |                                    |  |  |  |  |  |  |  |  |  |  |  |  |  |  |  |
| |                                    |  |  |  |  |  |  |  |  |  |  |  |  |  |  |  |
| | Иван II Иванович Красный           |  |  |  |  |  |  |  |  |  |  |  |  |  |  |  |
| |                                    |  |  |  |  |  |  |  |  |  |  |  |  |  |  |  |
| |                                    |  |  |  |  |  |  |  |  |  |  |  |  |  |  |  |
| | Дмитрий Иванович Донской           |  |  |  |  |  |  |  |  |  |  |  |  |  |  |  |
| |                                    |  |  |  |  |  |  |  |  |  |  |  |  |  |  |  |
| |                                    |  |  |  |  |  |  |  |  |  |  |  |  |  |  |  |
| | Александра Вельяминова             |  |  |  |  |  |  |  |  |  |  |  |  |  |  |  |
| |                                    |  |  |  |  |  |  |  |  |  |  |  |  |  |  |  |
| |                                    |  |  |  |  |  |  |  |  |  |  |  |  |  |  |  |
| | Василий I Дмитриевич               |  |  |  |  |  |  |  |  |  |  |  |  |  |  |  |
| |                                    |  |  |  |  |  |  |  |  |  |  |  |  |  |  |  |
| |                                    |  |  |  |  |  |  |  |  |  |  |  |  |  |  |  |
| | Дмитрий Константинович Суздальский |  |  |  |  |  |  |  |  |  |  |  |  |  |  |  |
| |                                    |  |  |  |  |  |  |  |  |  |  |  |  |  |  |  |
| |                                    |  |  |  |  |  |  |  |  |  |  |  |  |  |  |  |
| | Евдокия Дмитриевна Суздальская     |  |  |  |  |  |  |  |  |  |  |  |  |  |  |  |
| |                                    |  |  |  |  |  |  |  |  |  |  |  |  |  |  |  |
| |                                    |  |  |  |  |  |  |  |  |  |  |  |  |  |  |  |
| | Василиса Константиновна Ростовская |  |  |  |  |  |  |  |  |  |  |  |  |  |  |  |
| |                                    |  |  |  |  |  |  |  |  |  |  |  |  |  |  |  |
| |                                    |  |  |  |  |  |  |  |  |  |  |  |  |  |  |  |
| | Василий II Тёмный                  |  |  |  |  |  |  |  |  |  |  |  |  |  |  |  |
| |                                    |  |  |  |  |  |  |  |  |  |  |  |  |  |  |  |
| |                                    |  |  |  |  |  |  |  |  |  |  |  |  |  |  |  |
| | Кейстут Литовский                  |  |  |  |  |  |  |  |  |  |  |  |  |  |  |  |
| |                                    |  |  |  |  |  |  |  |  |  |  |  |  |  |  |  |
| |                                    |  |  |  |  |  |  |  |  |  |  |  |  |  |  |  |
| | Витовт                             |  |  |  |  |  |  |  |  |  |  |  |  |  |  |  |
| |                                    |  |  |  |  |  |  |  |  |  |  |  |  |  |  |  |
| |                                    |  |  |  |  |  |  |  |  |  |  |  |  |  |  |  |
| | Бирута                             |  |  |  |  |  |  |  |  |  |  |  |  |  |  |  |
| |                                    |  |  |  |  |  |  |  |  |  |  |  |  |  |  |  |
| |                                    |  |  |  |  |  |  |  |  |  |  |  |  |  |  |  |
| | Софья Витовтовна                   |  |  |  |  |  |  |  |  |  |  |  |  |  |  |  |
| |                                    |  |  |  |  |  |  |  |  |  |  |  |  |  |  |  |
| |                                    |  |  |  |  |  |  |  |  |  |  |  |  |  |  |  |
| | Анна                               |  |  |  |  |  |  |  |  |  |  |  |  |  |  |  |
| |                                    |  |  |  |  |  |  |  |  |  |  |  |  |  |  |  |
| |                                    |  |  |  |  |  |  |  |  |  |  |  |  |  |  |  |
| | Иван III                           |  |  |  |  |  |  |  |  |  |  |  |  |  |  |  |
| |                                    |  |  |  |  |  |  |  |  |  |  |  |  |  |  |  |
| |                                    |  |  |  |  |  |  |  |  |  |  |  |  |  |  |  |
| | Андрей Иванович Серпуховской       |  |  |  |  |  |  |  |  |  |  |  |  |  |  |  |
| |                                    |  |  |  |  |  |  |  |  |  |  |  |  |  |  |  |
| |                                    |  |  |  |  |  |  |  |  |  |  |  |  |  |  |  |
| | Владимир Андреевич Храбрый         |  |  |  |  |  |  |  |  |  |  |  |  |  |  |  |
| |                                    |  |  |  |  |  |  |  |  |  |  |  |  |  |  |  |
| |                                    |  |  |  |  |  |  |  |  |  |  |  |  |  |  |  |
| | Ярослав Владимирович Боровский     |  |  |  |  |  |  |  |  |  |  |  |  |  |  |  |
| |                                    |  |  |  |  |  |  |  |  |  |  |  |  |  |  |  |
| |                                    |  |  |  |  |  |  |  |  |  |  |  |  |  |  |  |
| | Ольгерд Литовский                  |  |  |  |  |  |  |  |  |  |  |  |  |  |  |  |
| |                                    |  |  |  |  |  |  |  |  |  |  |  |  |  |  |  |
| |                                    |  |  |  |  |  |  |  |  |  |  |  |  |  |  |  |
| | Елена Литовская                    |  |  |  |  |  |  |  |  |  |  |  |  |  |  |  |
| |                                    |  |  |  |  |  |  |  |  |  |  |  |  |  |  |  |
| |                                    |  |  |  |  |  |  |  |  |  |  |  |  |  |  |  |
| | Ульяна Александровна Тверская      |  |  |  |  |  |  |  |  |  |  |  |  |  |  |  |
| |                                    |  |  |  |  |  |  |  |  |  |  |  |  |  |  |  |
| |                                    |  |  |  |  |  |  |  |  |  |  |  |  |  |  |  |
| | Мария Ярославна Боровская          |  |  |  |  |  |  |  |  |  |  |  |  |  |  |  |
| |                                    |  |  |  |  |  |  |  |  |  |  |  |  |  |  |  |
| |                                    |  |  |  |  |  |  |  |  |  |  |  |  |  |  |  |
| | Фёдор Андреевич Кошка Кобылин      |  |  |  |  |  |  |  |  |  |  |  |  |  |  |  |
| |                                    |  |  |  |  |  |  |  |  |  |  |  |  |  |  |  |
| |                                    |  |  |  |  |  |  |  |  |  |  |  |  |  |  |  |
| | Фёдор Фёдорович Голтяй Кошкин      |  |  |  |  |  |  |  |  |  |  |  |  |  |  |  |
| |                                    |  |  |  |  |  |  |  |  |  |  |  |  |  |  |  |
| |                                    |  |  |  |  |  |  |  |  |  |  |  |  |  |  |  |
| | Мария Фёдоровна Голтяева-Кошкина   |  |  |  |  |  |  |  |  |  |  |  |  |  |  |  |
| |                                    |  |  |  |  |  |  |  |  |  |  |  |  |  |  |  |
| |                                    |  |  |  |  |  |  |  |  |  |  |  |  |  |  |  |

## Память

### Памятники
- Фигура Ивана III установлена в среднем ярусе памятника Тысячелетие России. Иван III в царских ризах, шапке Мономаха, со скипетром и державой, принимающий от коленопреклонённого татарина знак власти — бунчук. Рядом с фигурой Ивана III лежат побеждённый в битве литовец и поверженный ливонский рыцарь с обломанным мечом. На заднем плане фигура сибиряка — символ грядущего освоения Сибири.
- Памятник Ивану III — копия фигуры на памятнике Тысячелетие России, установлен на территории кадетской школы-интерната № 7 им. М. А. Шолохова в Москве[115].
- 6 сентября 2016 года — памятник Ивану III — основателю Пустозерска (также копия фигуры на памятнике Тысячелетие России), открыт в Нарьян-Маре[116]. Памятник установлен у алтарной апсиды Богоявленского собора[117].
- 8 июля 2017 года был открыт памятник Великому князю Ивану III на территории Владимирского скита Калужской Свято-Тихоновой пустыни в Калужской области, изготовленный на деньги, собранные монастырём. Монумент установлен в начале музейного комплекса «Великое стояние на реке Угре» на территории пустыни[118].
- 12 ноября 2017 года в центре Калуги открыт памятник Ивану III работы скульптора Андрея Коробцова[119].

## Образ в искусстве

### В художественной литературе
- Карамзин Н. М. Марфа-посадница (1803).
- Мордовцев Д. Л. Москва слезам не верит. Историческая повесть времен царствования Иоанна Грозного (1885).
- Лажечников И. И. Басурман. — М.: Художественная литература, 1989. — 368 с.: ил. — (Классики и современники). — ISBN 5-280-00499-5.
- Наживин И. Ф. Кремль. Хроника XV—XVI веков. Исторический роман (написан в 1931 г.). — М.: Издательский дом Мещерякова, 2007. — 240 с. — ISBN 978-5-91045-048-0.
- Балашов Д. М. Марфа-посадница. Исторический роман. — М.: Советская Россия, 1972. — 432 с.
- Гордеева Л. И. Иоанн III Великий: В 2 т. — М.: Терра, 1998. — 416 с. + 304 с. — (Тайны истории в романах, повестях и документах). — ISBN 5-300-01879-1.
- Иванов Вс. Н. Иван Третий // В кн.: Иванов Вс. Н. Императрица Фике. Исторические повести. — М.: Правда, 1988. — С. 5—110.
- Лощилов И. Н. Предтеча. Историческая повесть. — М.: Воениздат, 1987. — 256 с.: ил.
- Лощилов И. Н. Высвобождение. Исторический роман. — М.: Воениздат, 1991. — 384 с.: ил. — ISBN 5-203-01016-1.
- Сегень А. Ю. Державный. Роман. — М.: Вече, 2006. — 672 с.— (Всемирная история в романах). — ISBN 5-9533-1676-3.
- Язвицкий В. И. Иван III — государь всея Руси. Исторический роман: В 2 т. — М.: Эскмо; Фолио, 1994. — 1360 с. — ISBN 5-7150-0110-2.

### В живописи
- Пелена Елены Волошанки конца XV века[120]
- Икона первой трети XVI века «Богоматерь Боголюбская, с предстоящими»[120].
- Многочисленные миниатюры «Лицевого летописного свода» XVI века[120].
- Профильный портрет из книги французского путешественника Андре Теве «Всеобщая космография» (Париж, 1575 год)[120].
- Фреска над местом захоронения Ивана III в Архангельском соборе Московского Кремля (1652—1666 годы)[120].
- Портрет в «Царском титулярнике» 1672 года[120].
- Картина Николая Шустова «Иоанн III разрывает ханскую грамоту»[120].

### В кино
- «Хождение за три моря» (1958) — в советско-индийском фильме роль Ивана исполнил Леонид Топчиев[120].
- «София» (2016) — в сериале телеканала «Россия» роль Ивана исполнил Евгений Цыганов.
- «Се́рдце Па́рмы» (2022) — в российском фильме роль Ивана исполнил Фёдор Бондарчук.